# Cão mestiço

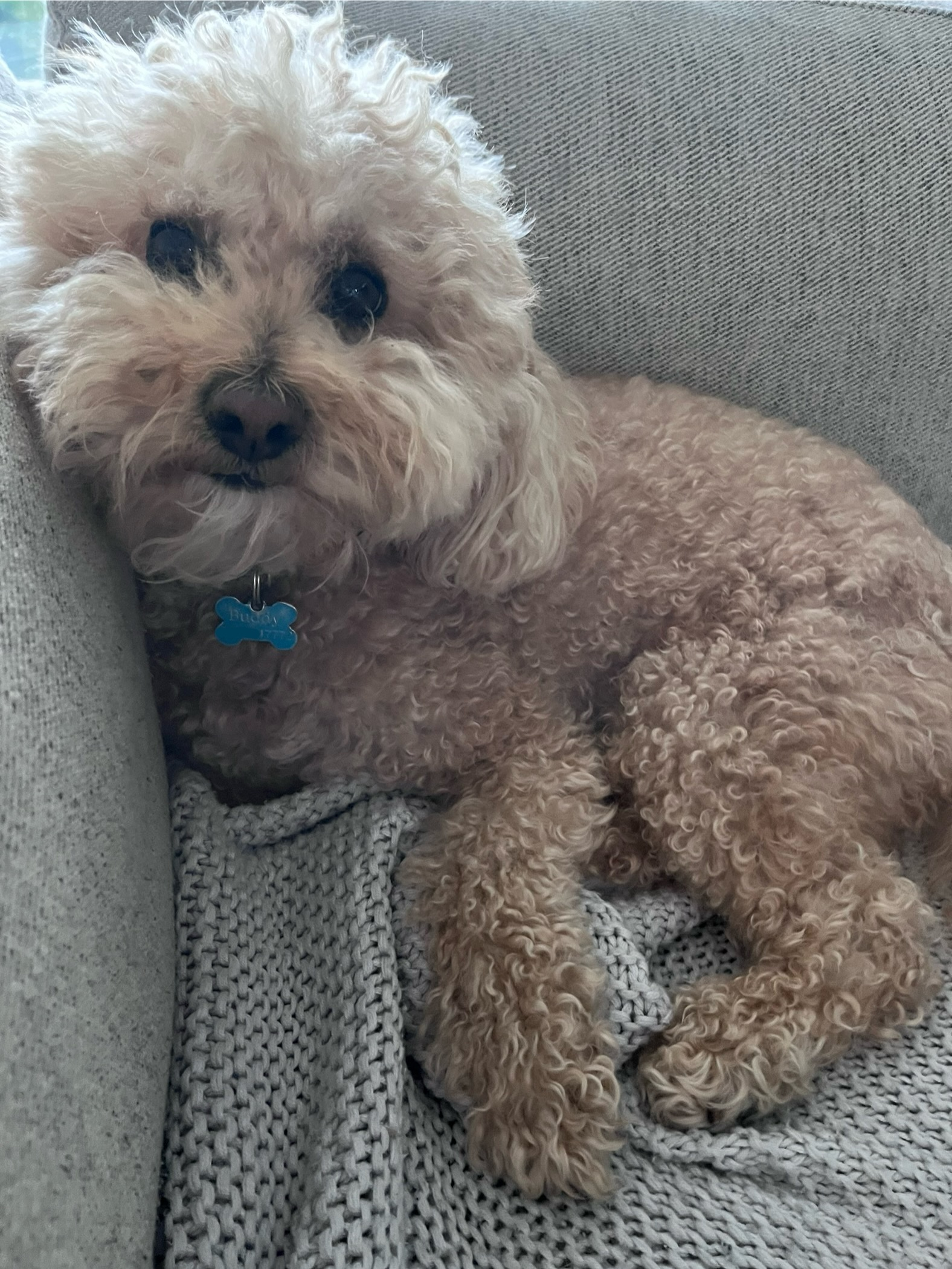
Um cruzamento de Poodle com Bichon Frisé, conhecido como Poochon

Cães mestiços (às vezes chamados de cães de design ou cães de raça mista), são cruzamento de cães que foram intencionalmente criados a partir de duas ou mais raças reconhecidas . Eles não são cães sem ancestrais de raça pura, mas nem todos são reconhecidos como raças por si só e não necessariamente se reproduzem de forma verdadeira.
Os cruzamentos de cães são combinações de linhagens do cão doméstico; eles se distinguem dos híbridos canídeos, que são cruzamentos interespecíficos entre espécies de Canis (lobos, coiotes, chacais, etc.).
As estimativas colocam a prevalência de vira-latas em 150 milhões de animais em todo o mundo.

## Galeria

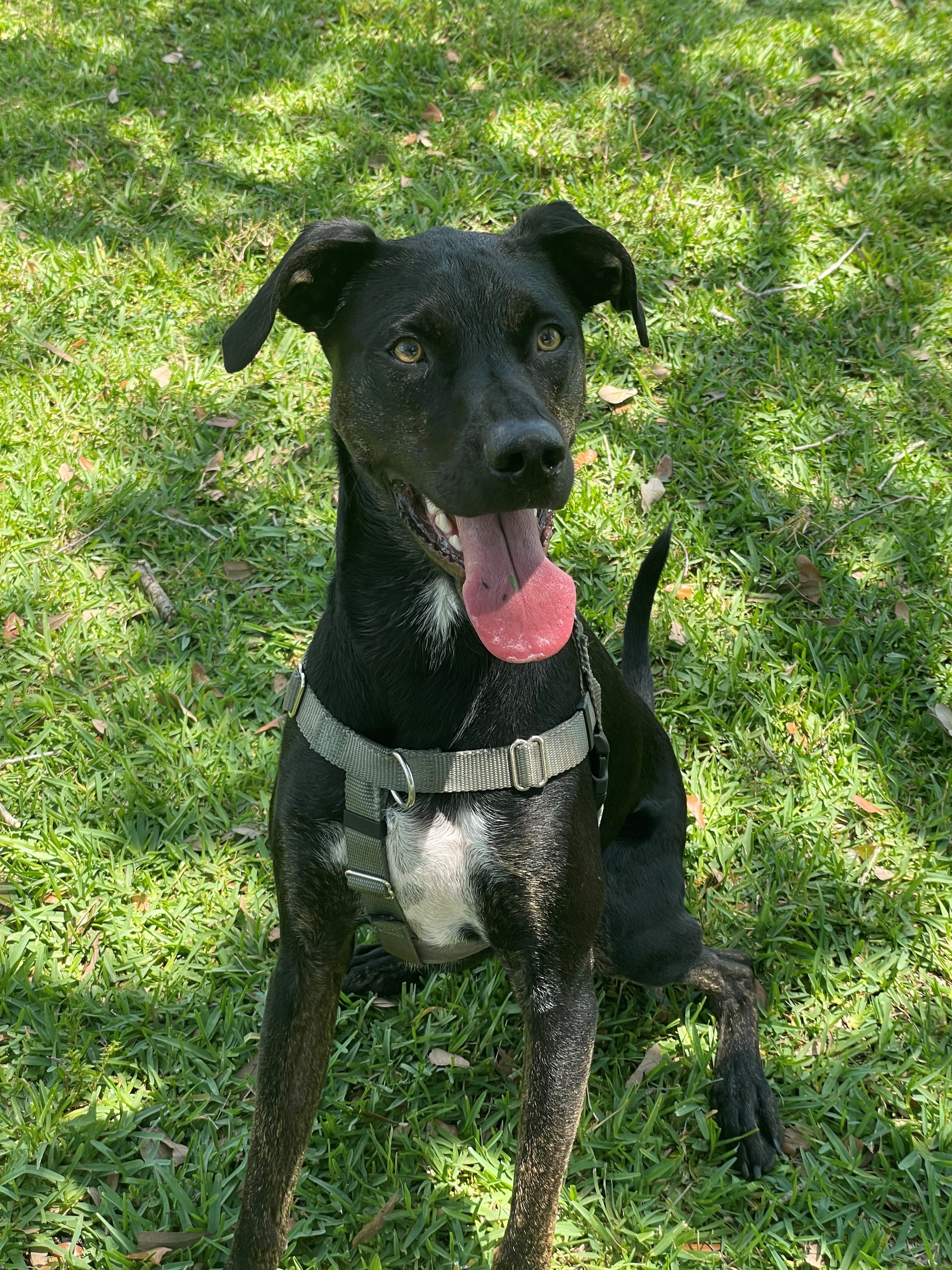
Um vira-lata bicolor. O sequenciamento de DNA mostra uma herança de Boxer, Pit Bull Americano, Dogue Alemão, entre outros.
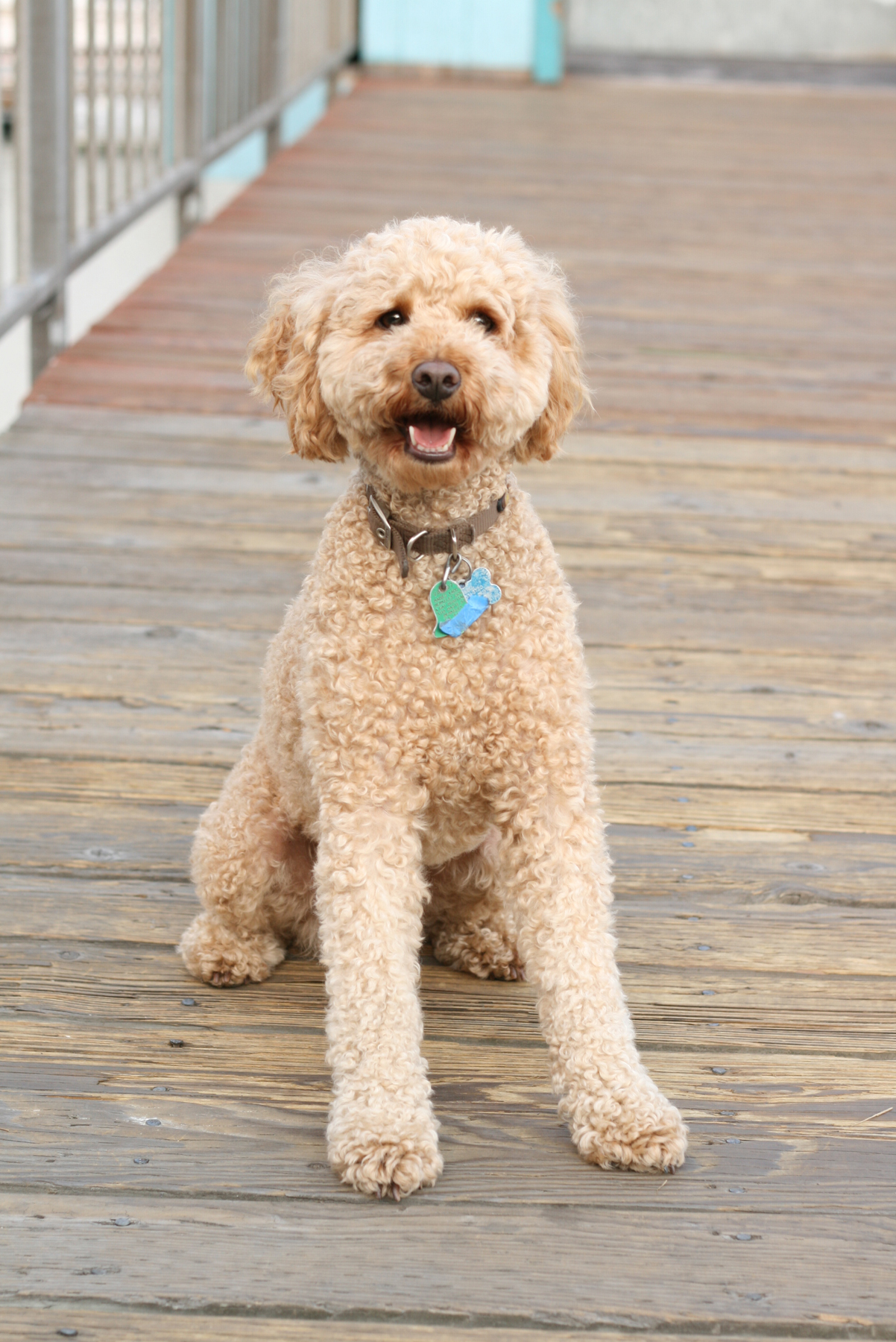
Um Labradoodle, um cruzamento entre um Labrador Retriever e um Poodle.
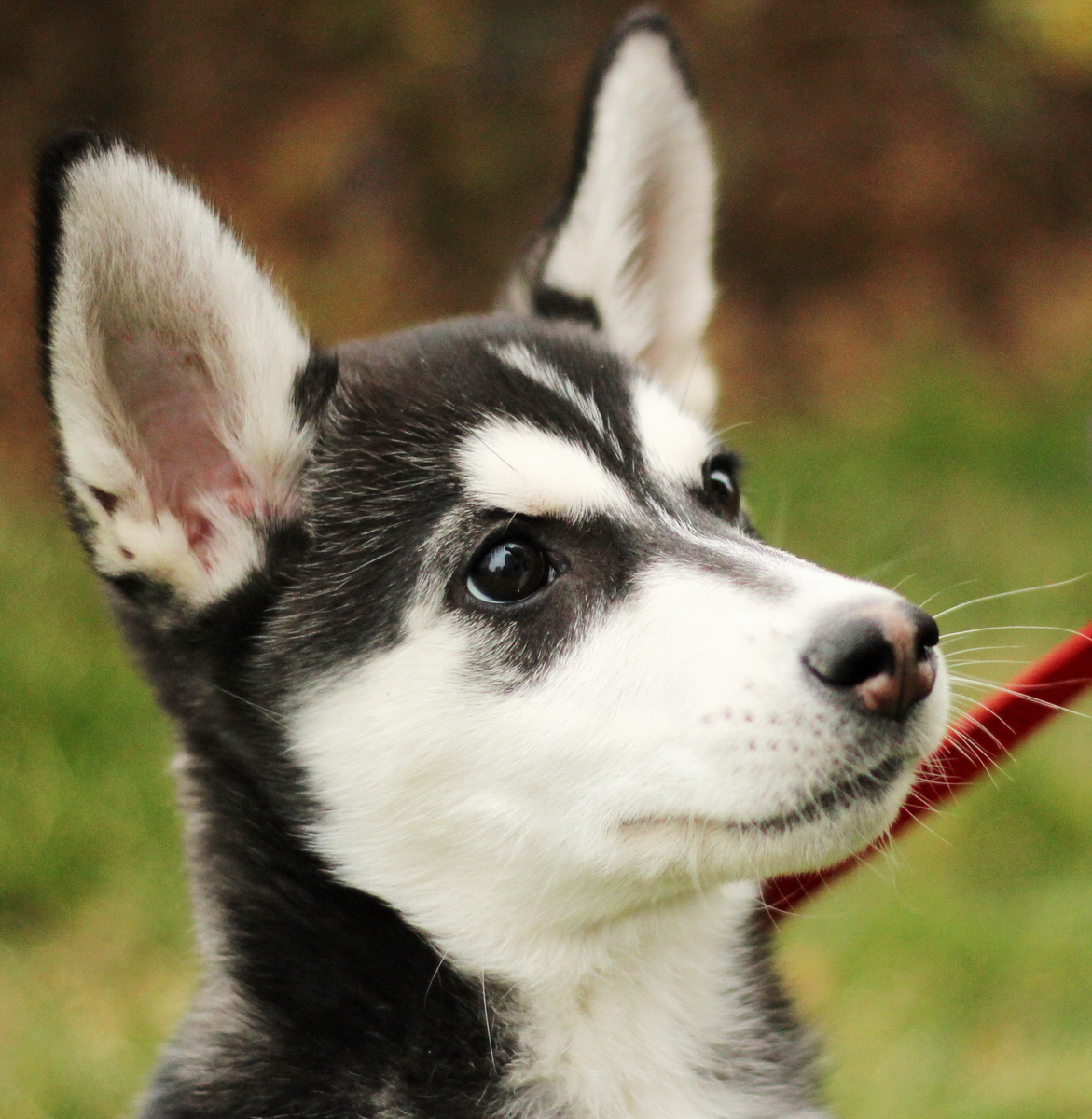
Um filhote de Huskamute ( cruzamento de Husky Siberiano e Malamute do Alasca)
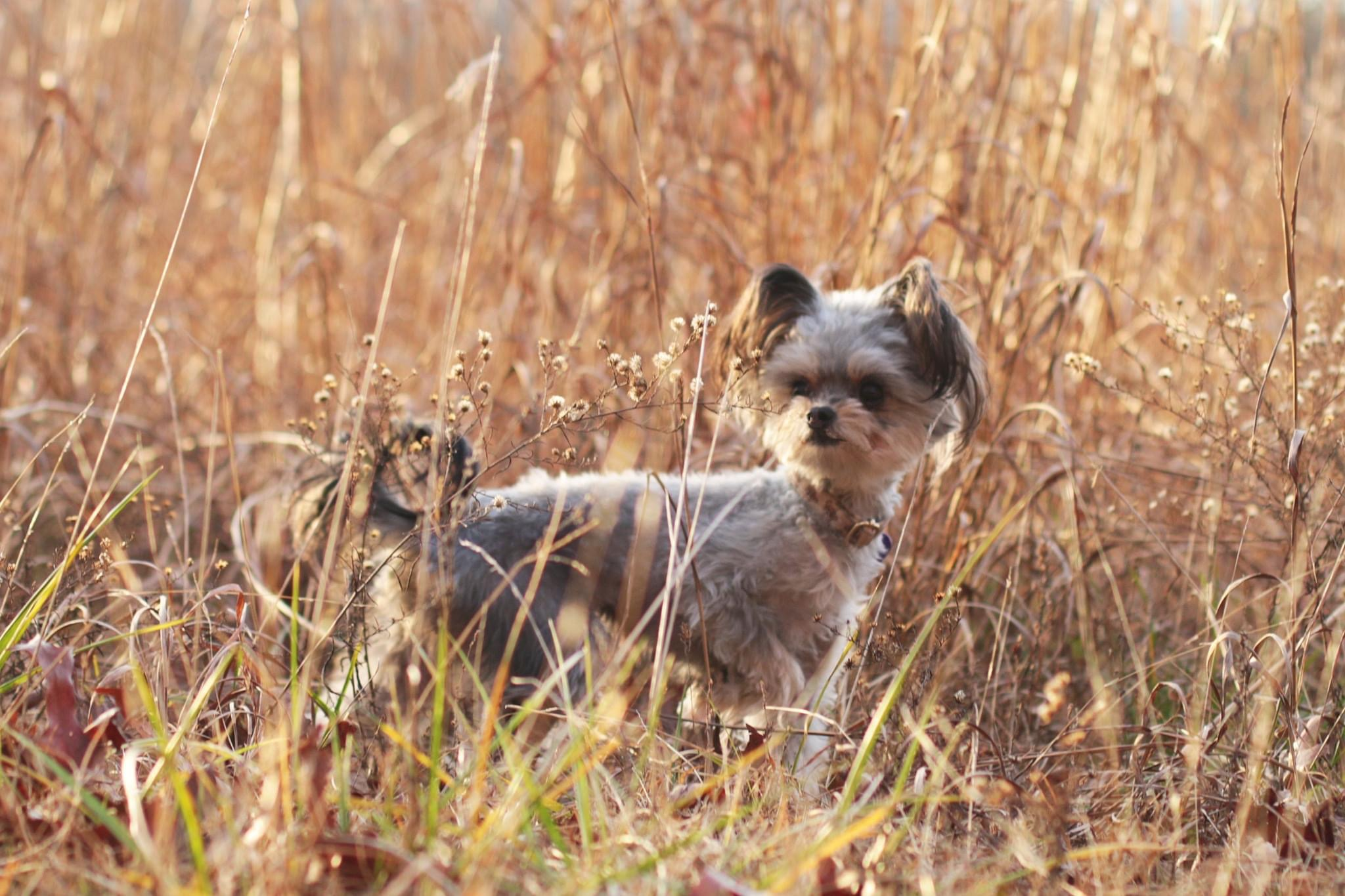
Um cruzamento entre Chihuahua e Poodle Toy , conhecido como Chipoo
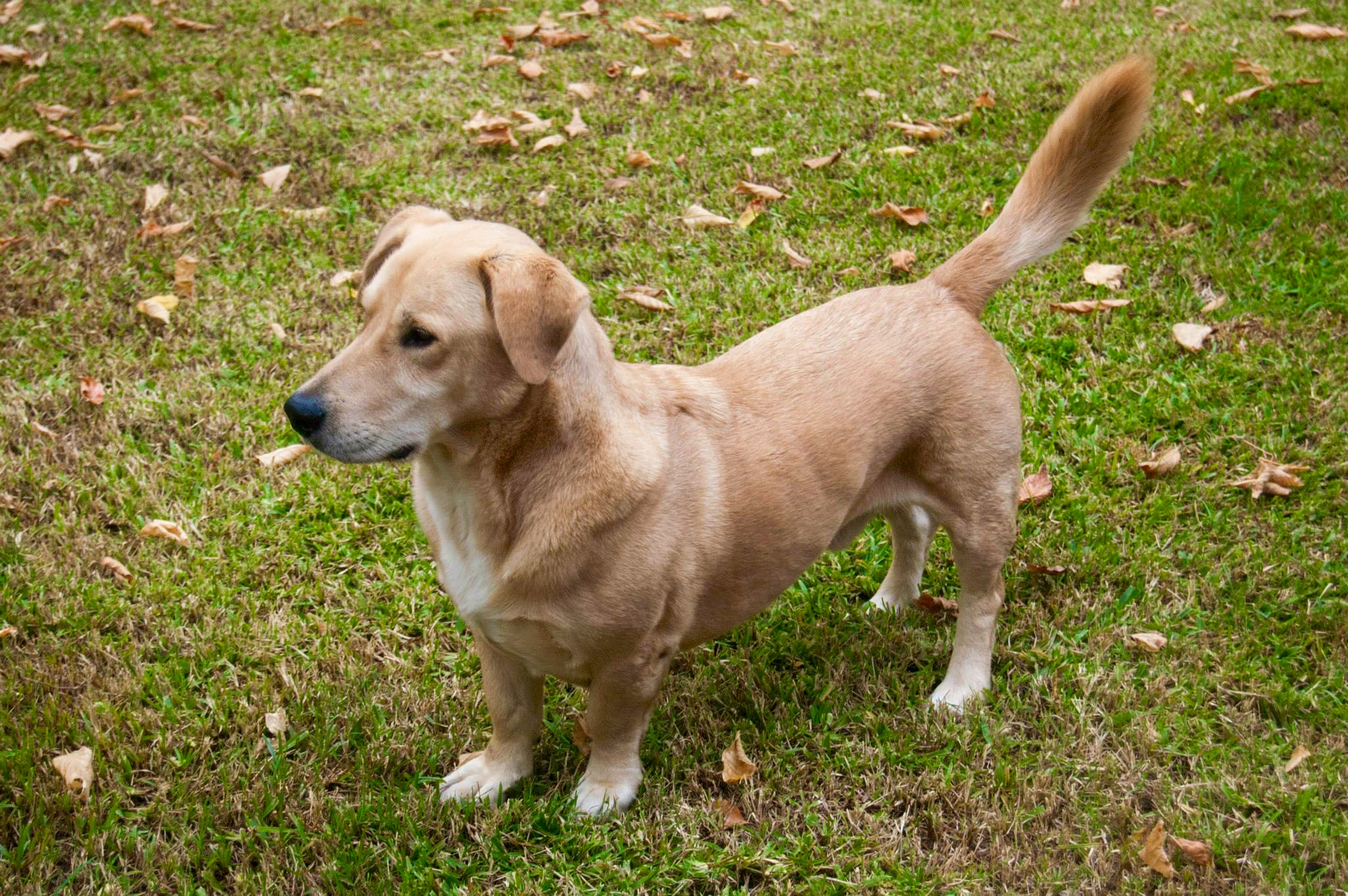
Um Bassador (cruzamento de Basset Hound e Labrador Retriever)
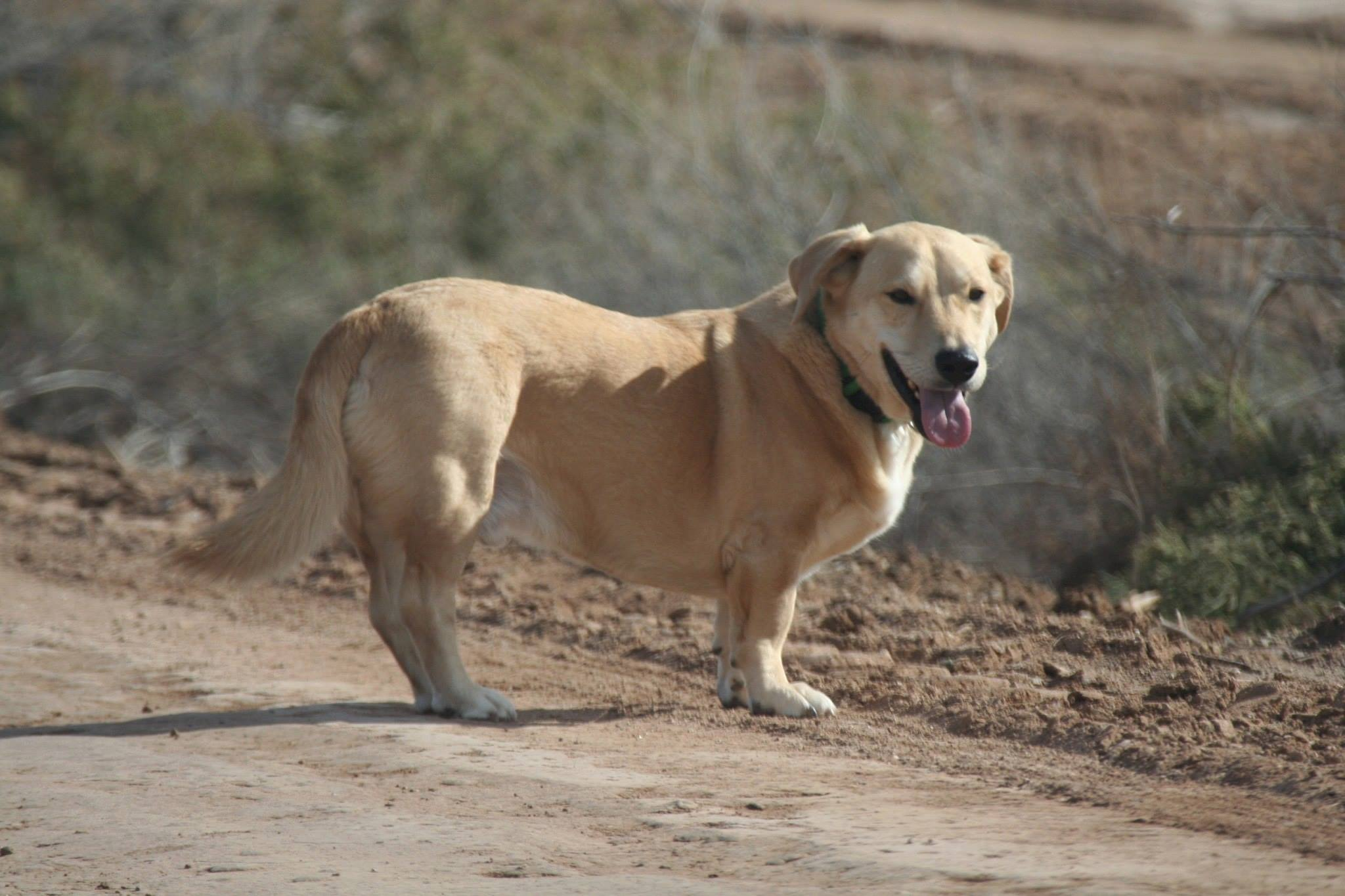
Outro Bassador
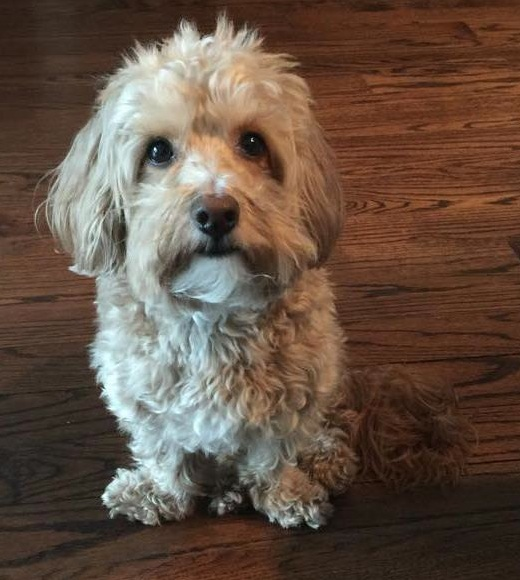
Um Westiepoo adulto (cruzamento de Poodle com West Highland White Terrier)
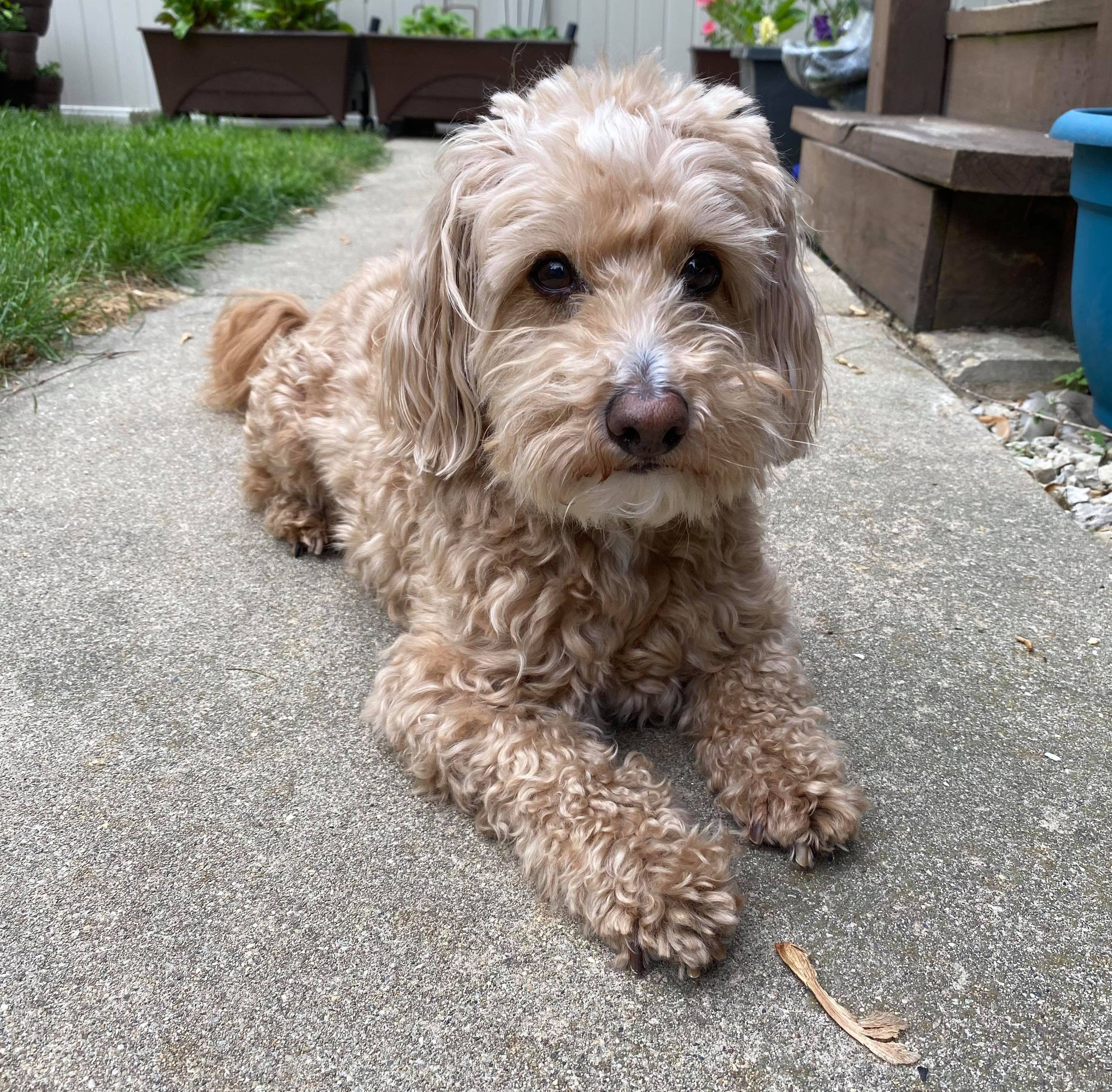
Outro Westiepoo
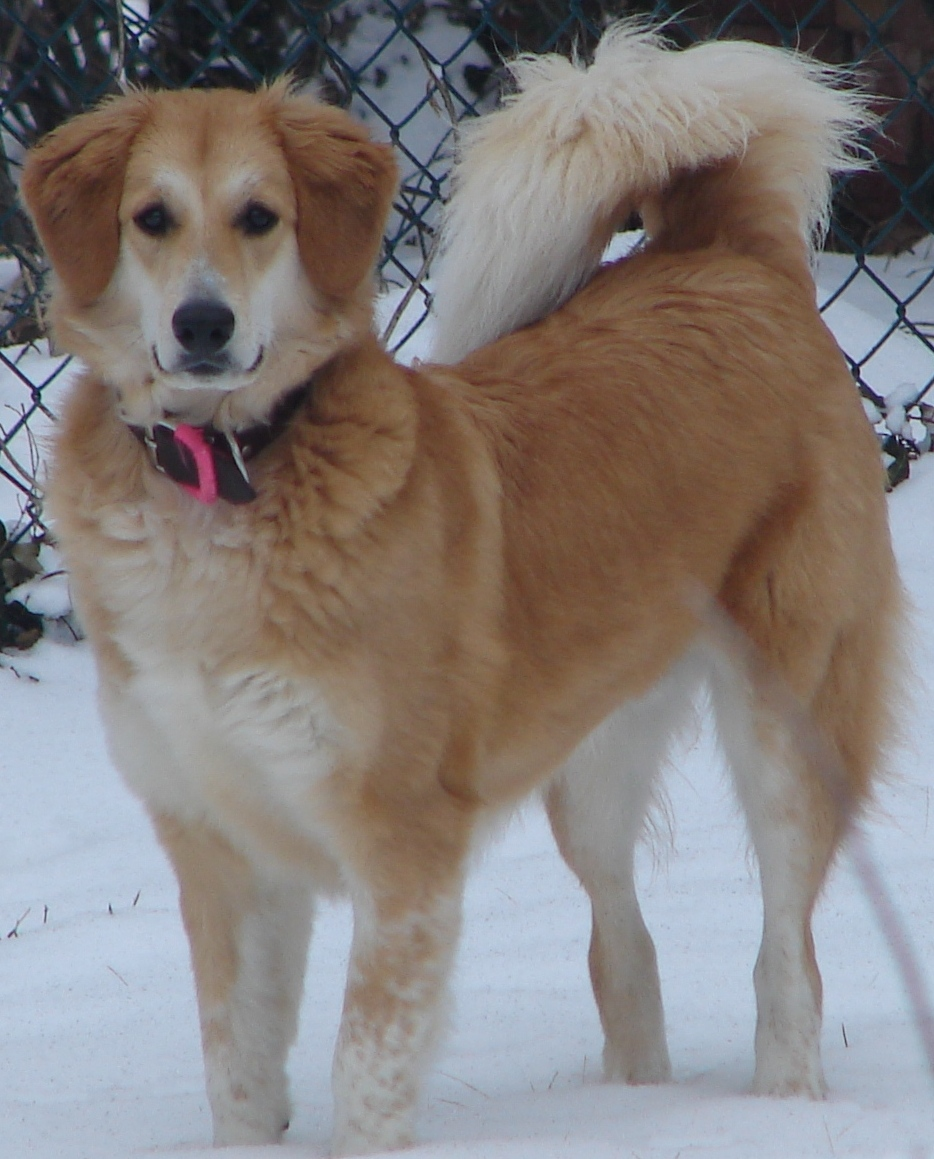
Um vira-lata com uma pelagem de inverno pesada e sombreada
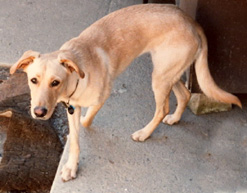
Esta mistura de Golden Retriever e Pastor Alemão tem, em média, mais características de vira-lata do que quaisquer características distintas da raça de qualquer um dos pais.
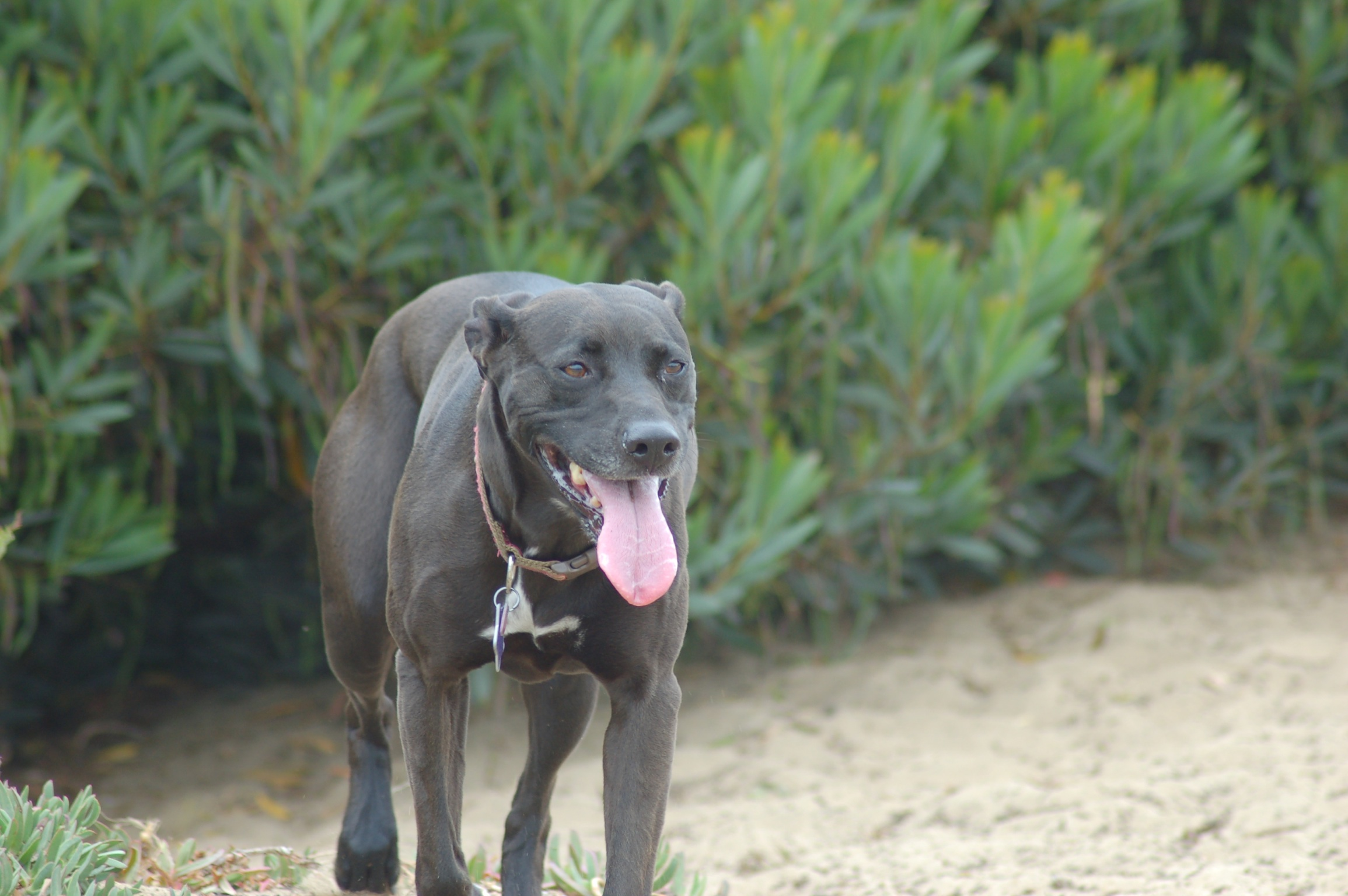
Uma Cadela de seis anos, veio de uma mistura de American Pit Bull Terrier com Labrador chamado pitador
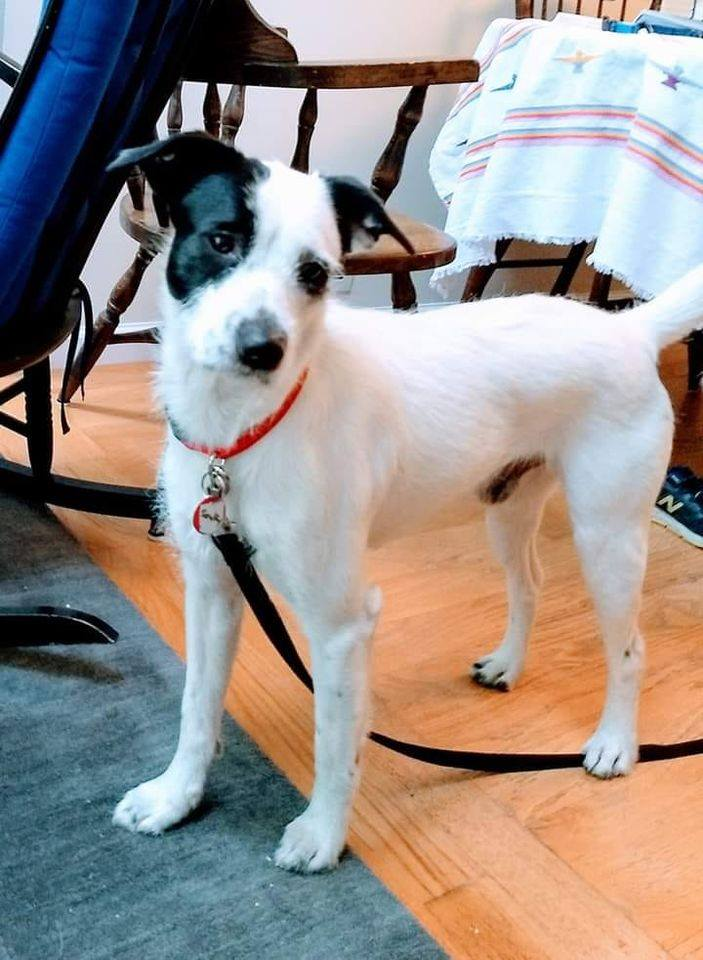
O sequenciamento de DNA mostrou que este cãozinho vira-lata é uma mistura de Labrador Retriever com Bull Mastiff com Chow chow com Boiadeiro australiano com Corgi e Pit Bull.
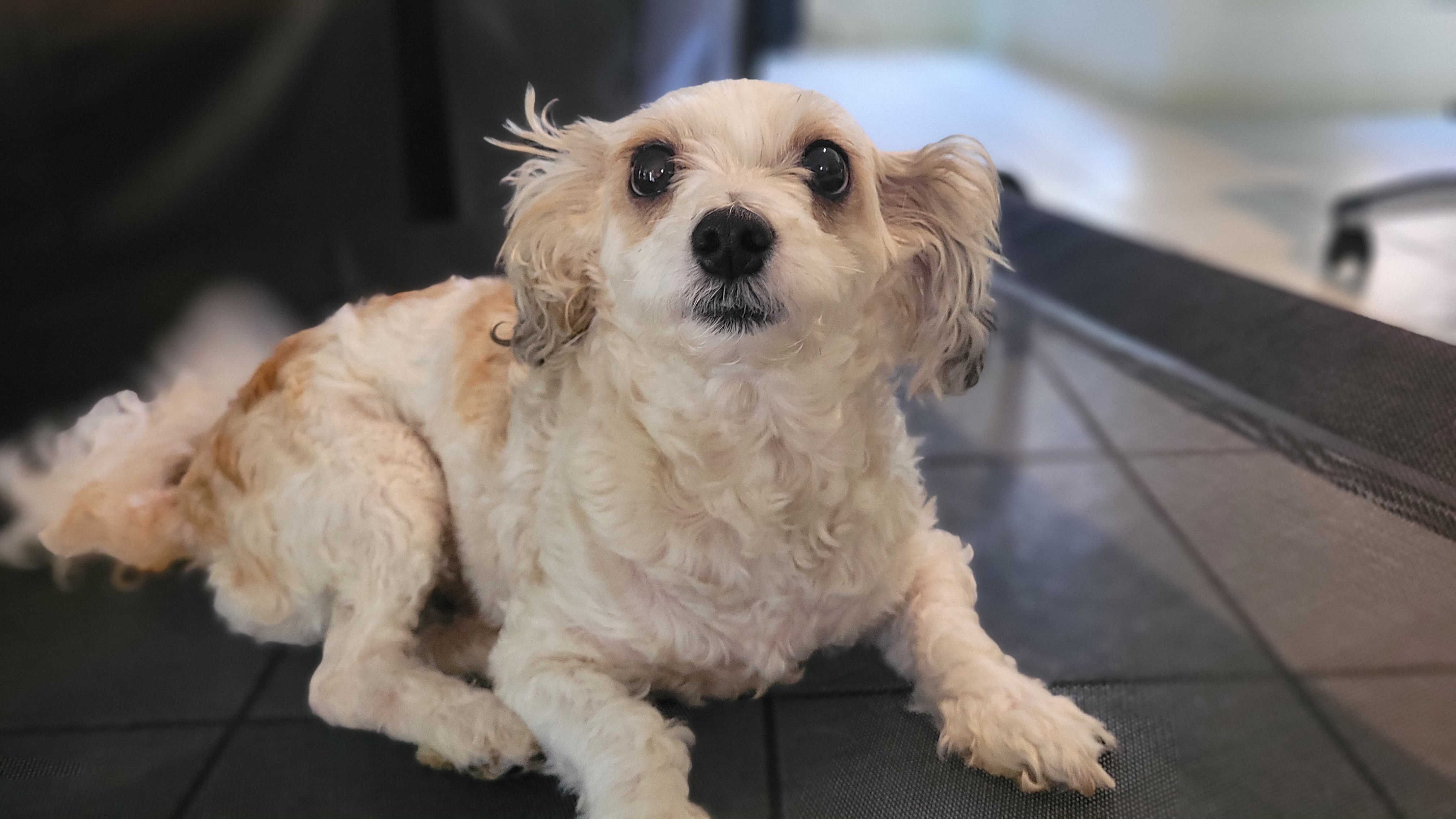
Um vira latinha parecido com kokoni
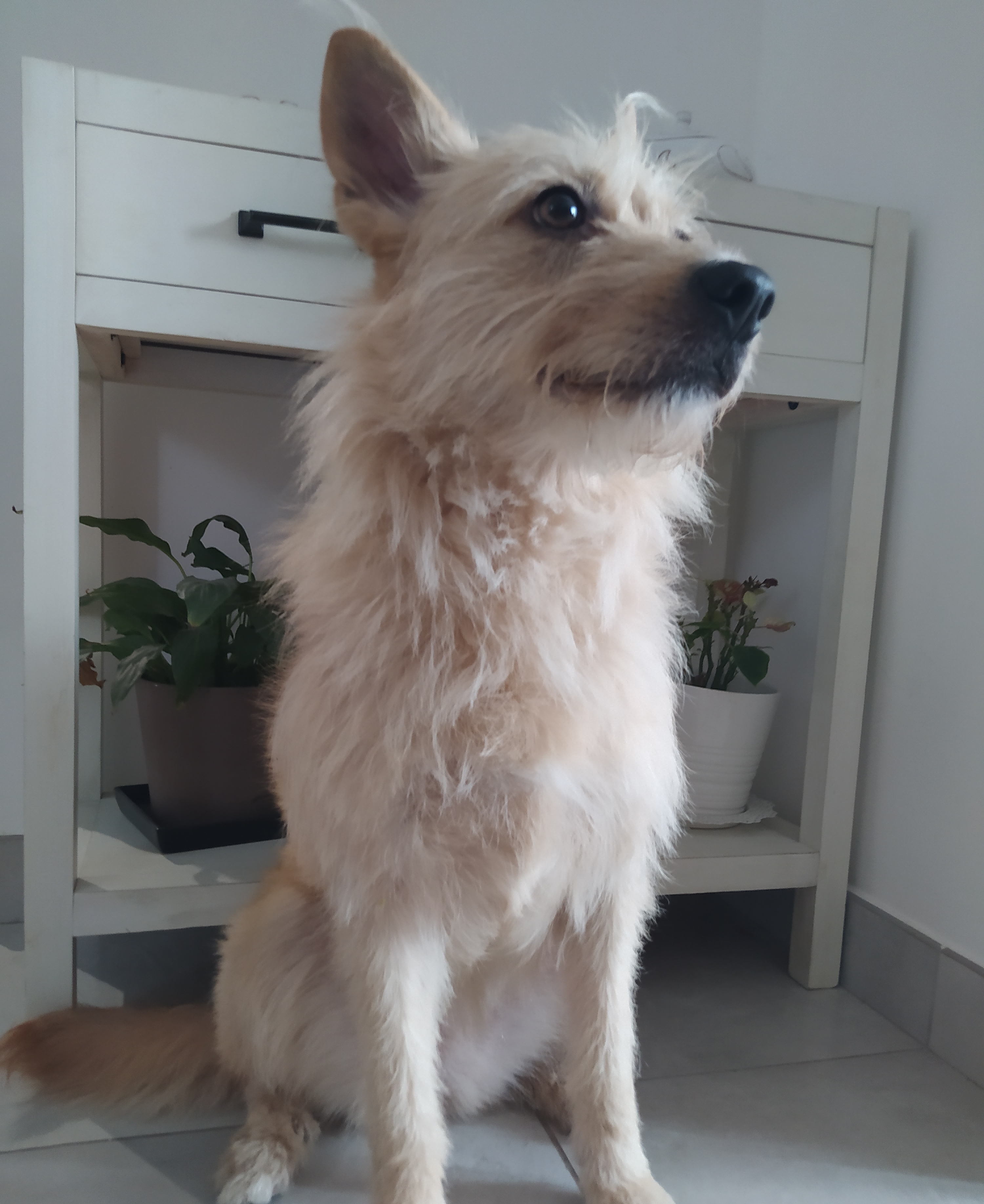
Cão mestiço de Spinone Italiano com pastor alemão
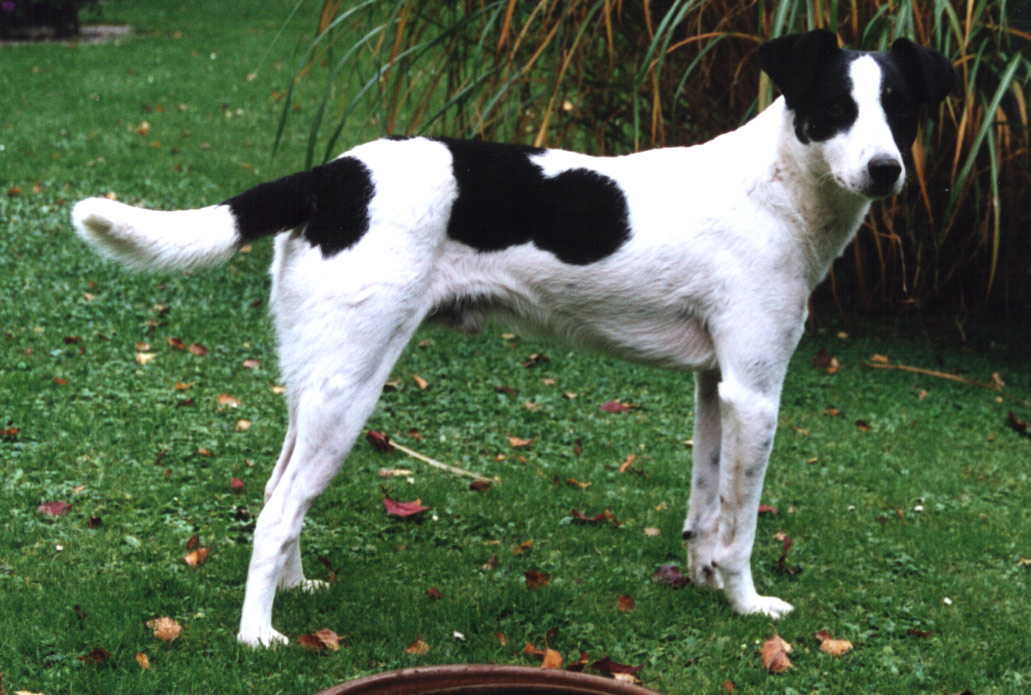
Um cão vira lata
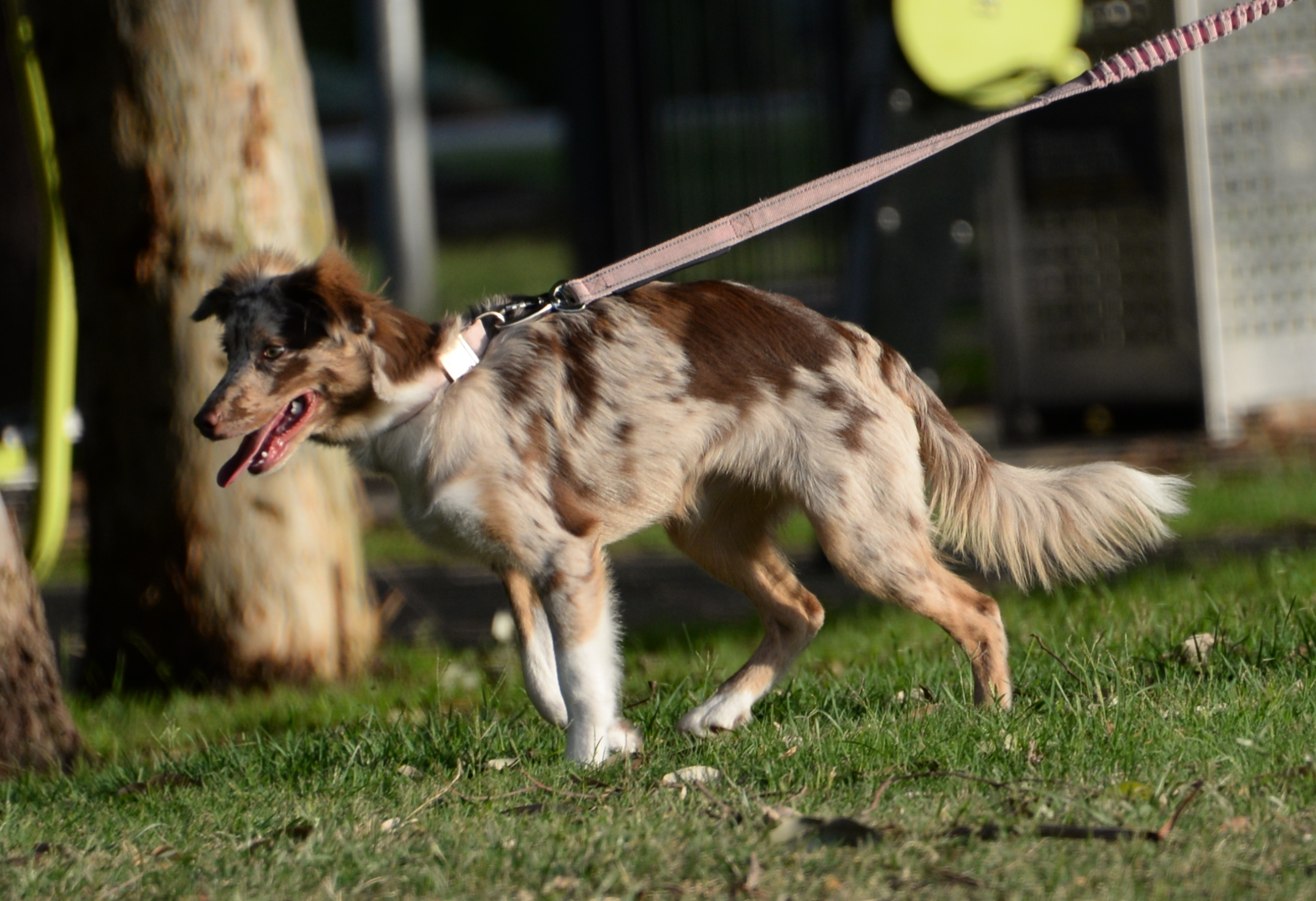
outro cão vira lata
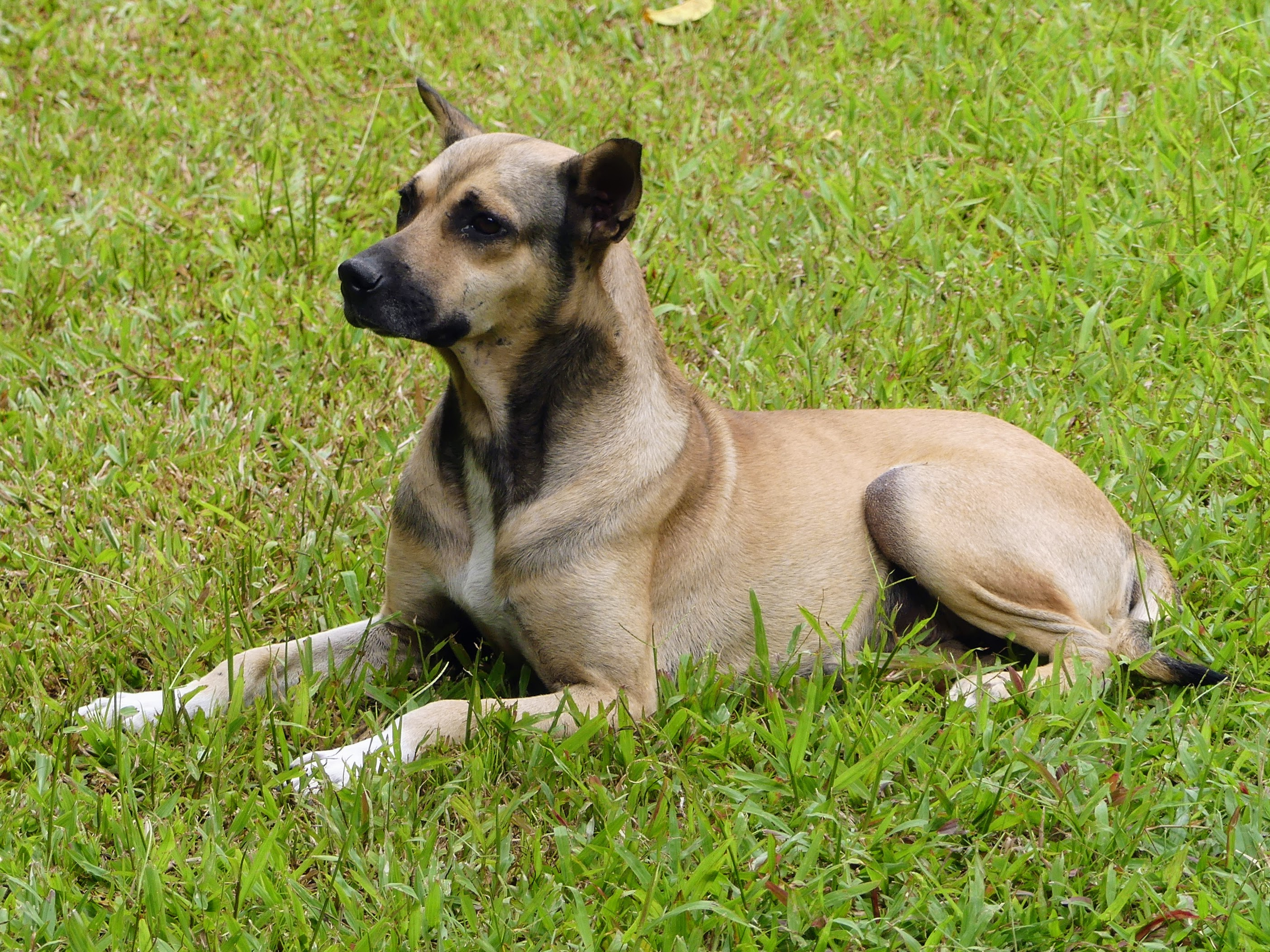
Um cão vira lata brasileiro
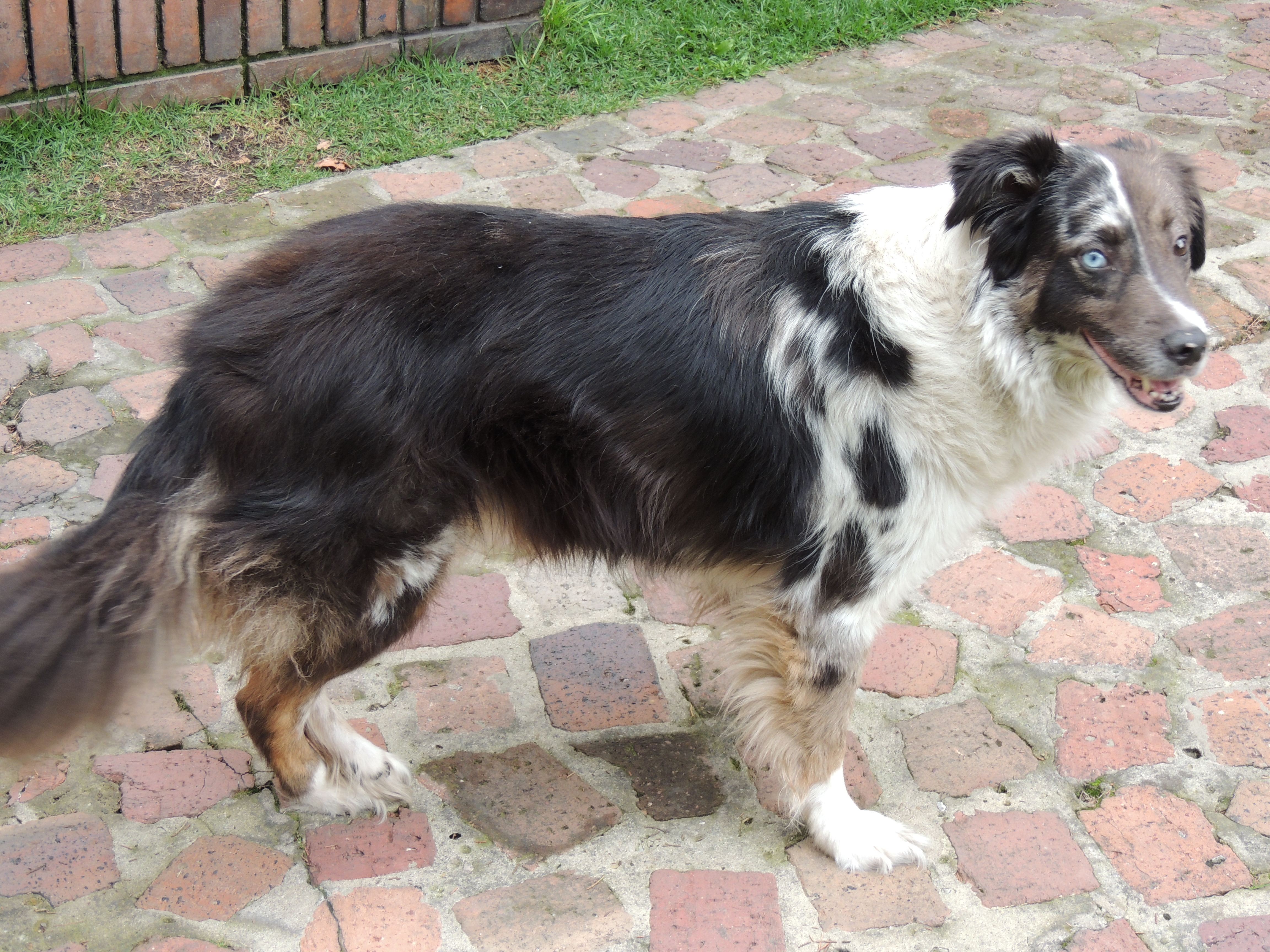
Pastor Australiano com Border Collie
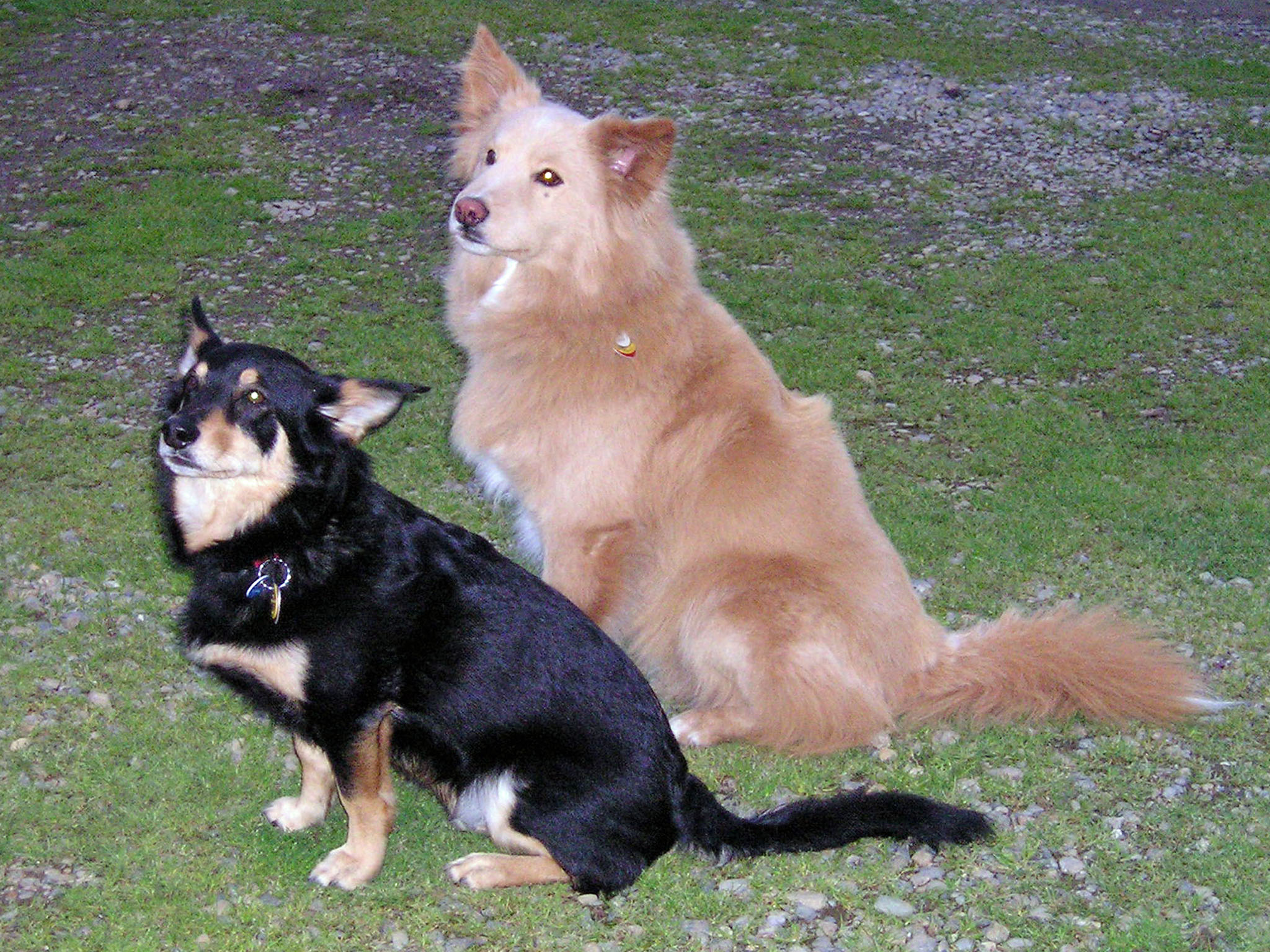
Embora esses vira-latas sejam companheiros de ninhada de uma mãe pastora australiana, eles parecem bem diferentes e nenhum deles se parece exatamente com aquela raça.
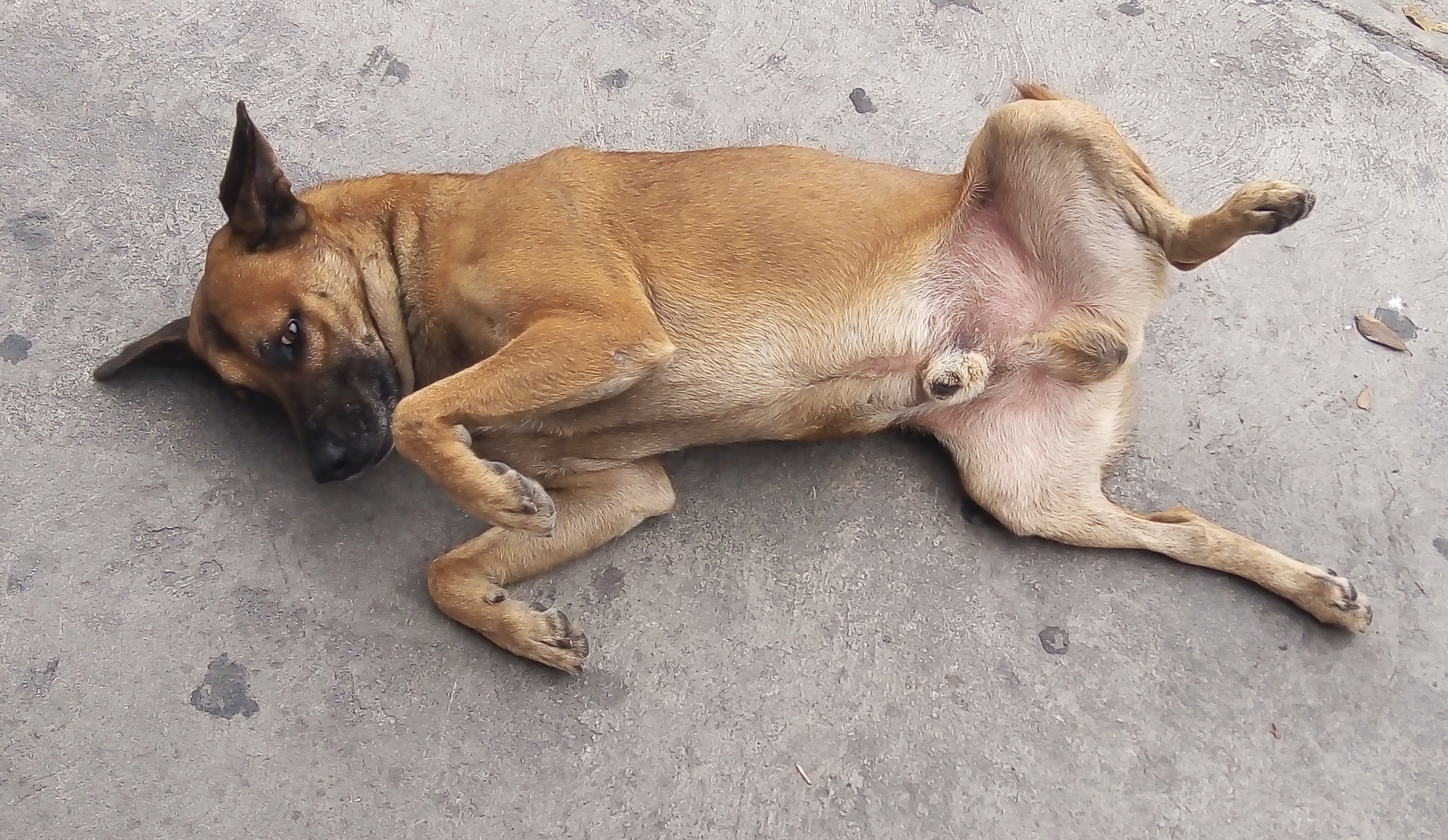
Um vira-lata mexicano
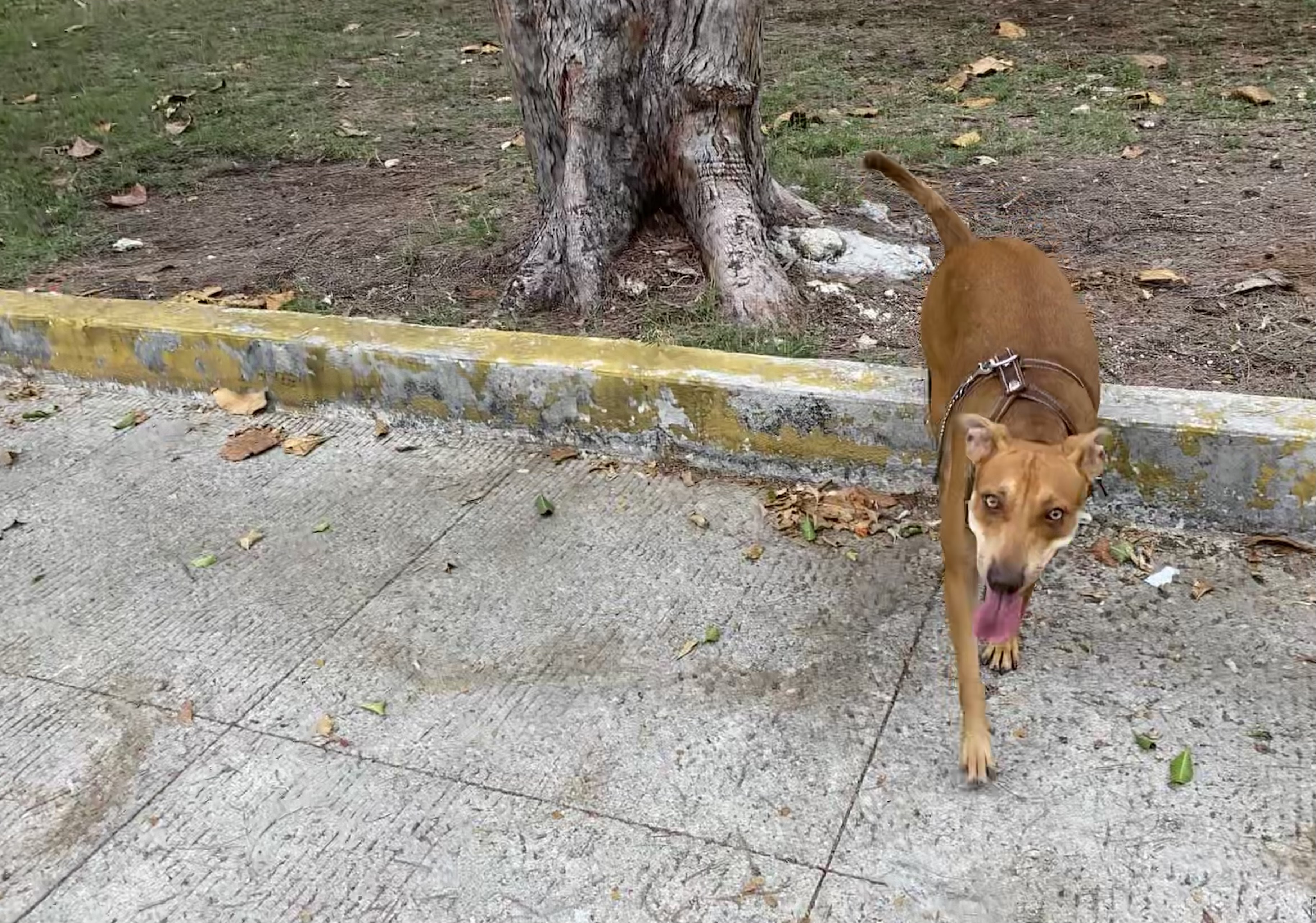
Outro vira-lata mexicano
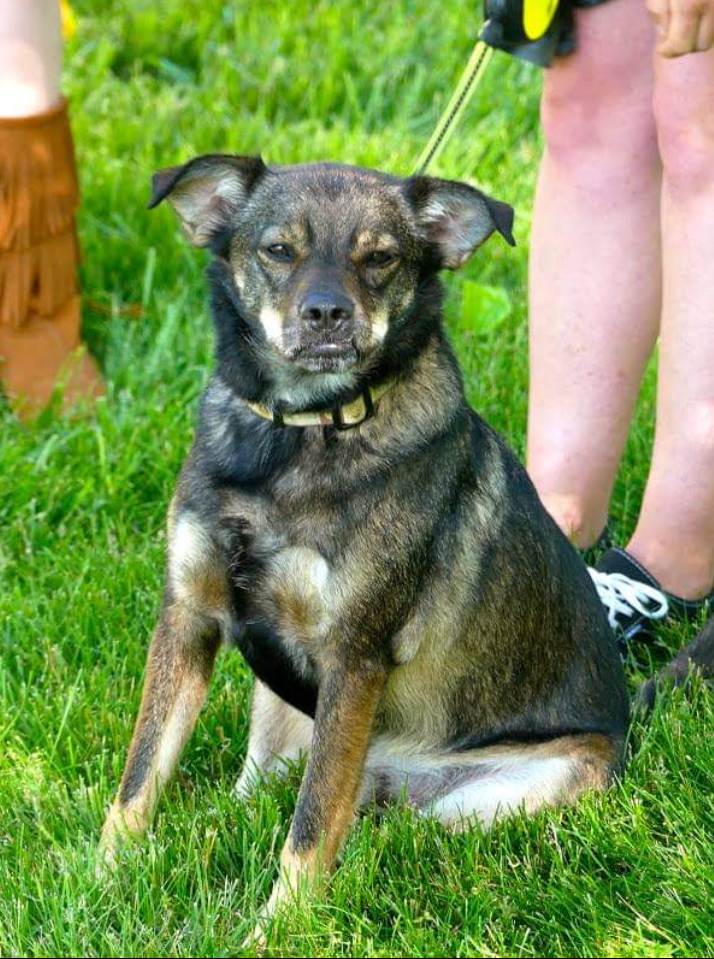
Vira-lata de linhagem visualmente indeterminável
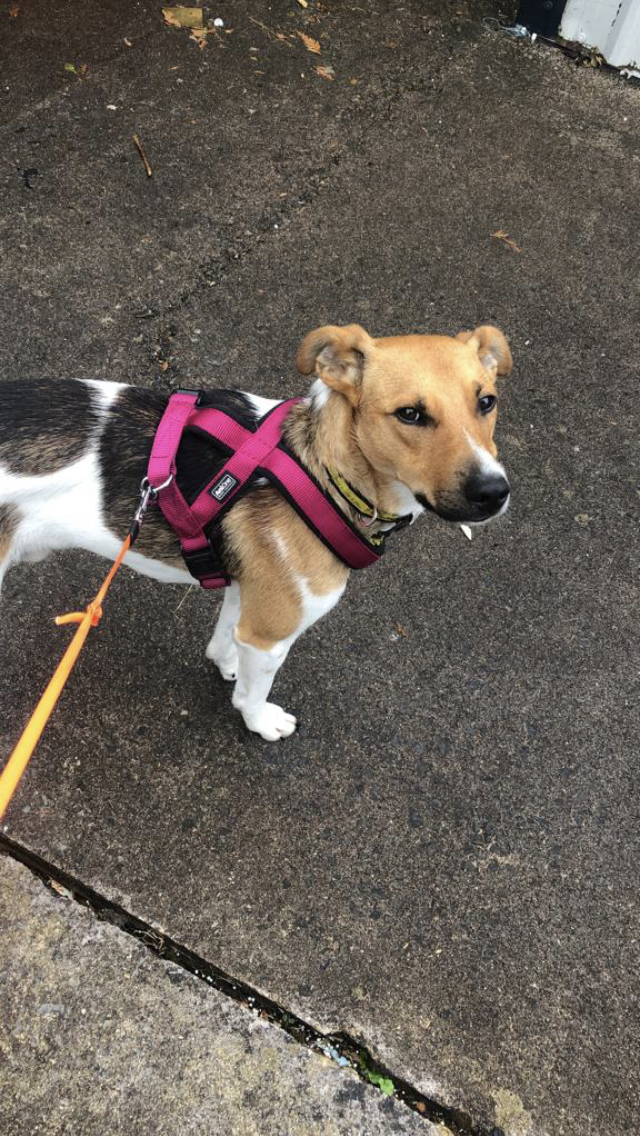
Outro Vira-lata de linhagem visualmente indeterminável
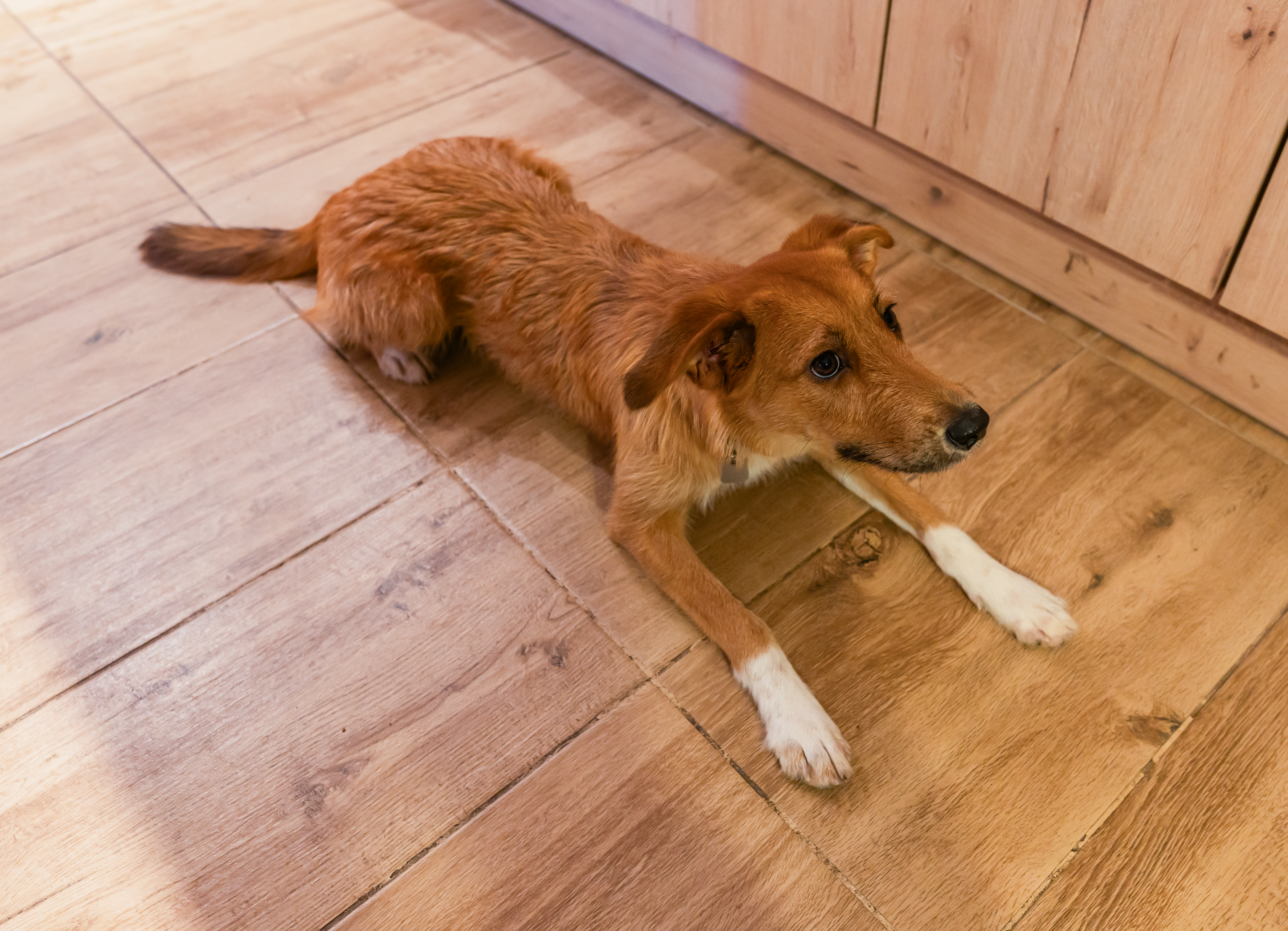
Mais outro Vira-lata de linhagem visualmente indeterminável
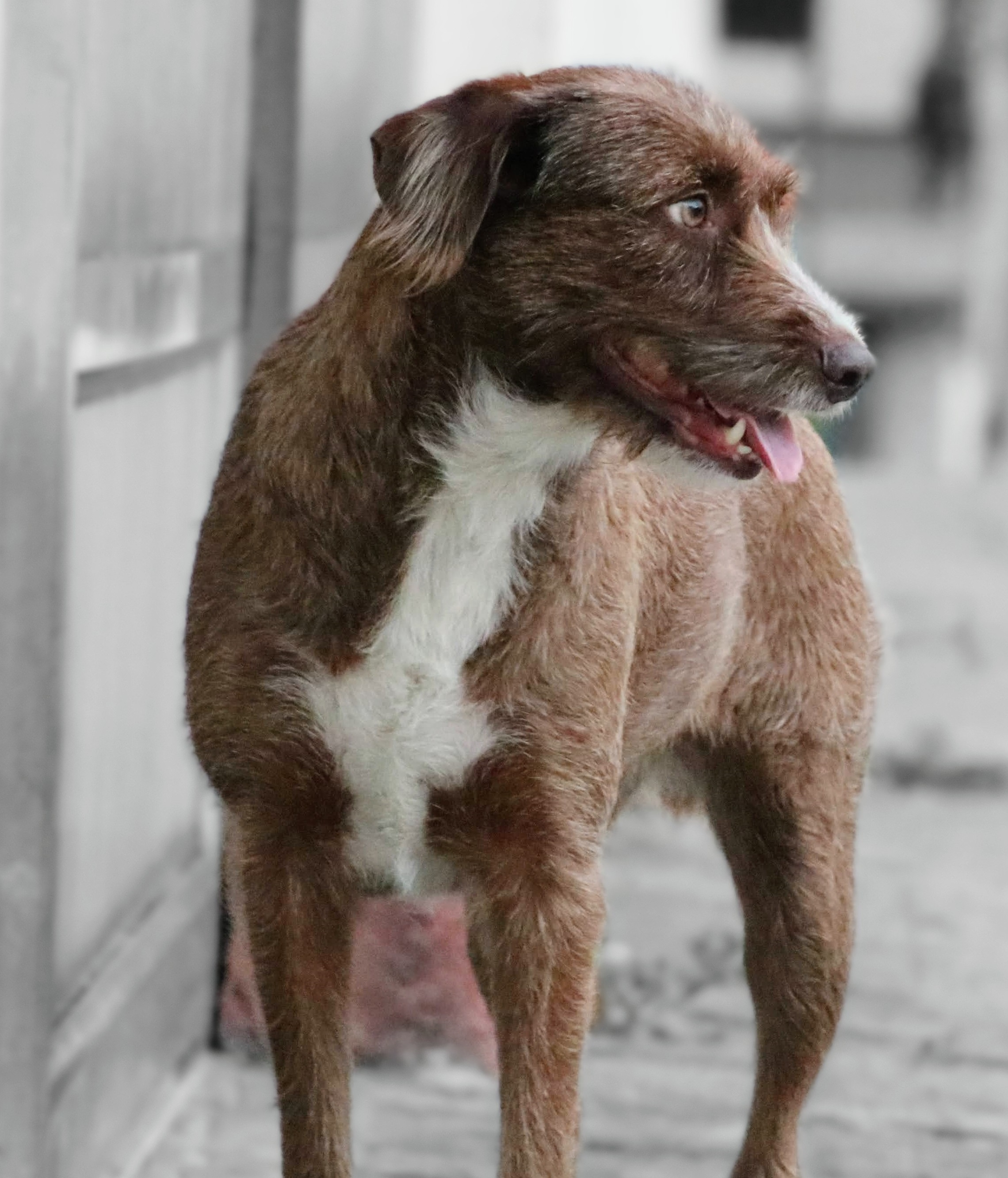
Cão mestiço brasileiro de médio porte
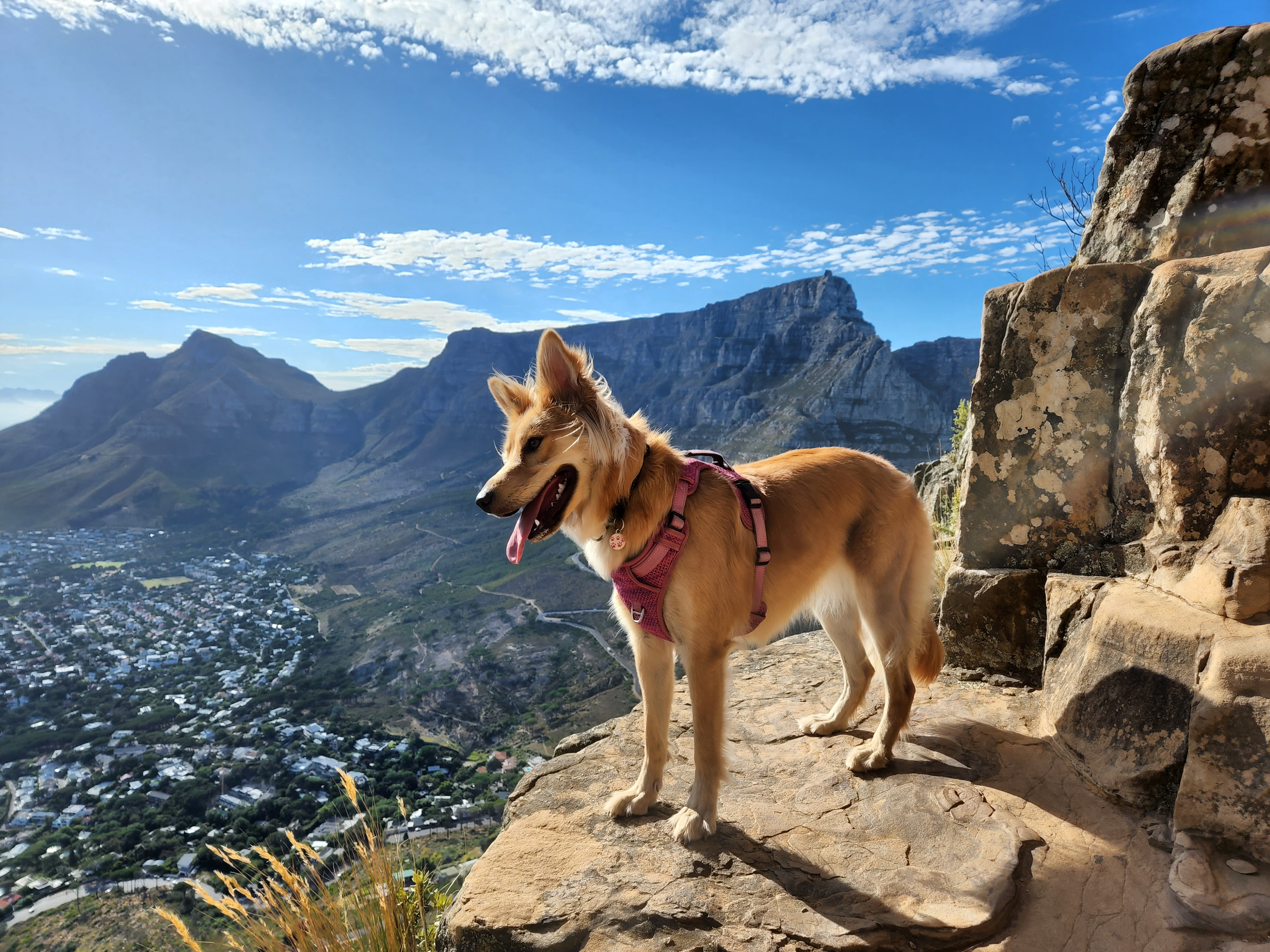
Um cão de dois anos de idade, de ascendência desconhecida, possivelmente pastor australiano com golden retriever
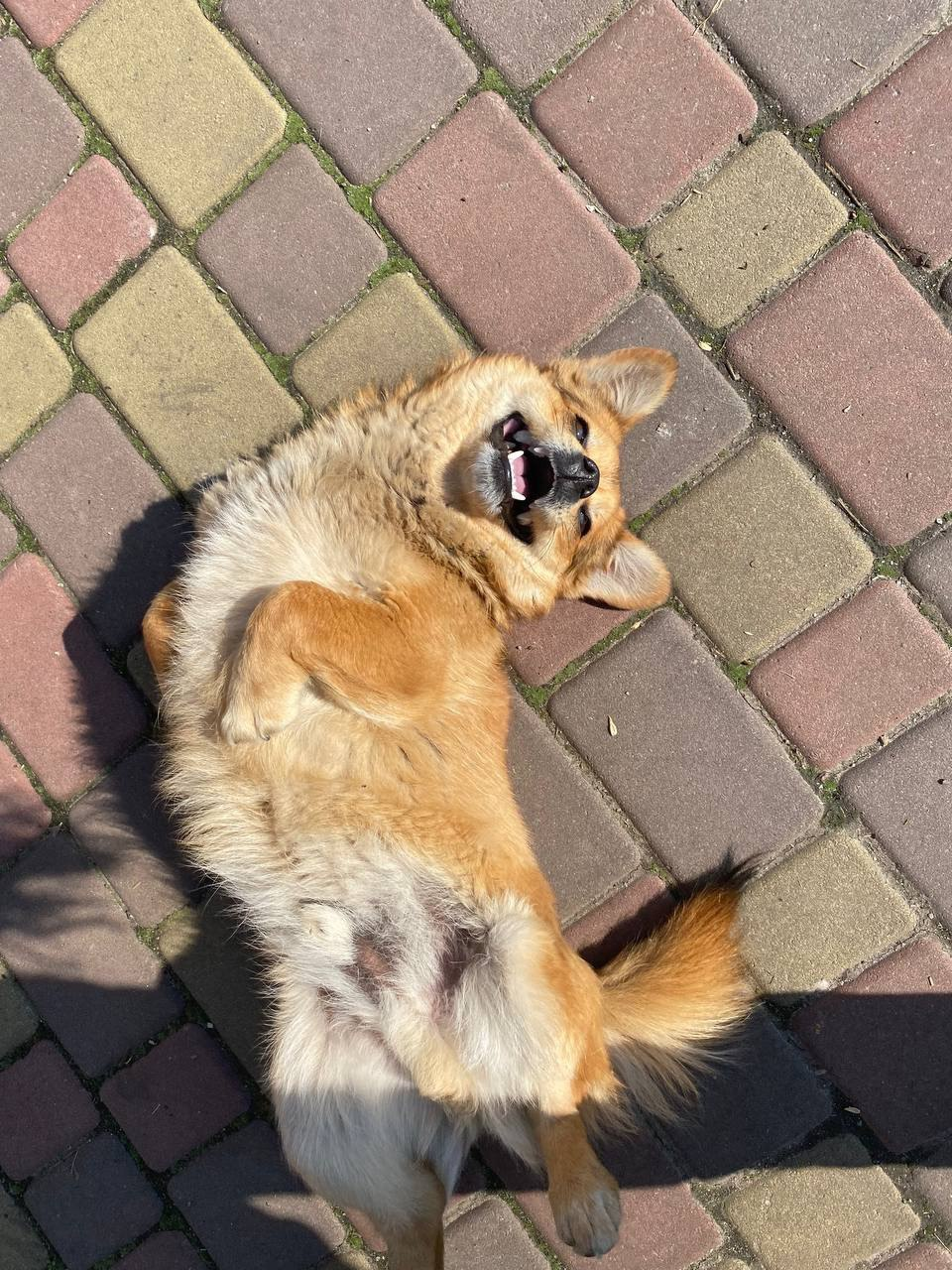
Cão de rua ucraniano
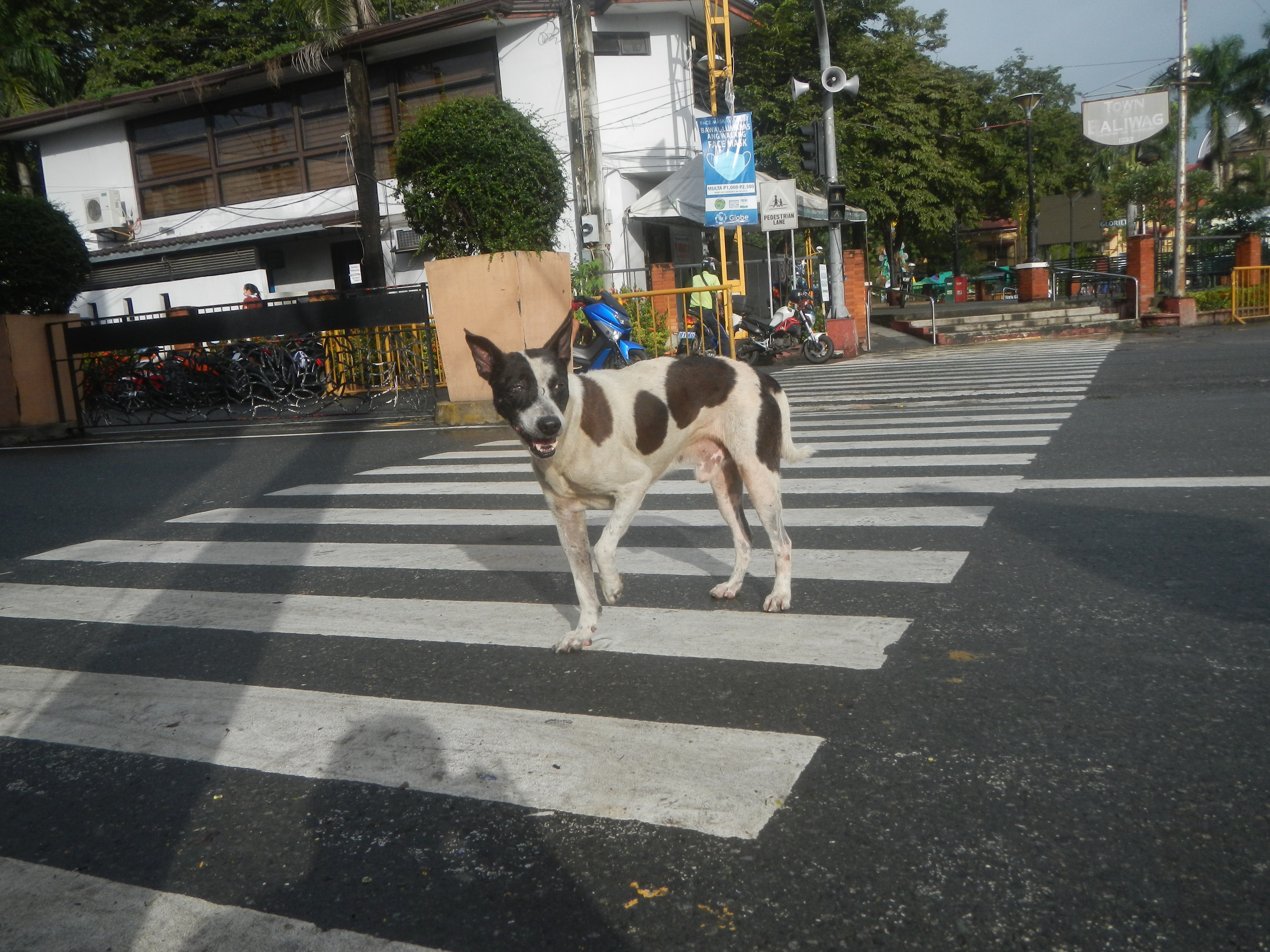
Askal, um cão de rua comumente visto nas Filipinas
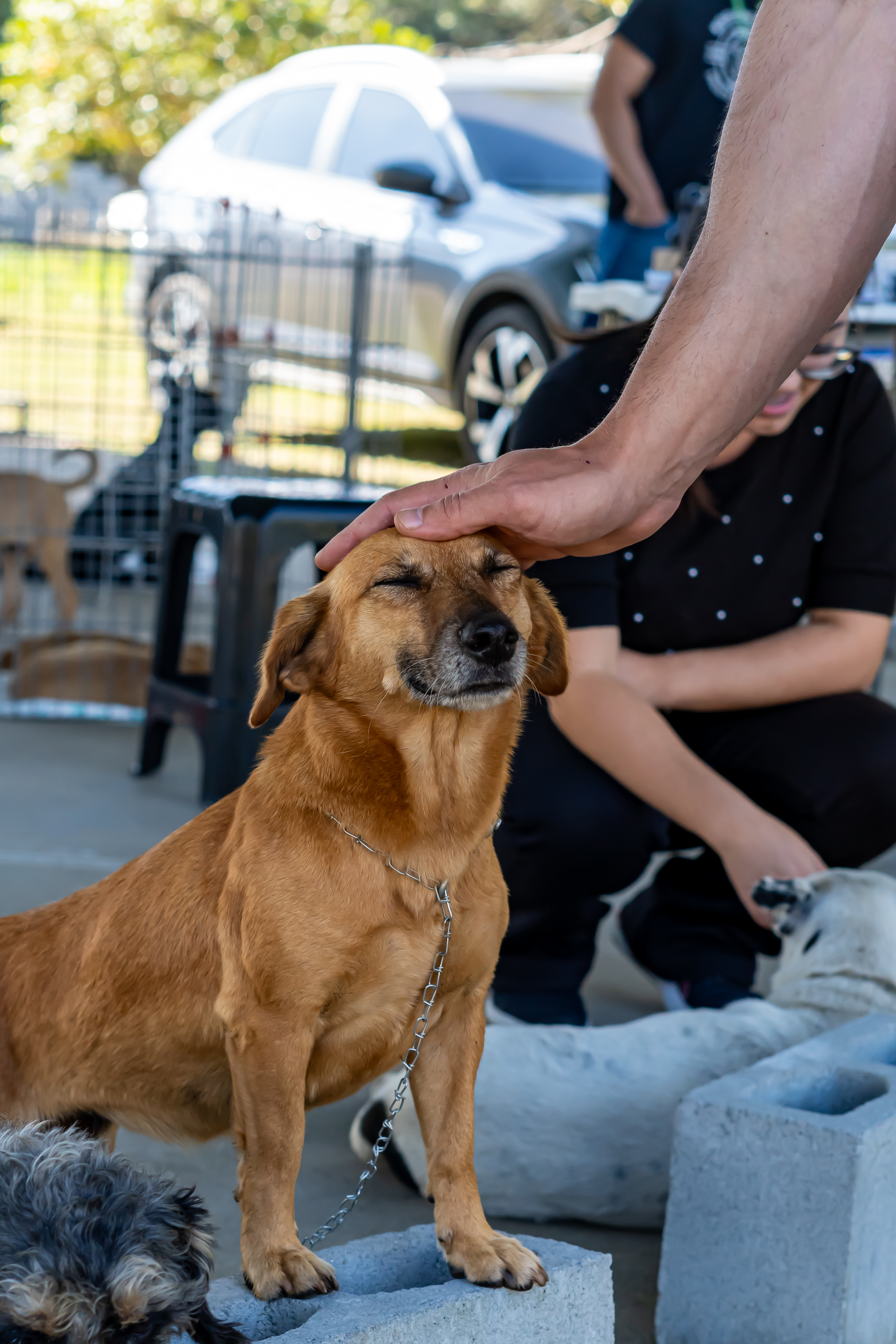
Caramelo – uma raça mestiça brasileira
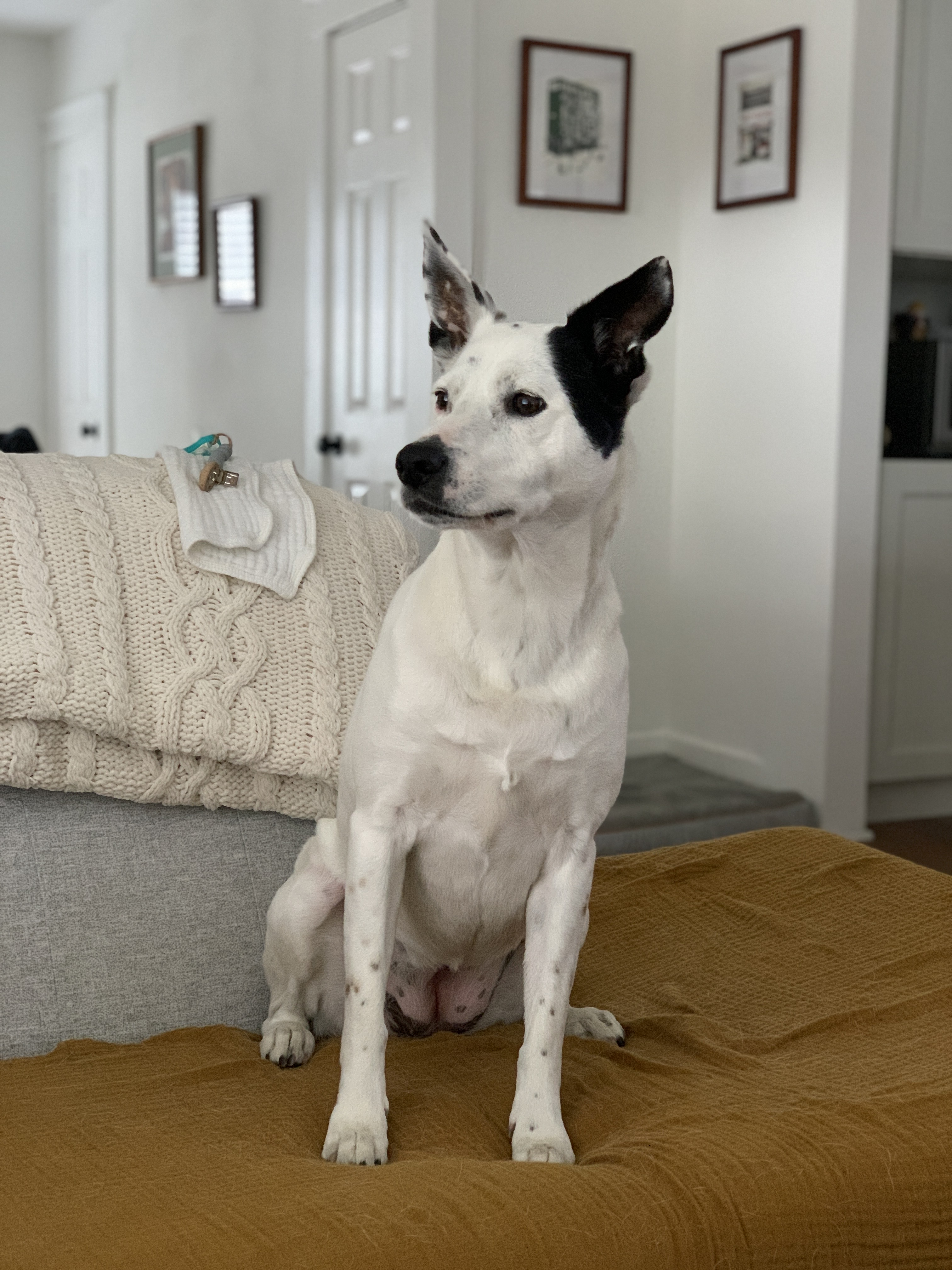
Um cão vira-lata com herança de Pastor Alemão com Pastor de Shetland com American Staffordshire Terrier com Chow Chow, entre outros
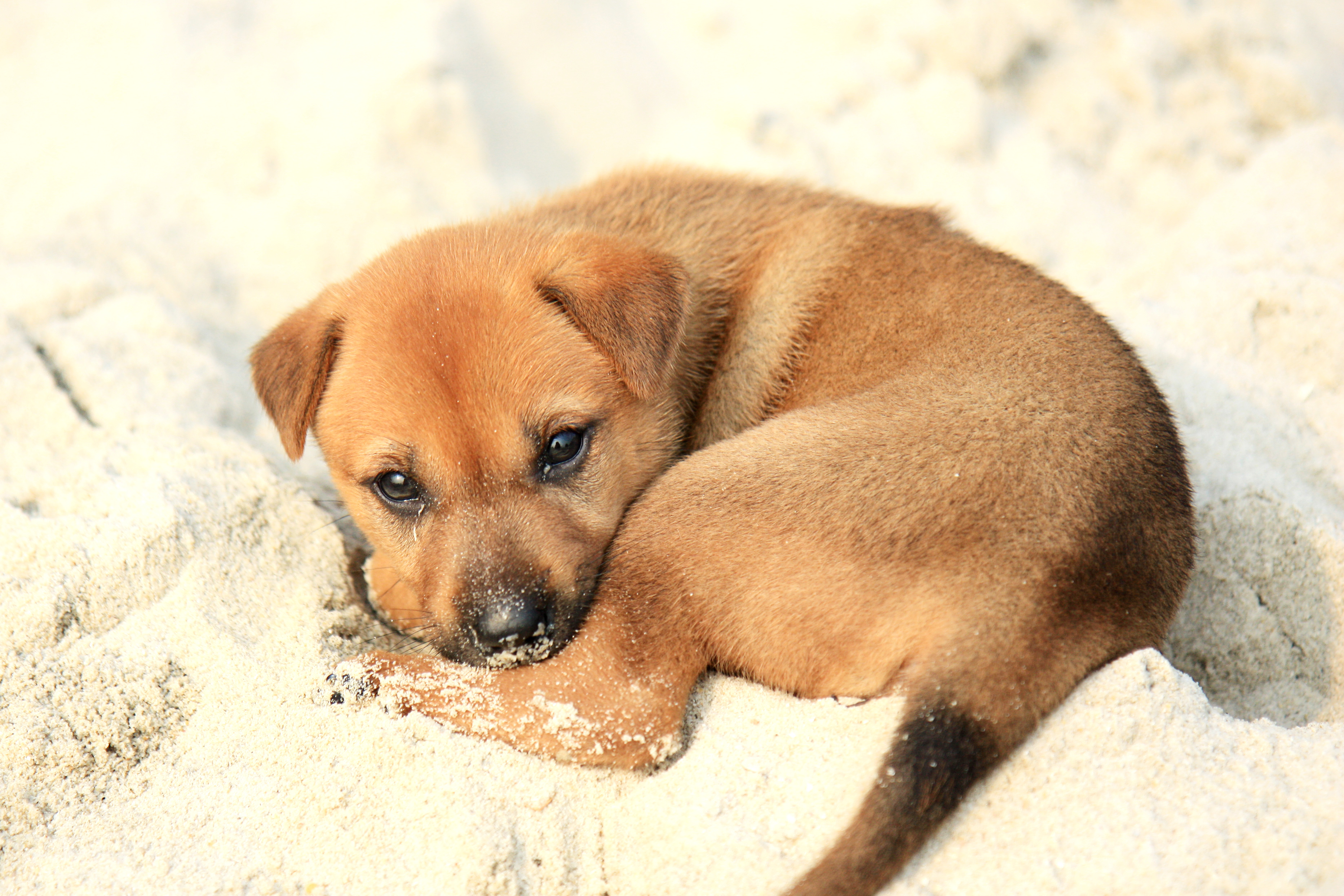
Um cãozinho mestiço na Baía de Ha long, Vietnã
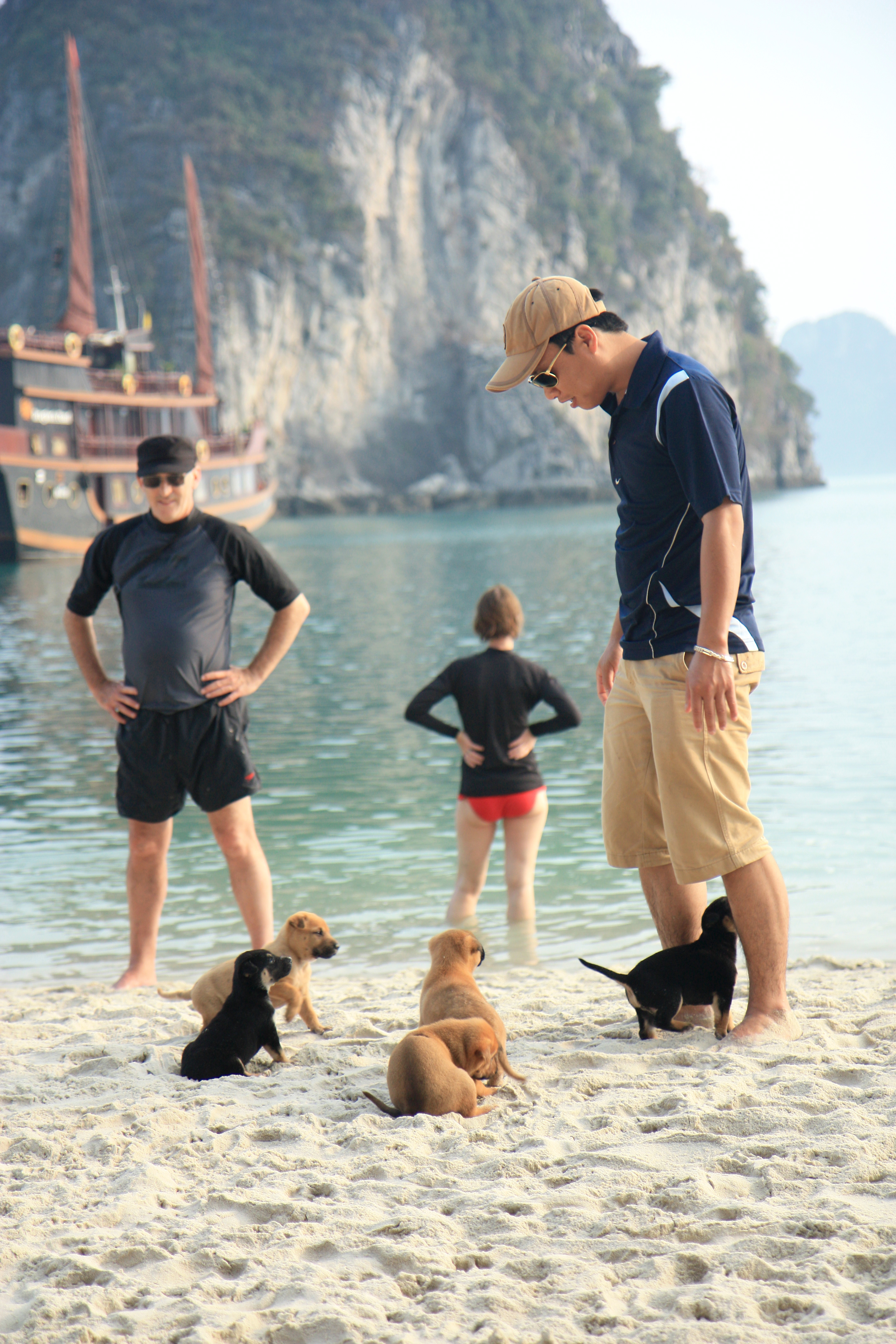
Vários Filhotes mestiço na Baía de Ha long, Vietnã
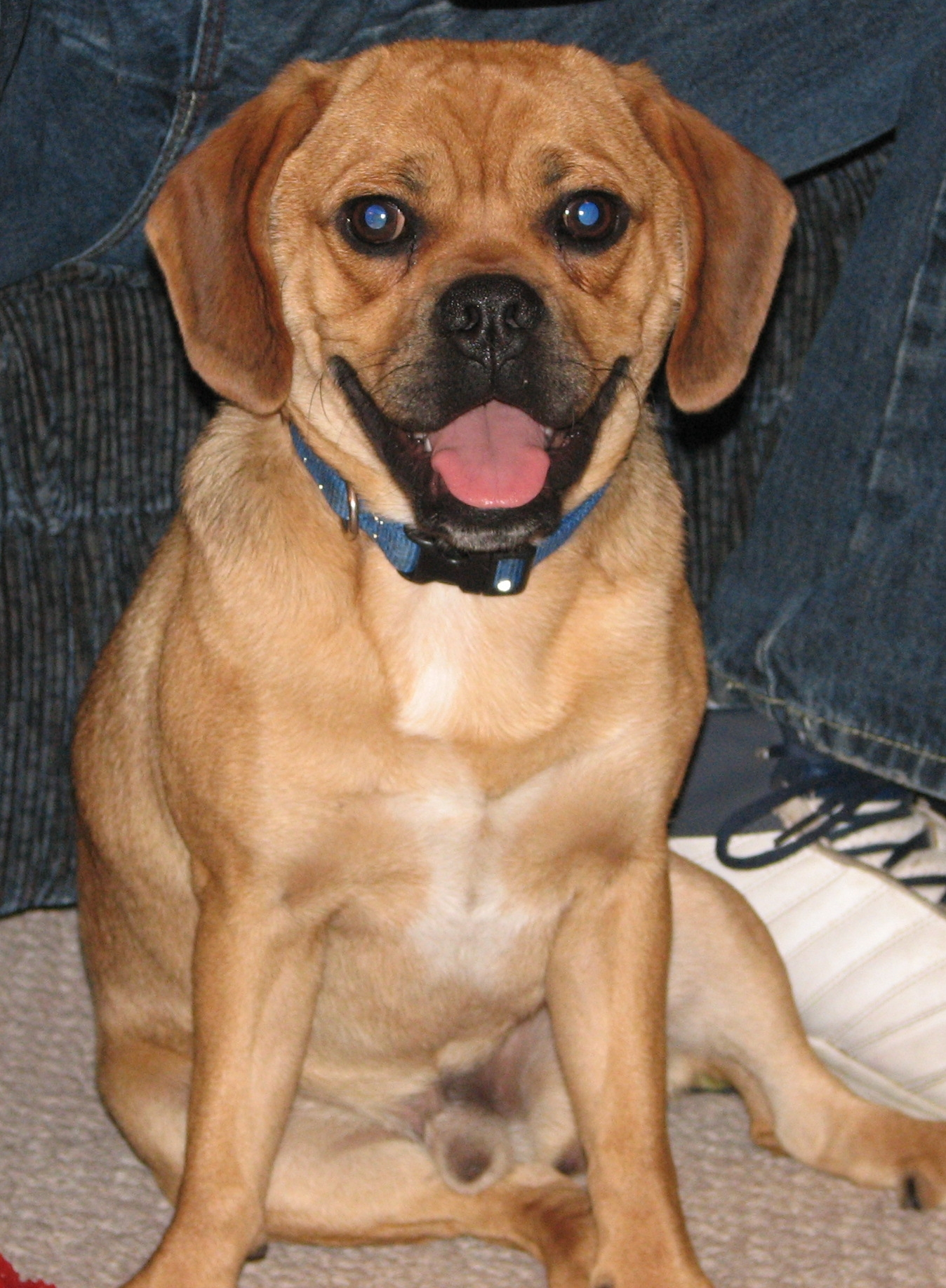
Puggle, um cruzamento entre pug com beagle.
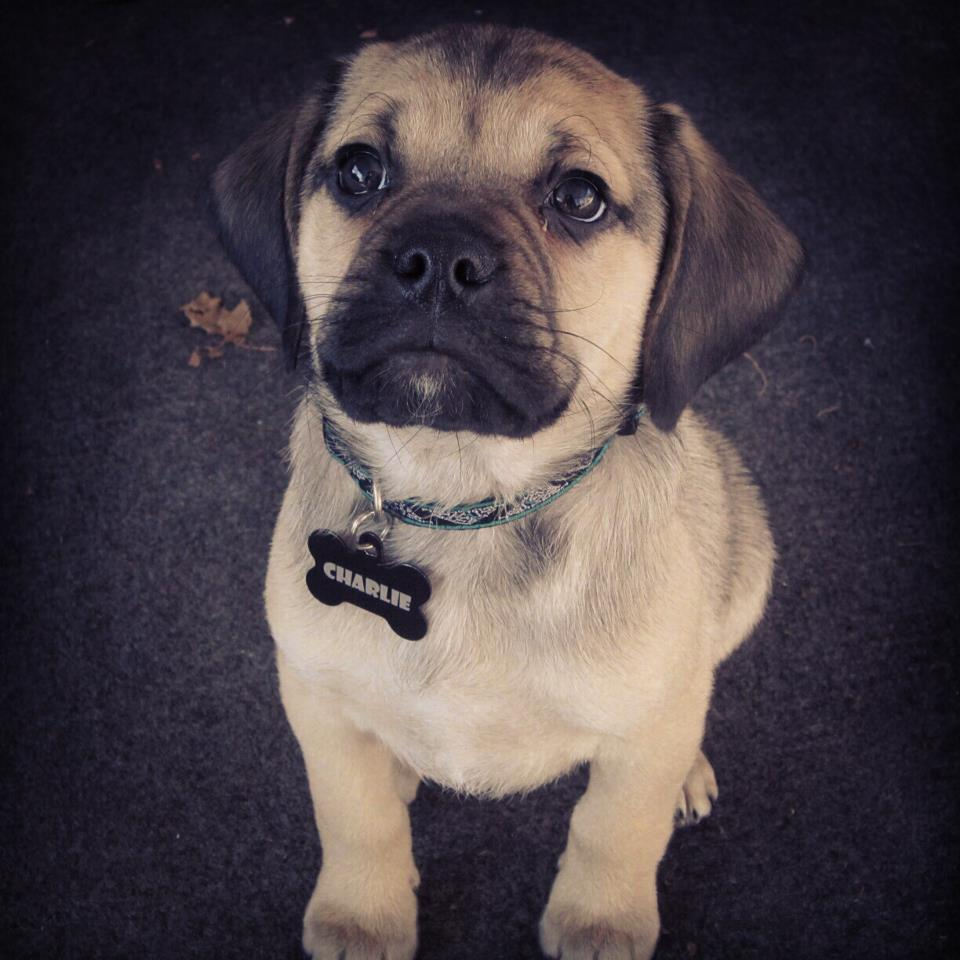
Um filhote de puggle
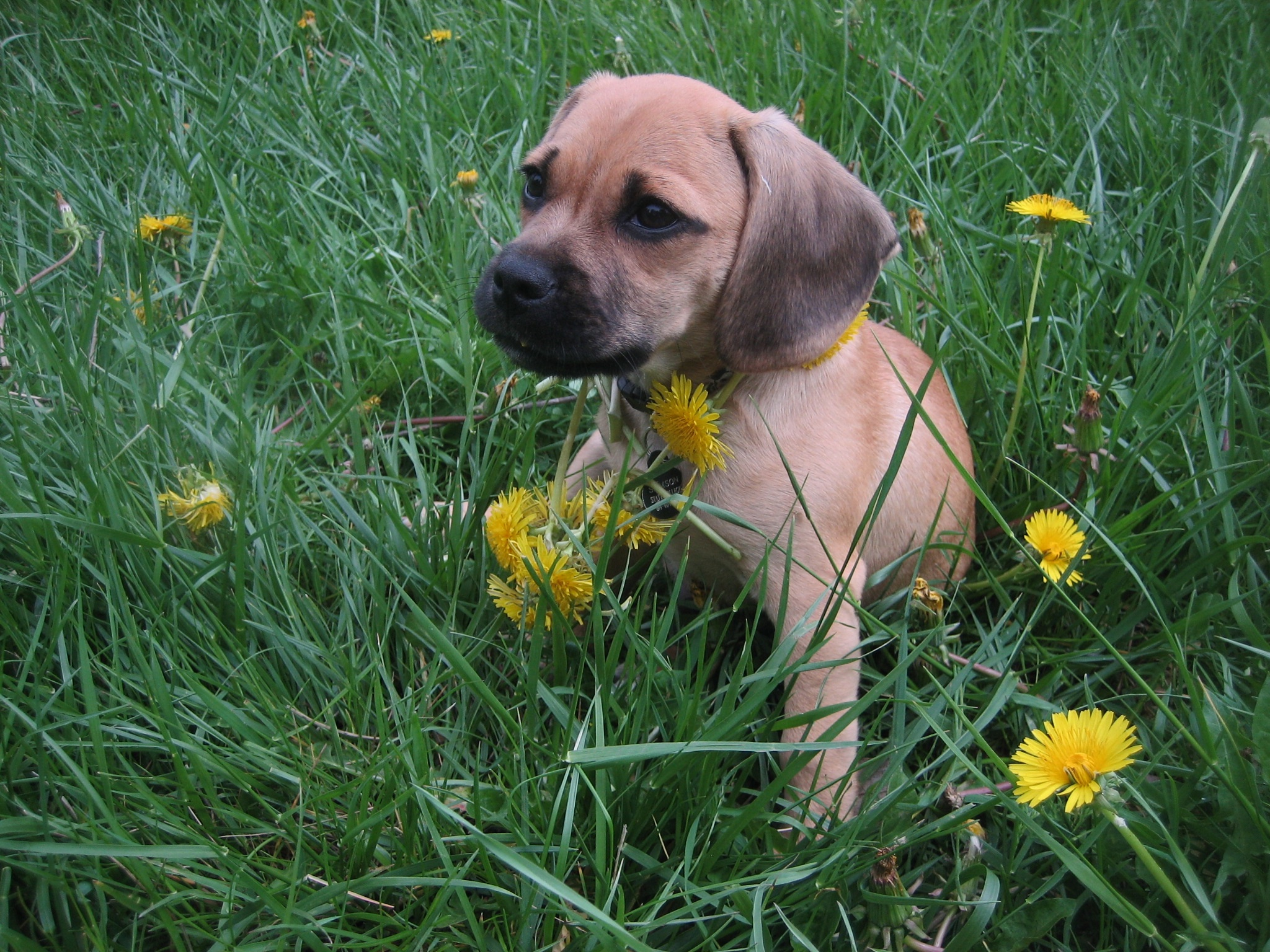
Outro filhote de puggle
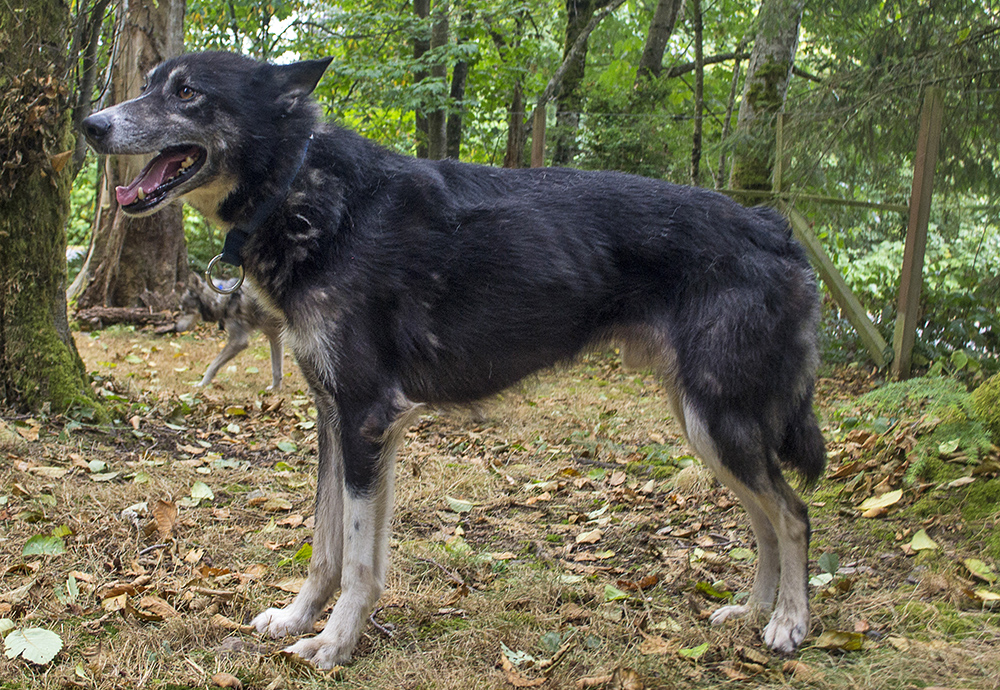
Husky do Alasca
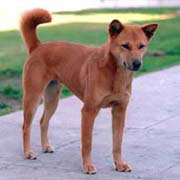
Muitas raças mestiças, como este cão pária japonês, não são literalmente cães de "raça mista".
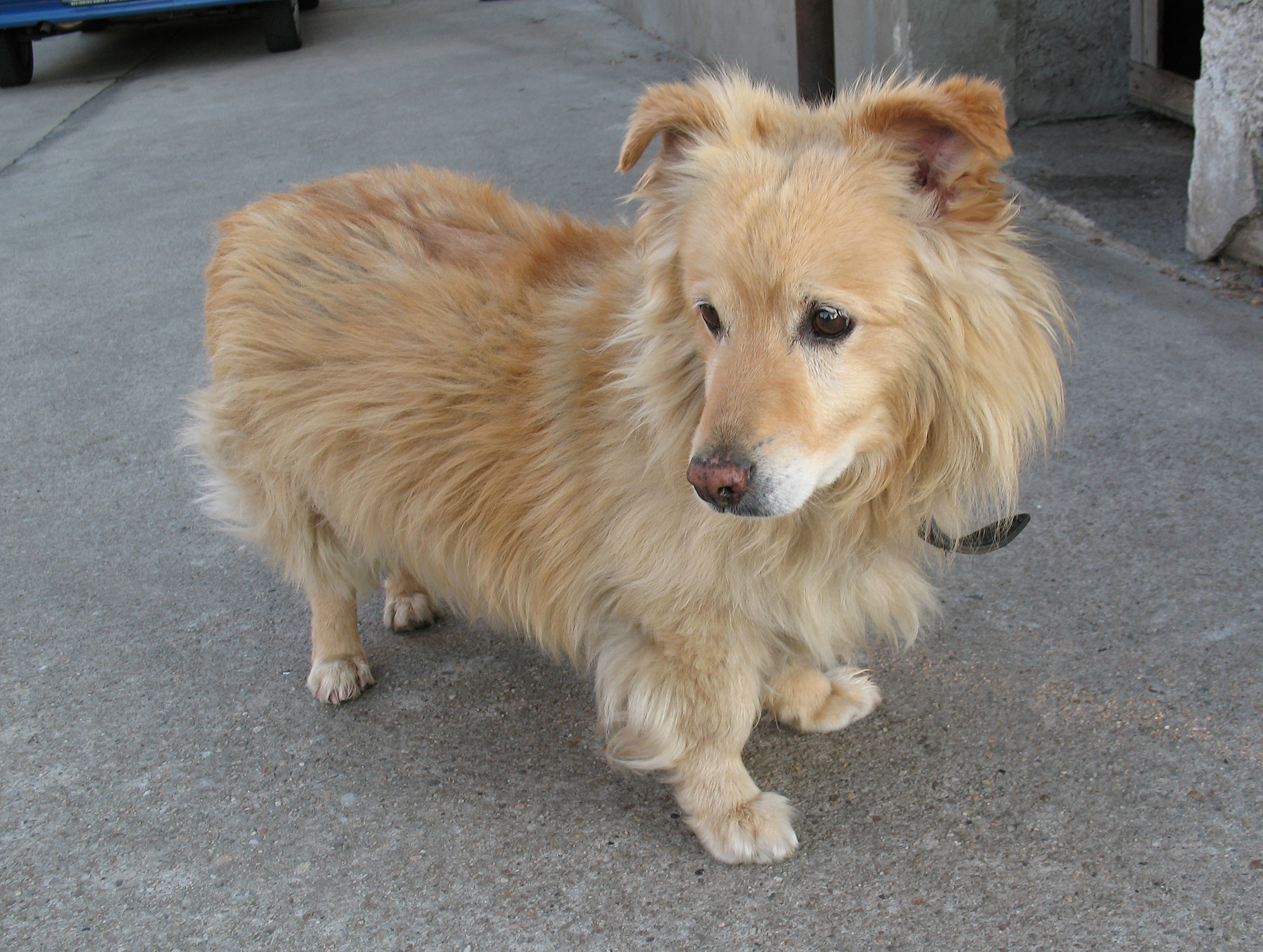
Um cão mestiço
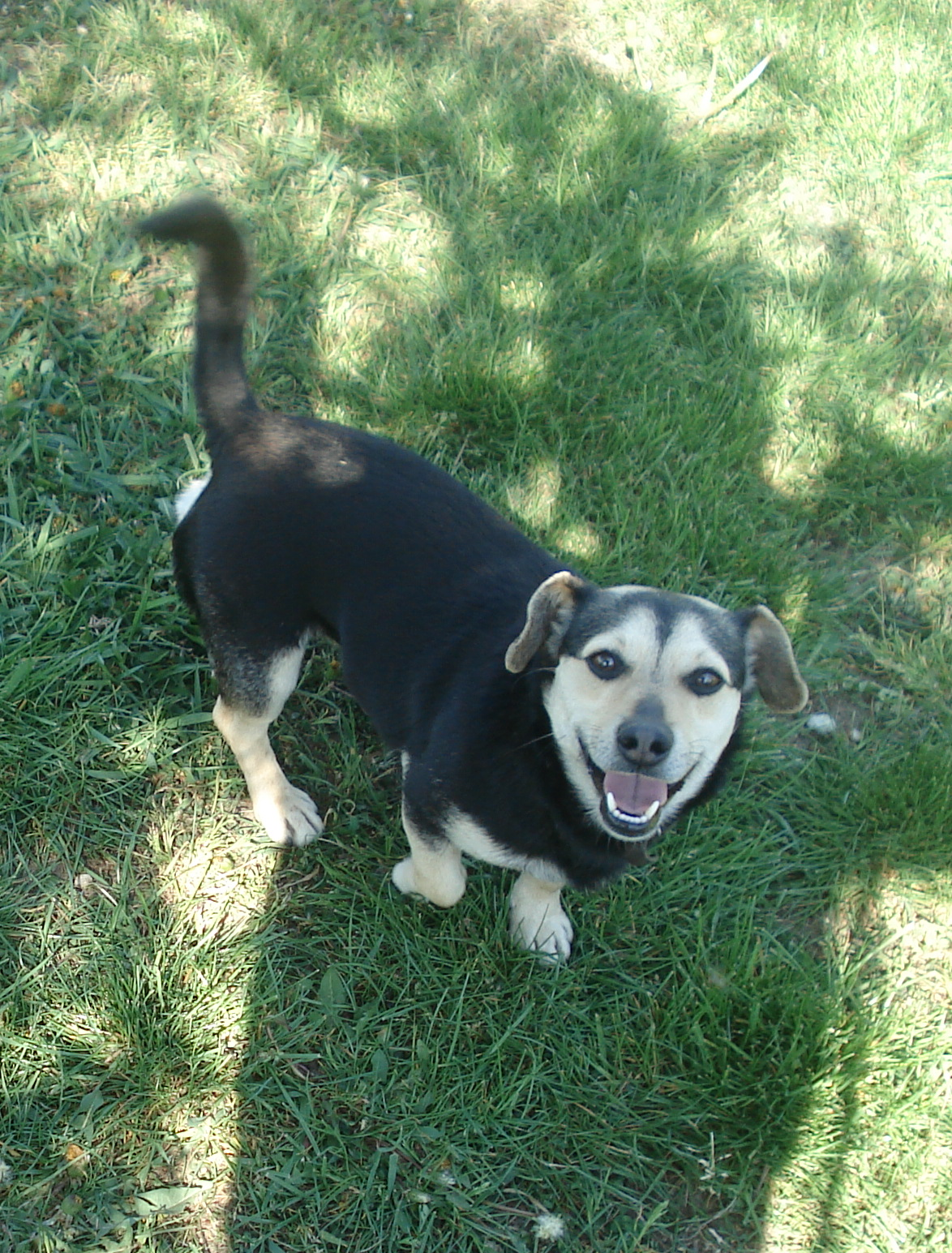
Outro cão mestiço
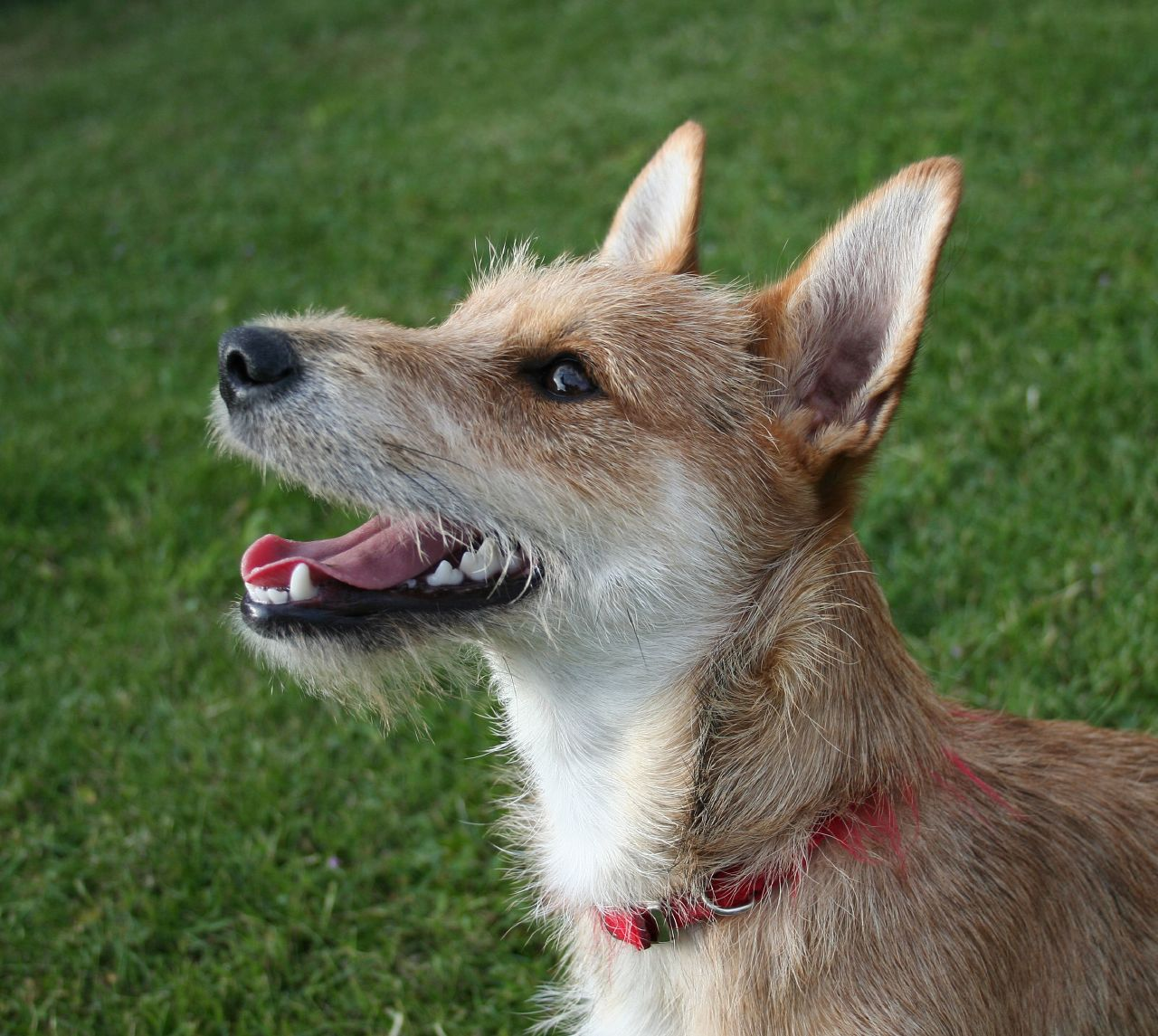
Um terrier mestiço.
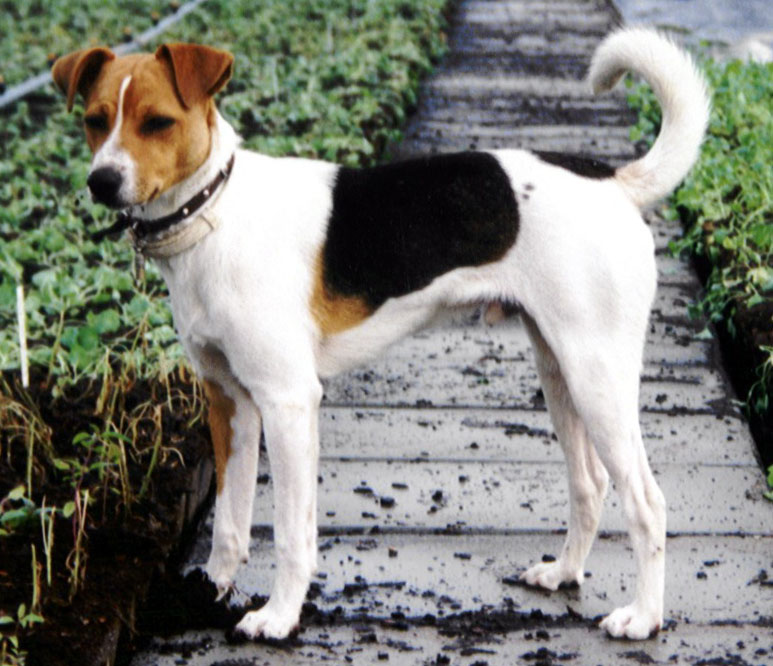
Outro terrier mestiço.
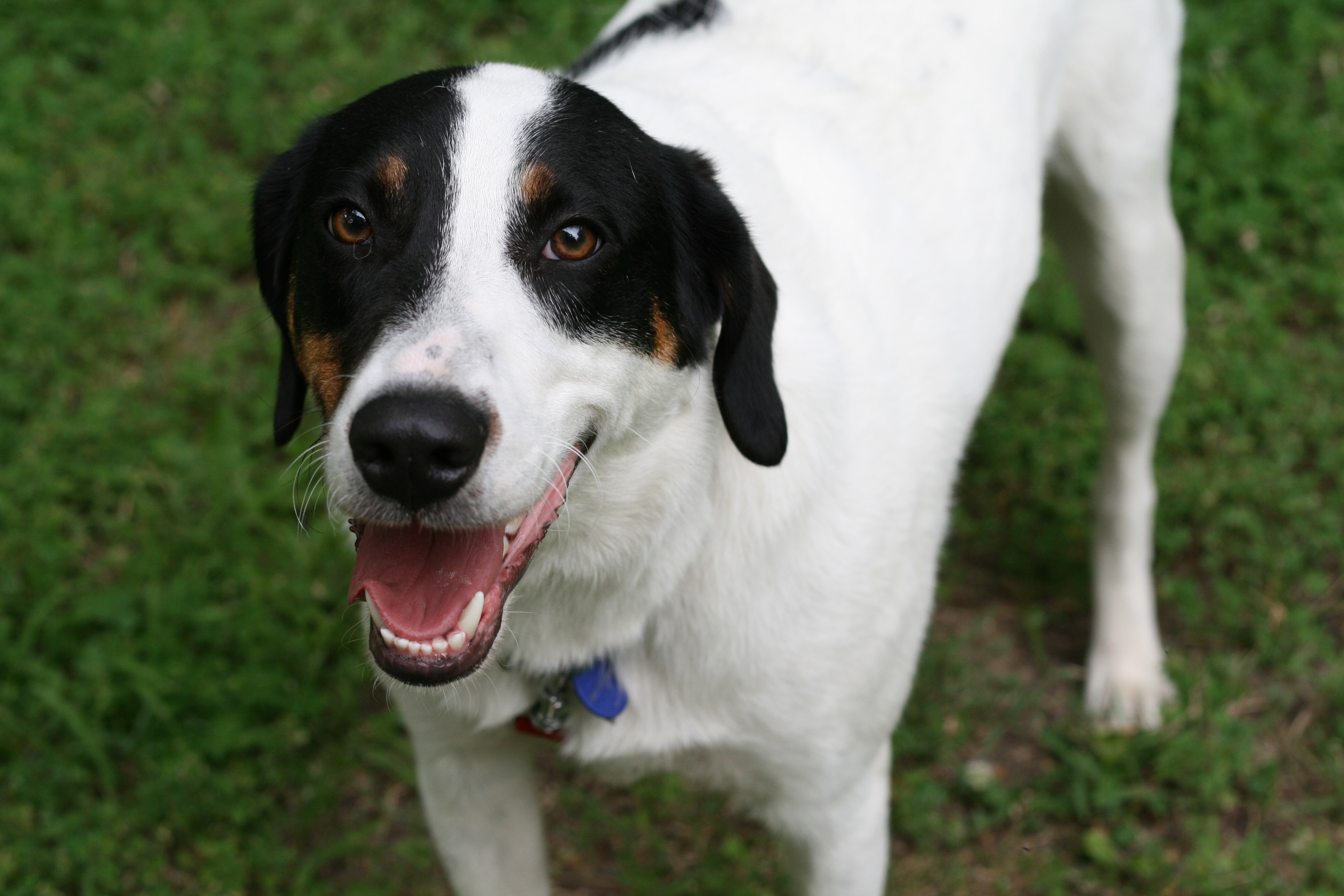
Outro terrier mestiço.
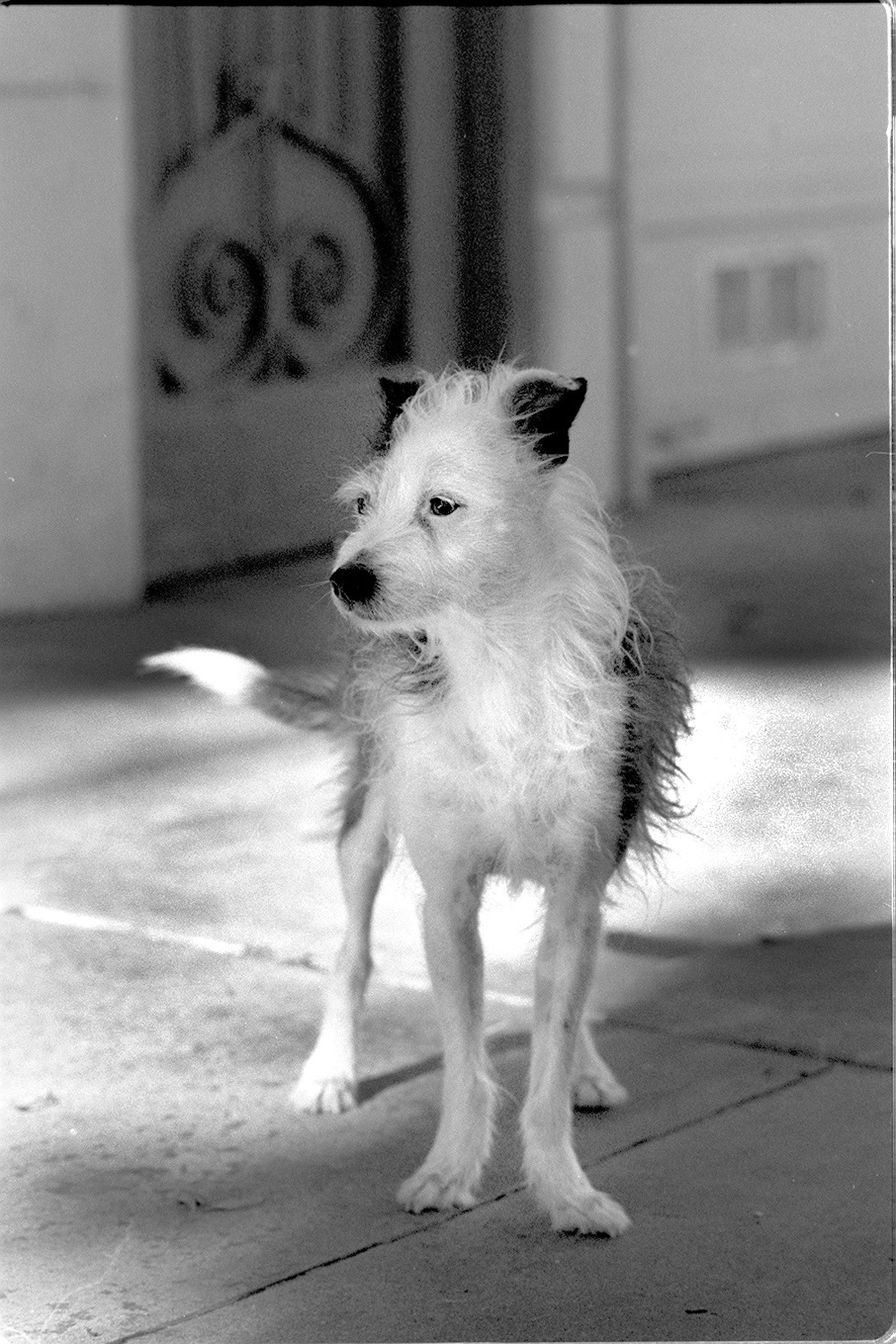
Um terrier mestiço de rua.
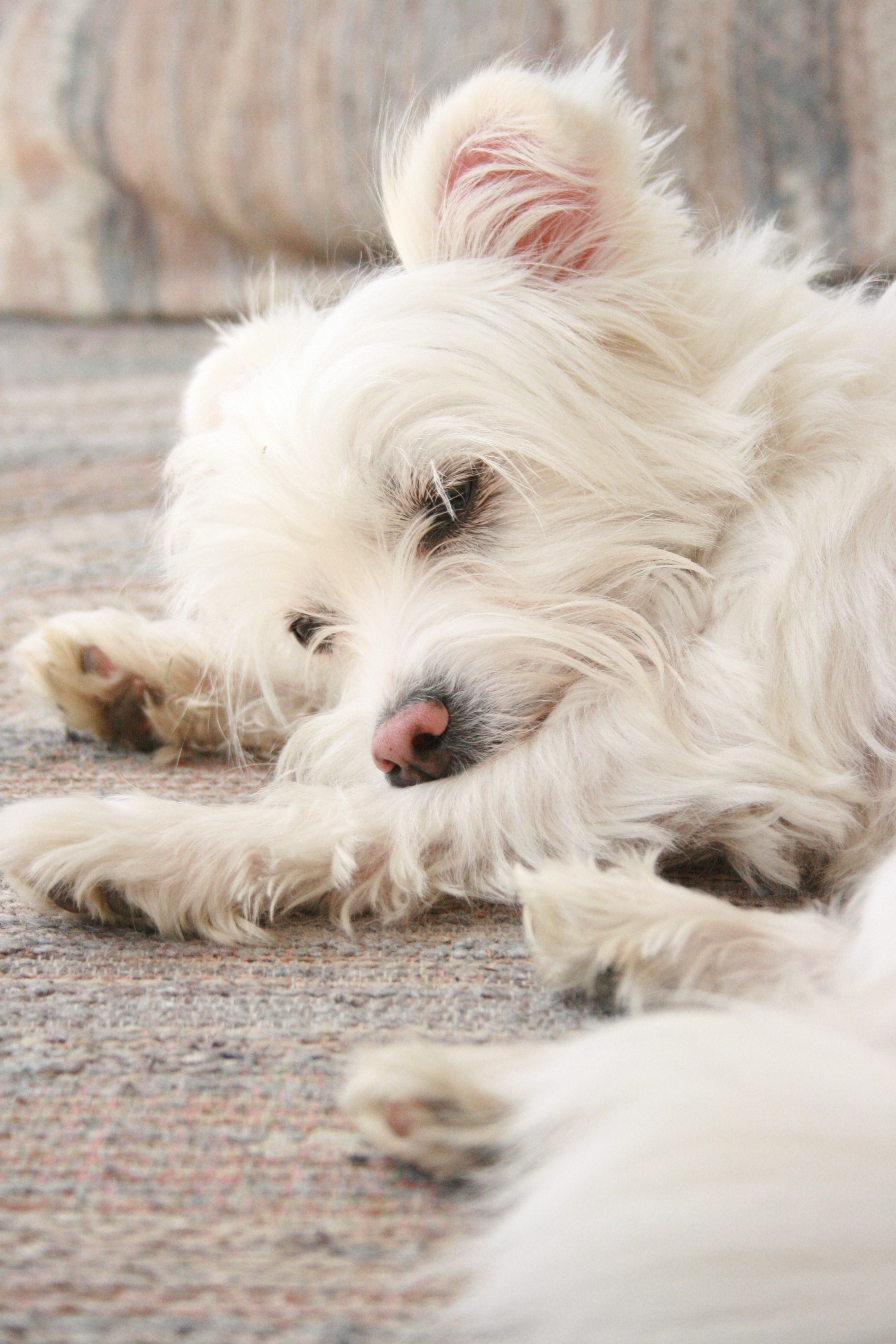
Outro terrier mestiço de rua.
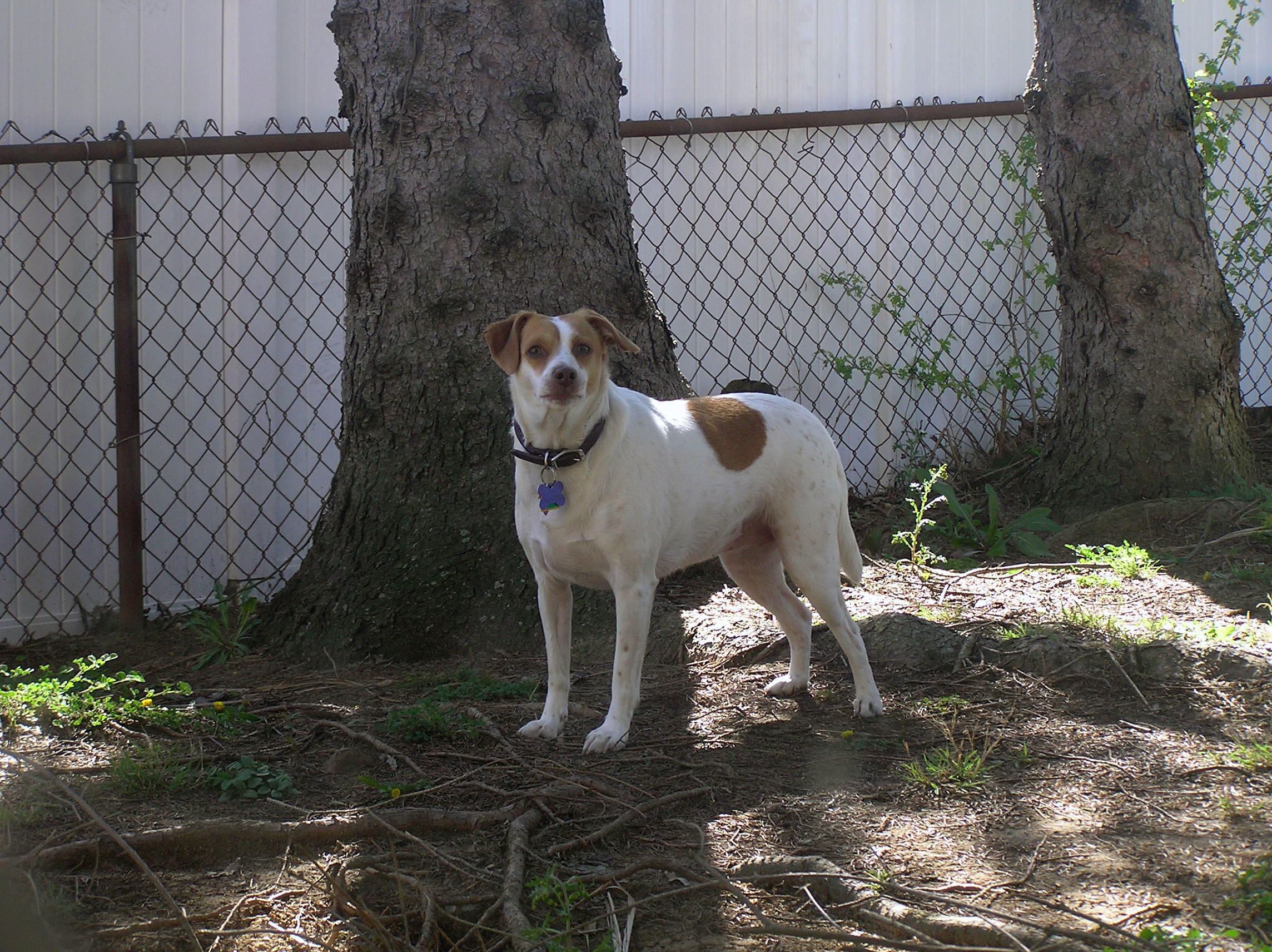
Outro terrier mestiço de rua.
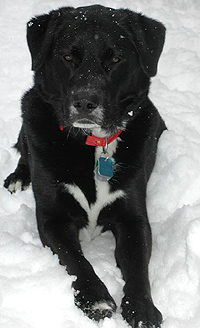
Um cão mestiço, com pelagem espessa e olhos brilhantes.
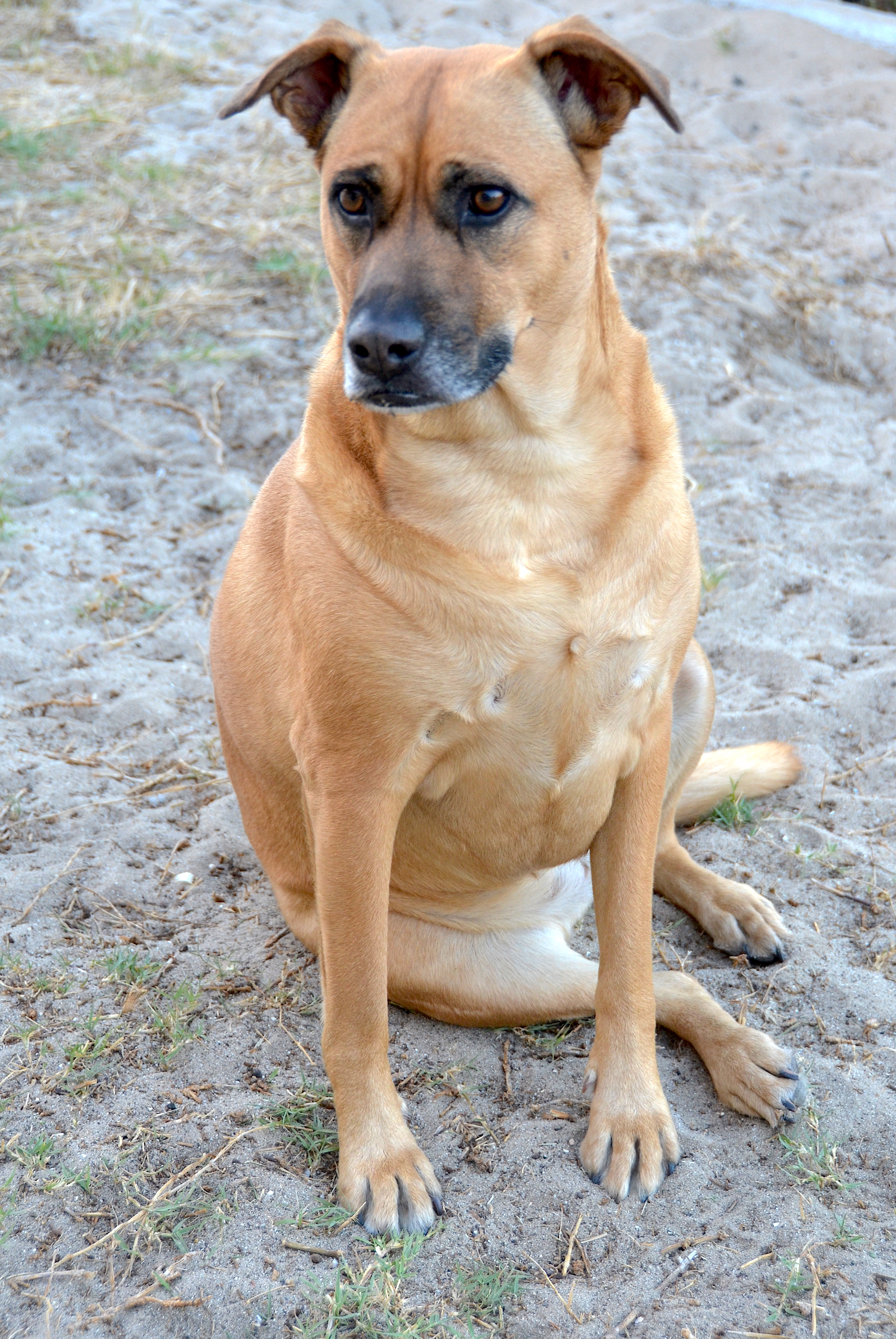
Um cão de rua
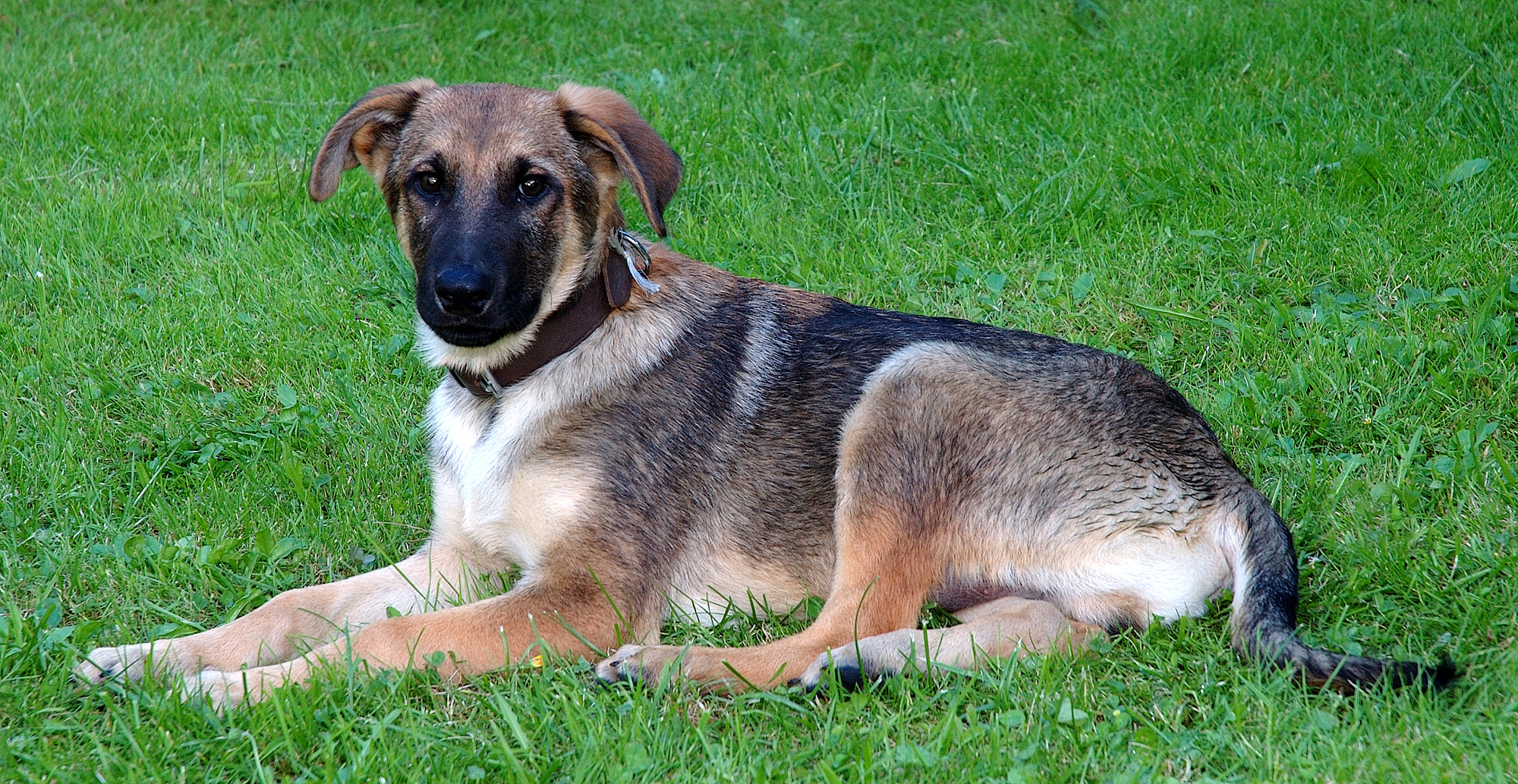
Outro cão de rua
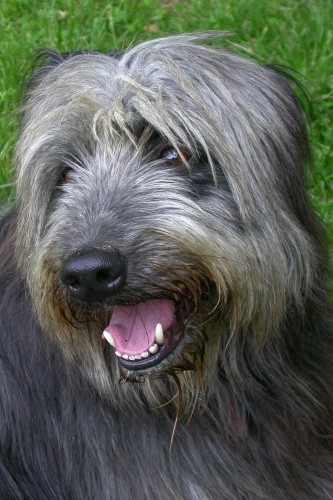
Um cão vira lata felpudo
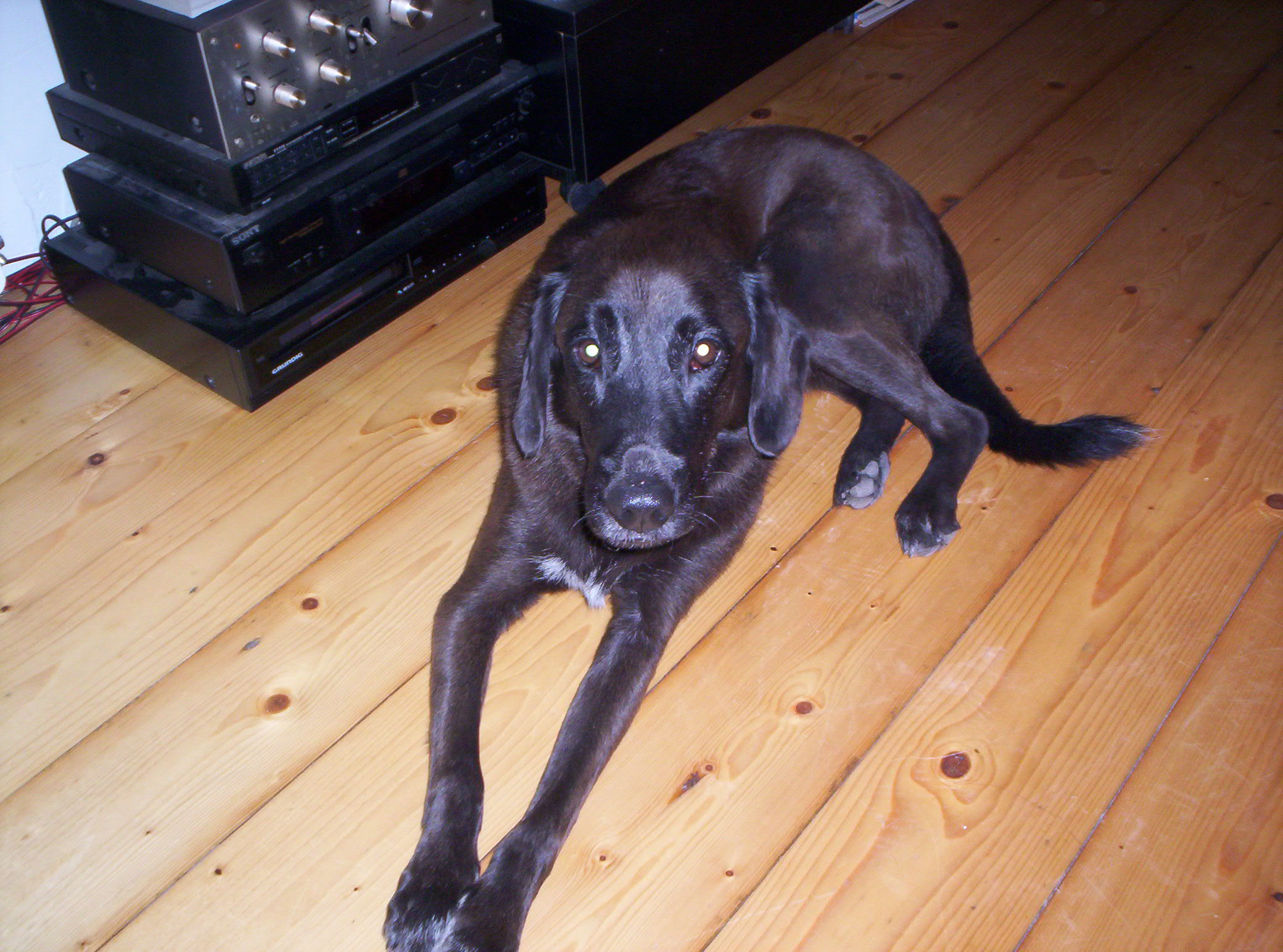
Um cão vira lata preto
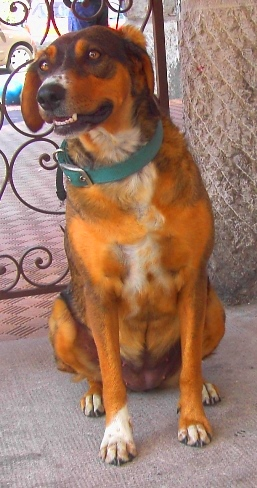
Outro cão vira lata
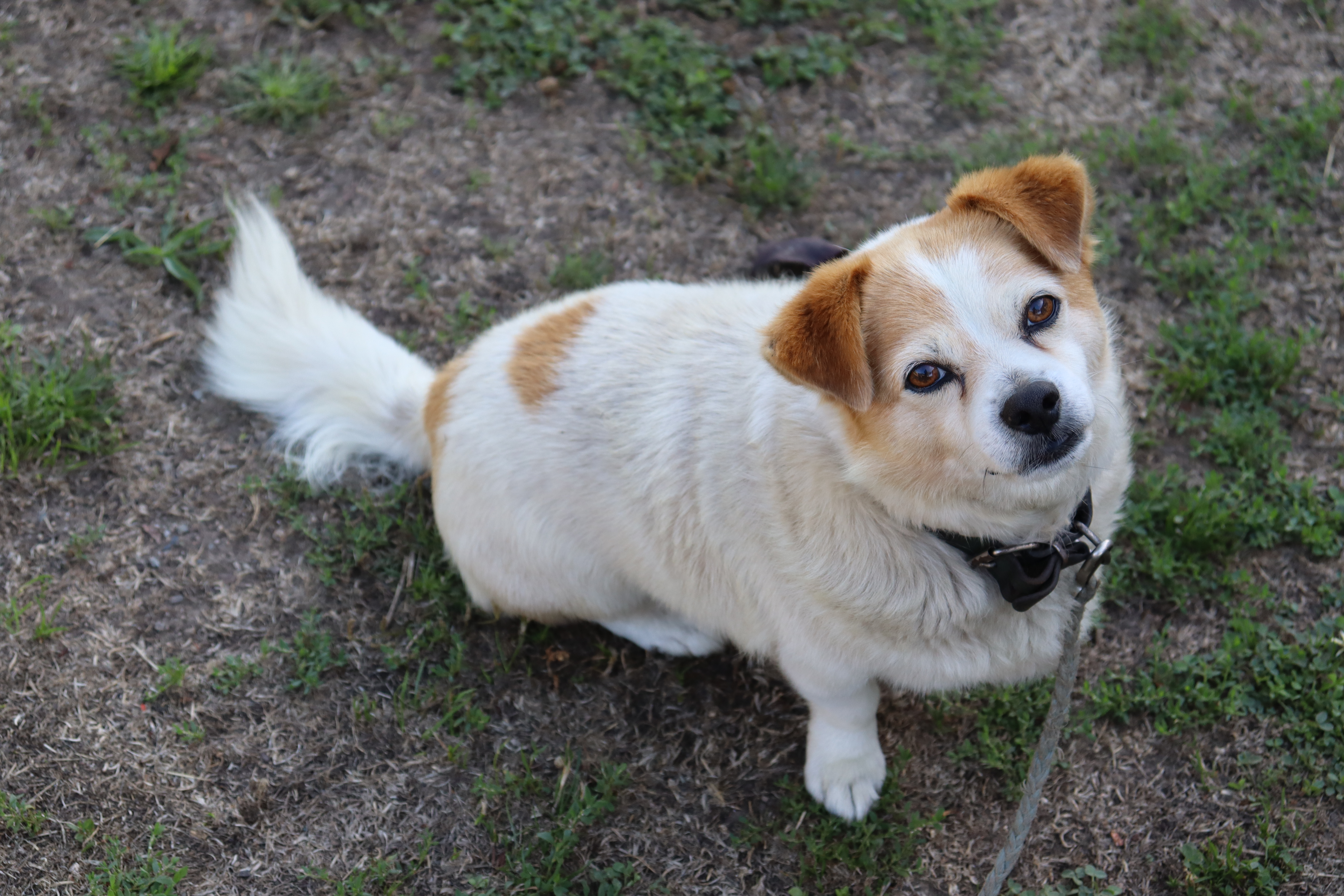
Um cãozinho vira lata
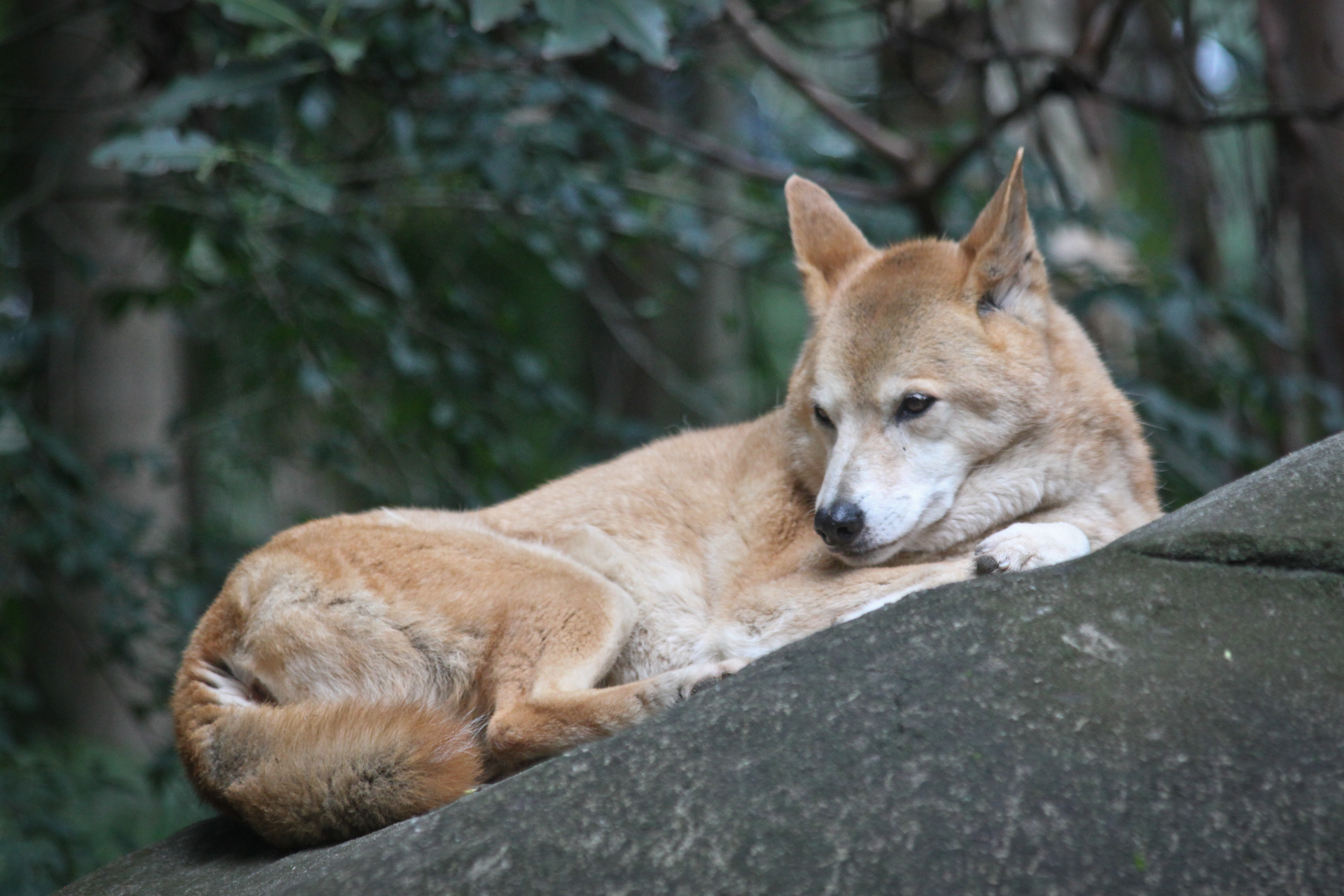
Um dingo
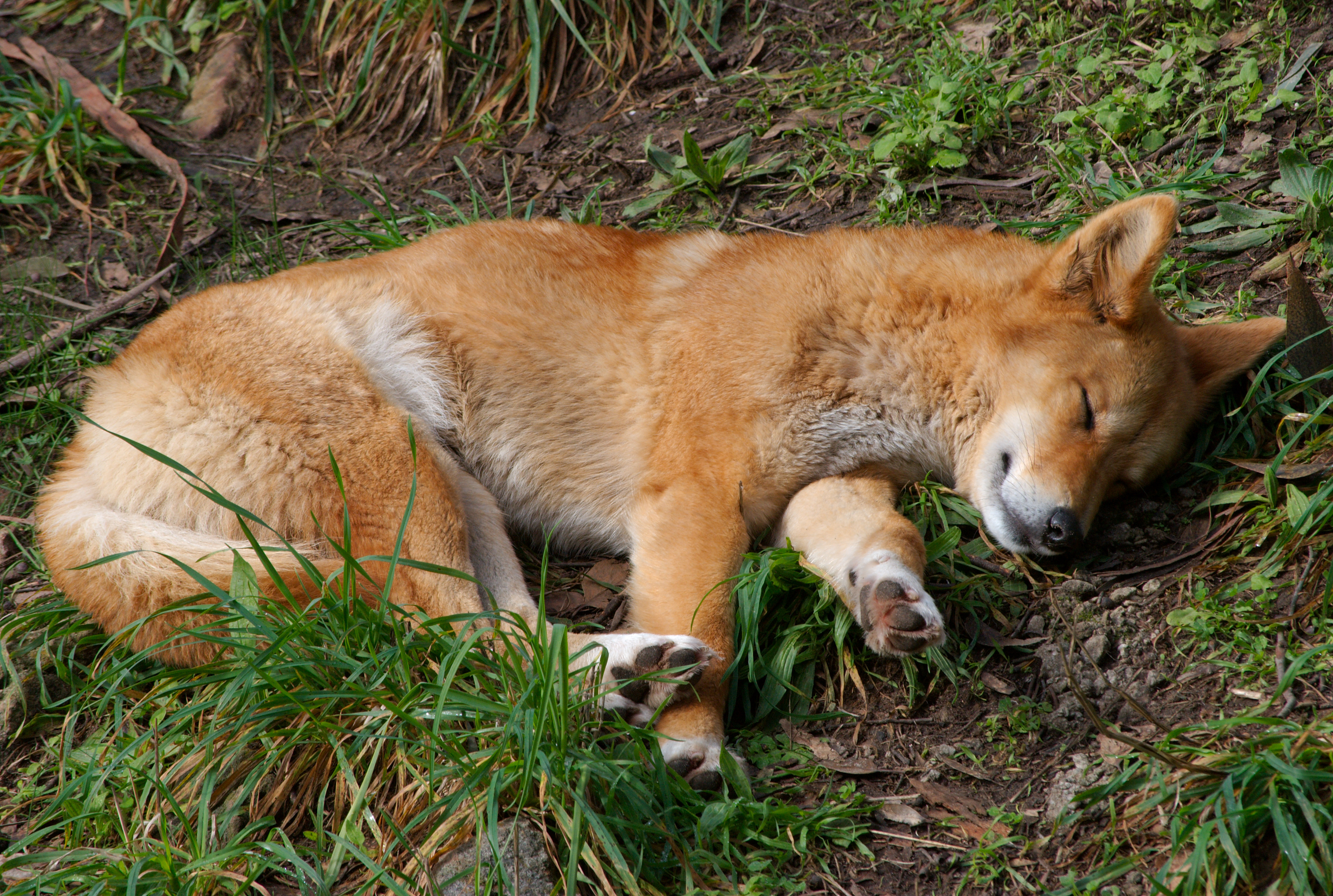
Um Cão cantor de Nova Guiné
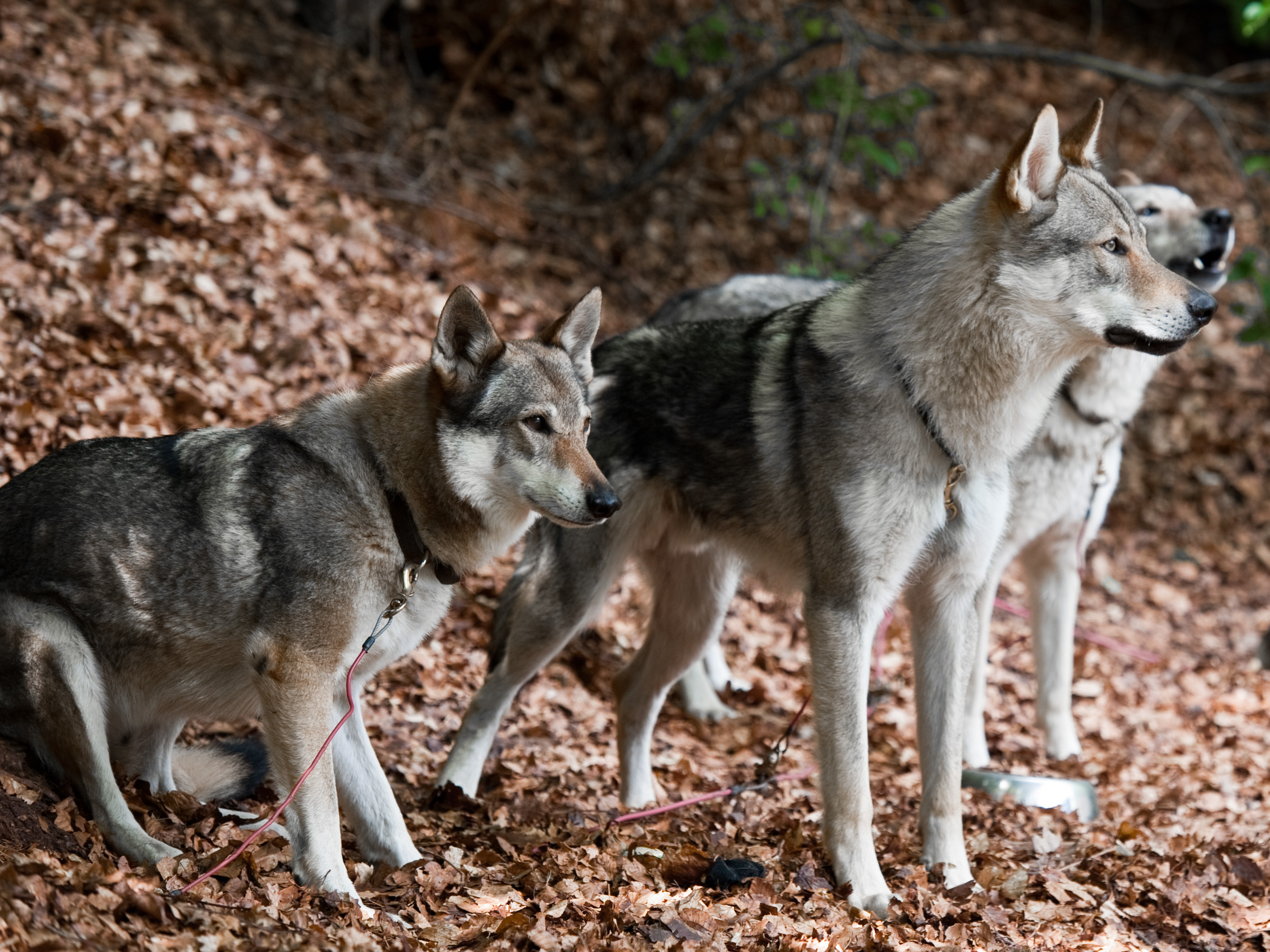
Cão lobo
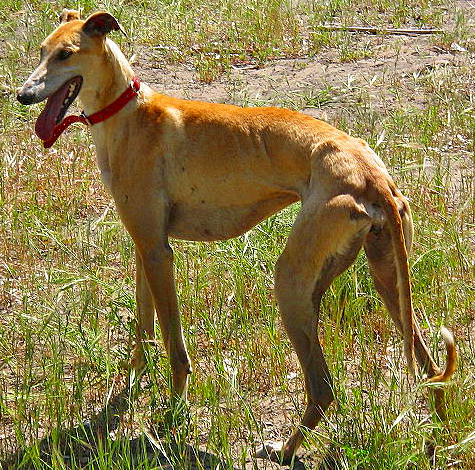
Galgo, uma mistura de cão corrupto com cão de caça
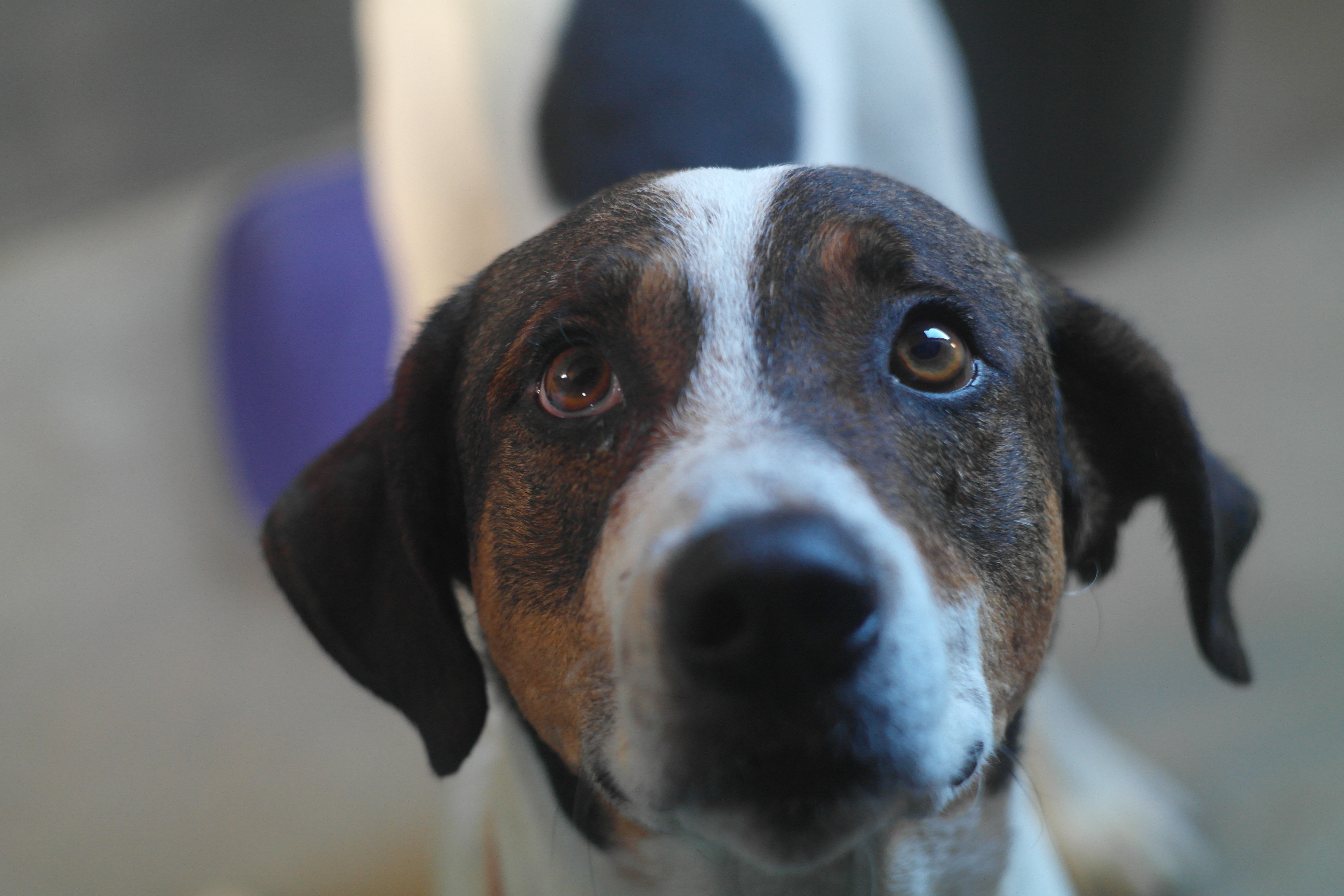
Um Cruzamento entre cão sabujo com dalmata
Bulldogue, um cruzamento entre mastim tibetano com English White Terrier, com Antigo bulldogue inglês, com Alão com outras raças.
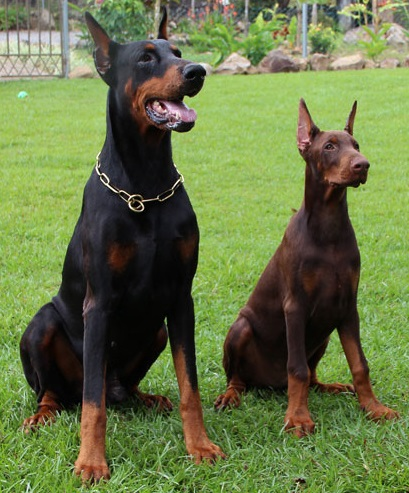
Doberman: cruzamento de várias raças, como Rottweiler, Beauceron, Weimaraner, Pinscher, etc.
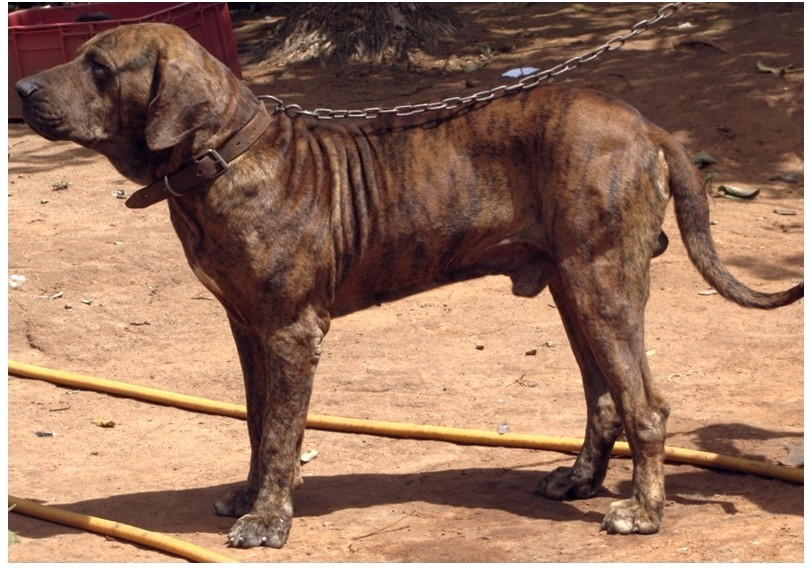
Fila Brasileiro : cruzamento entre Mastim Inglês, com Bloodhound com Bulldog.
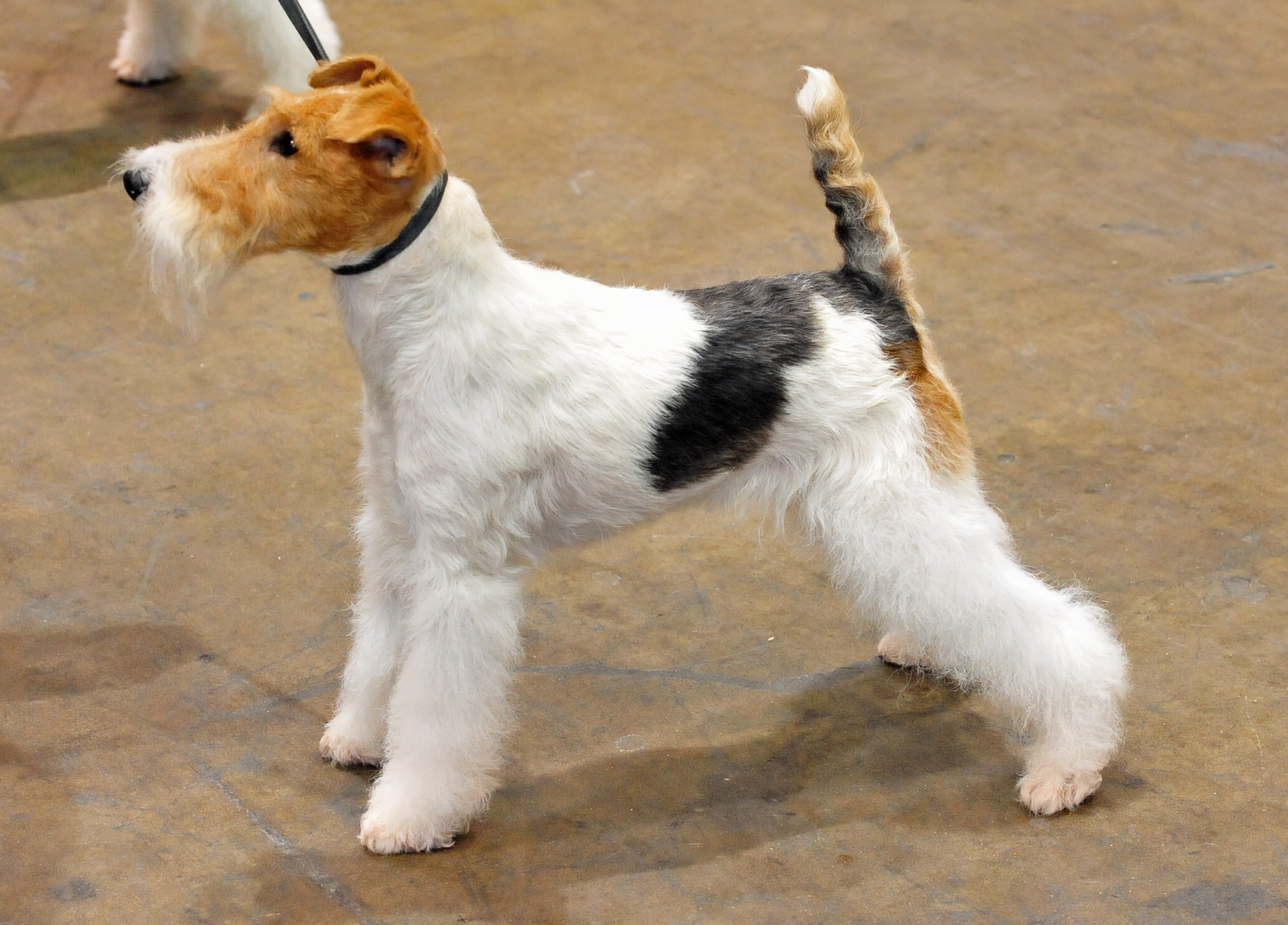
Fox terrier: cruzamento entre fox terriers de pelo liso, com dachshunds, com beagles e em alguns casos, bull terriers.
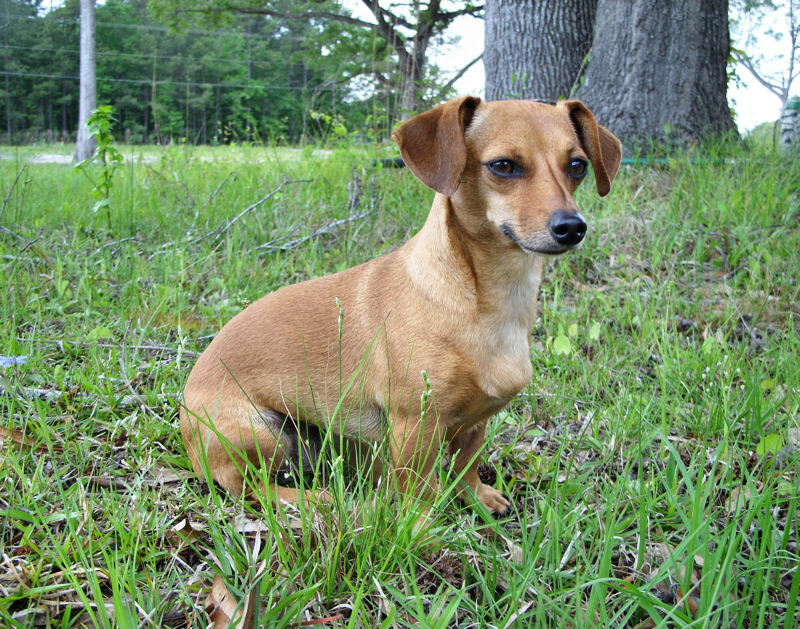
Chiweenie ou Salsichuahua: um cruzamento entre o Chihuahua com Dachshund.
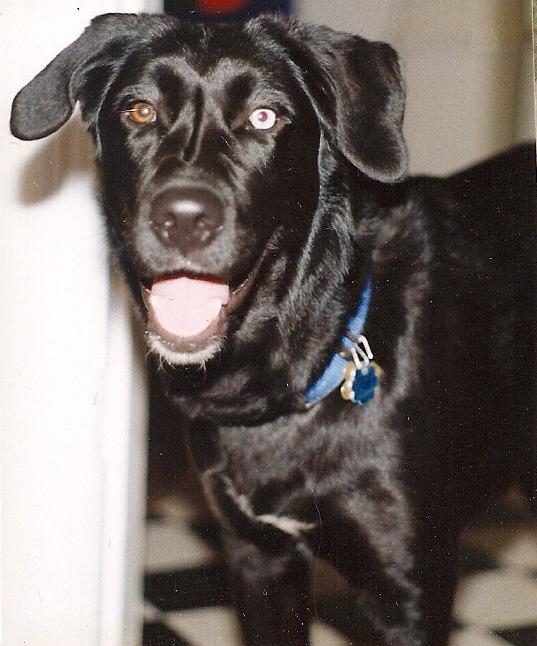
Um Cão mestiço do cruzamento entre um Labrador e um outro Labrador, com heterocromia na íris.
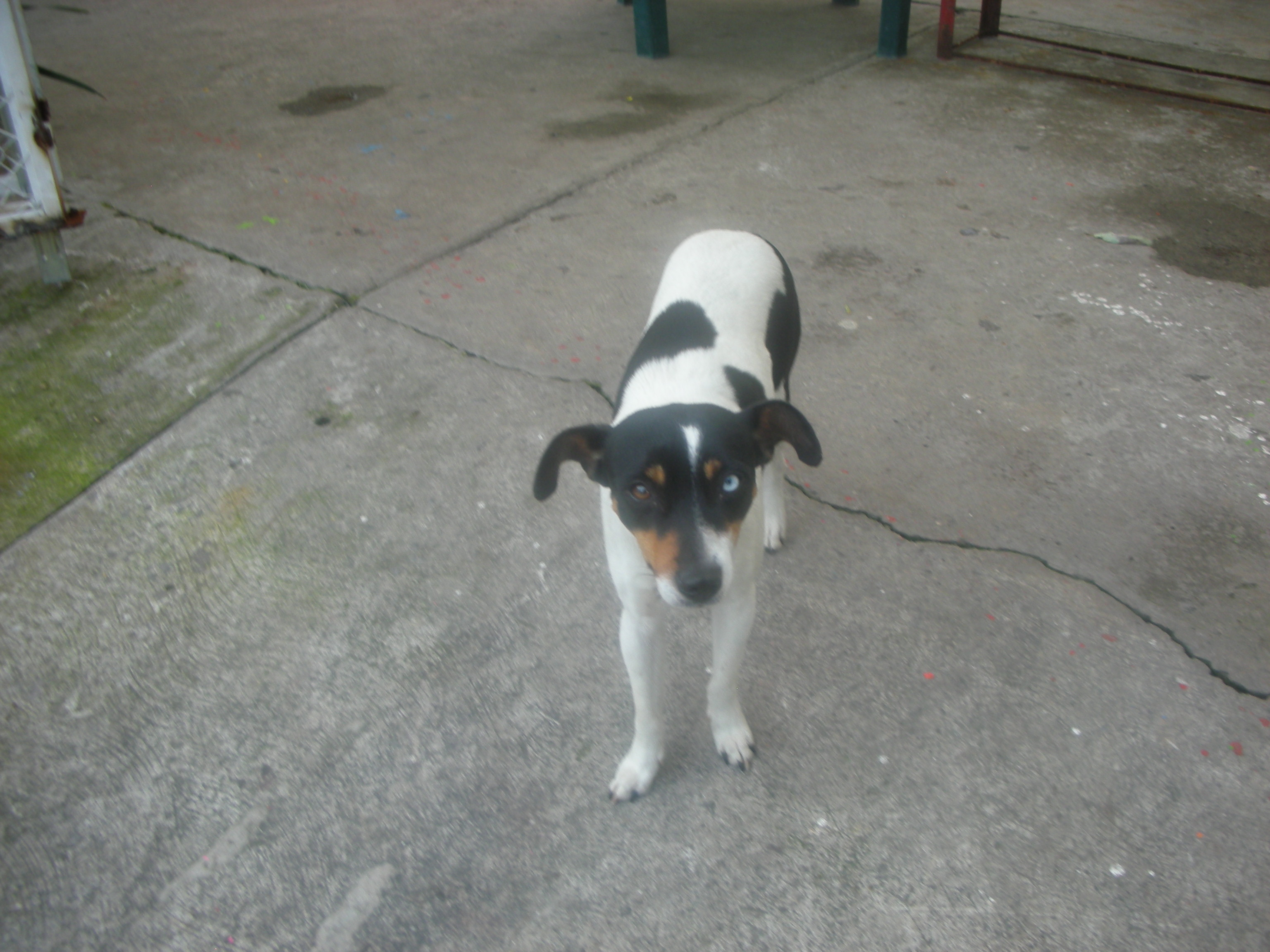
Cão sem raça definida com heterocromia na íris, em Xochimilco, México.
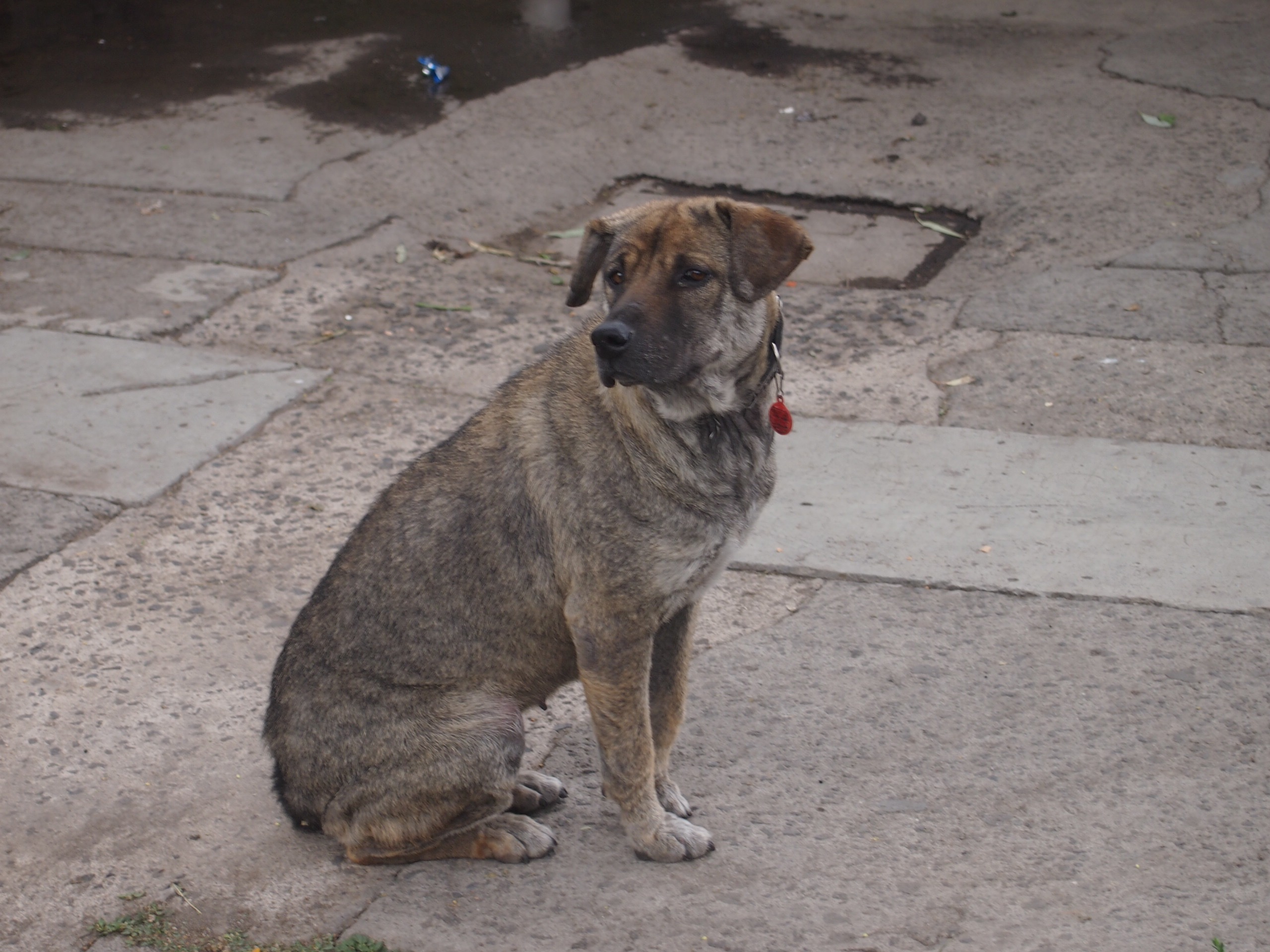
Um cão de rua mexicano.
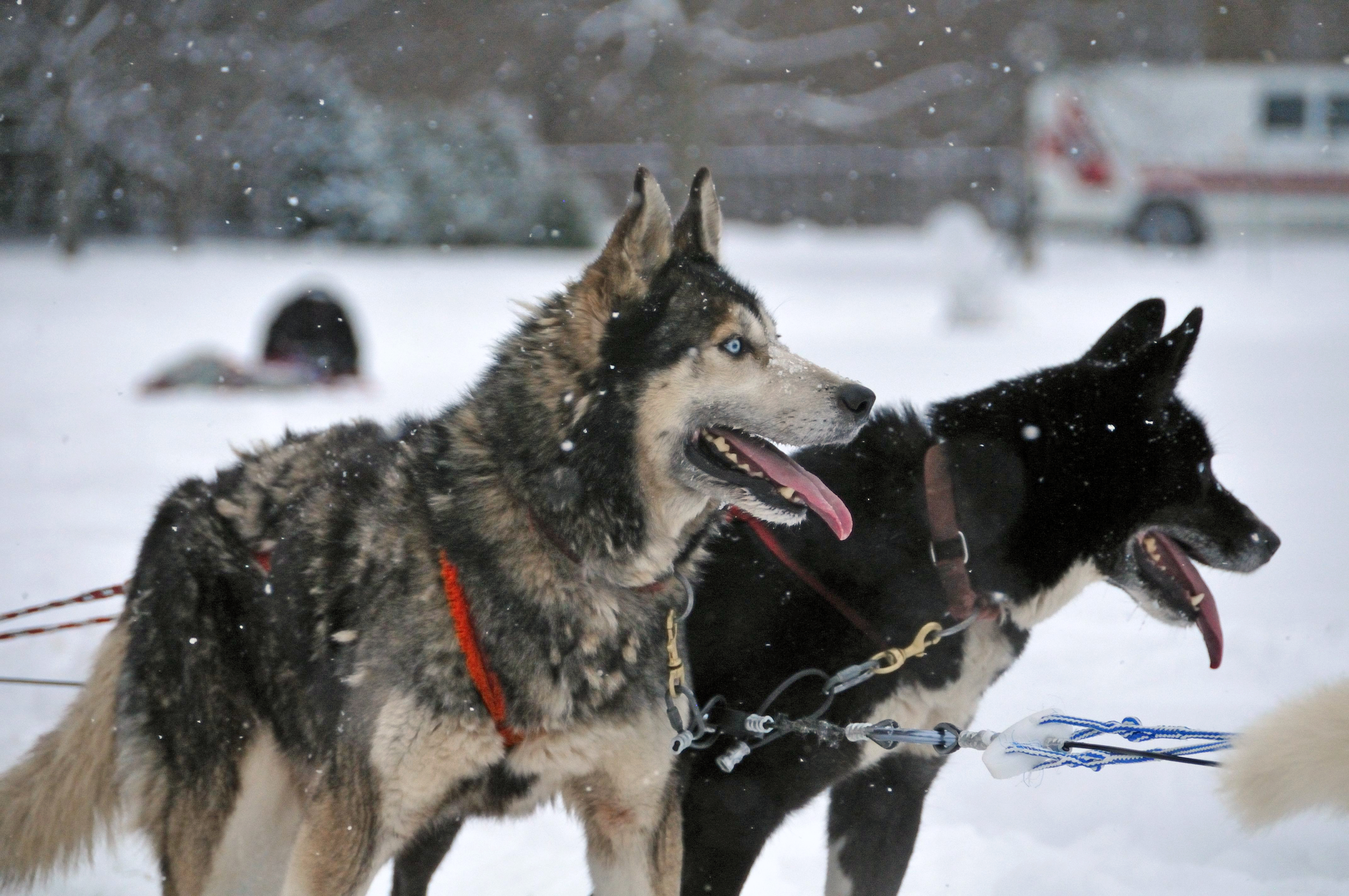
Dois Huskies mestiços puxando um trenó descansando após a corrida na Festa de inverno do Governador Geral, Ottawa, Canadá.
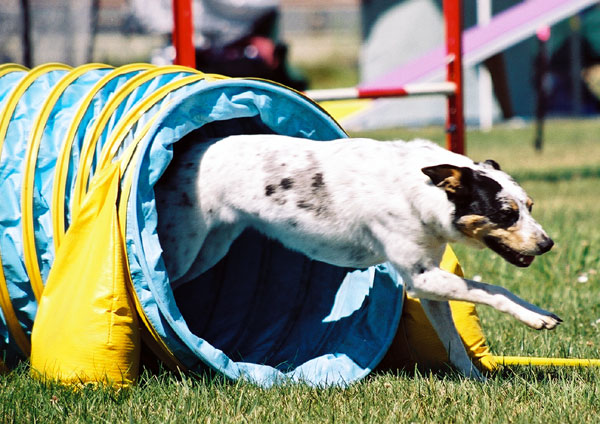
Um Vira lata demonstra sua habilidade em um teste de agilidade.
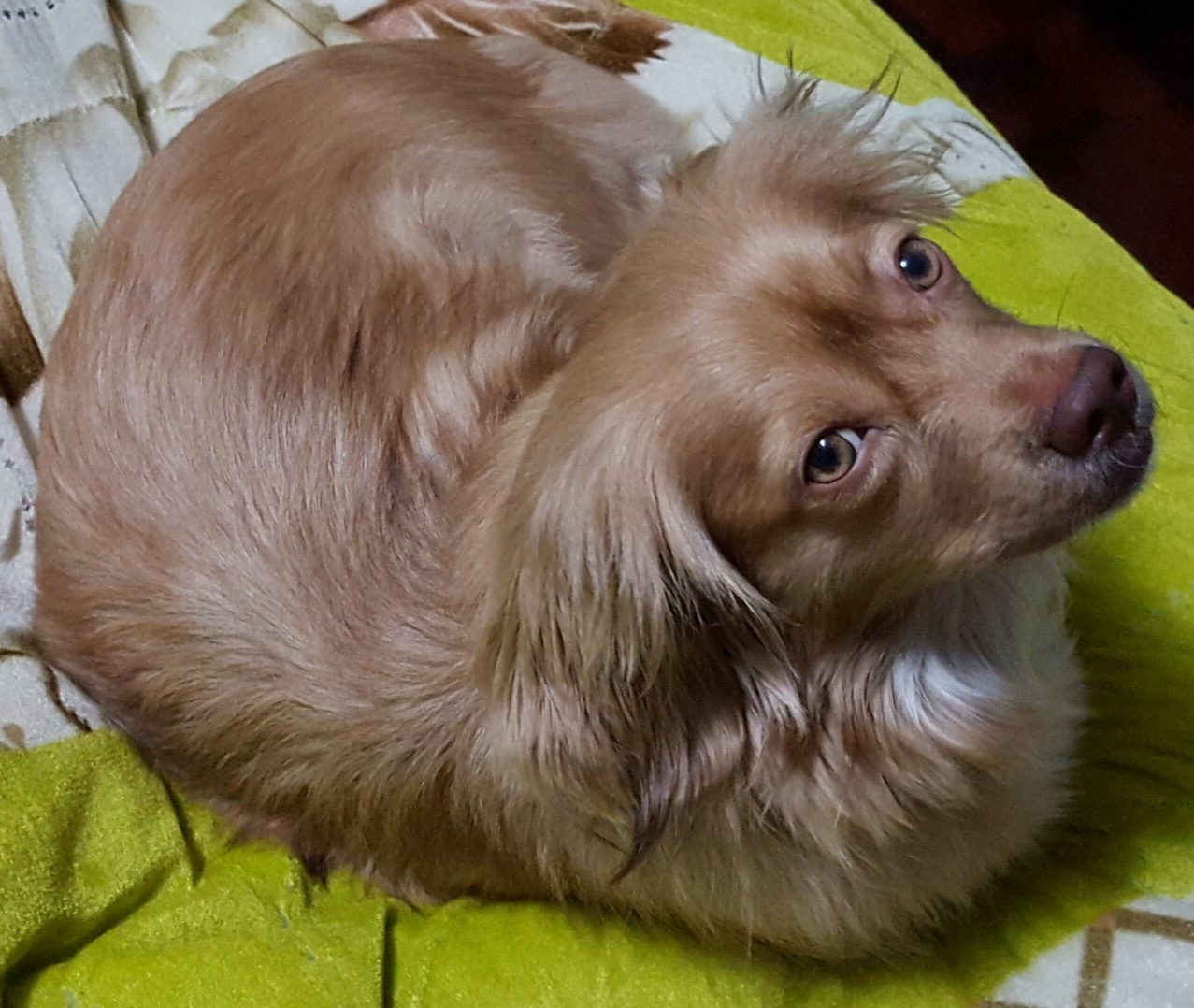
Cão sem raça definida.
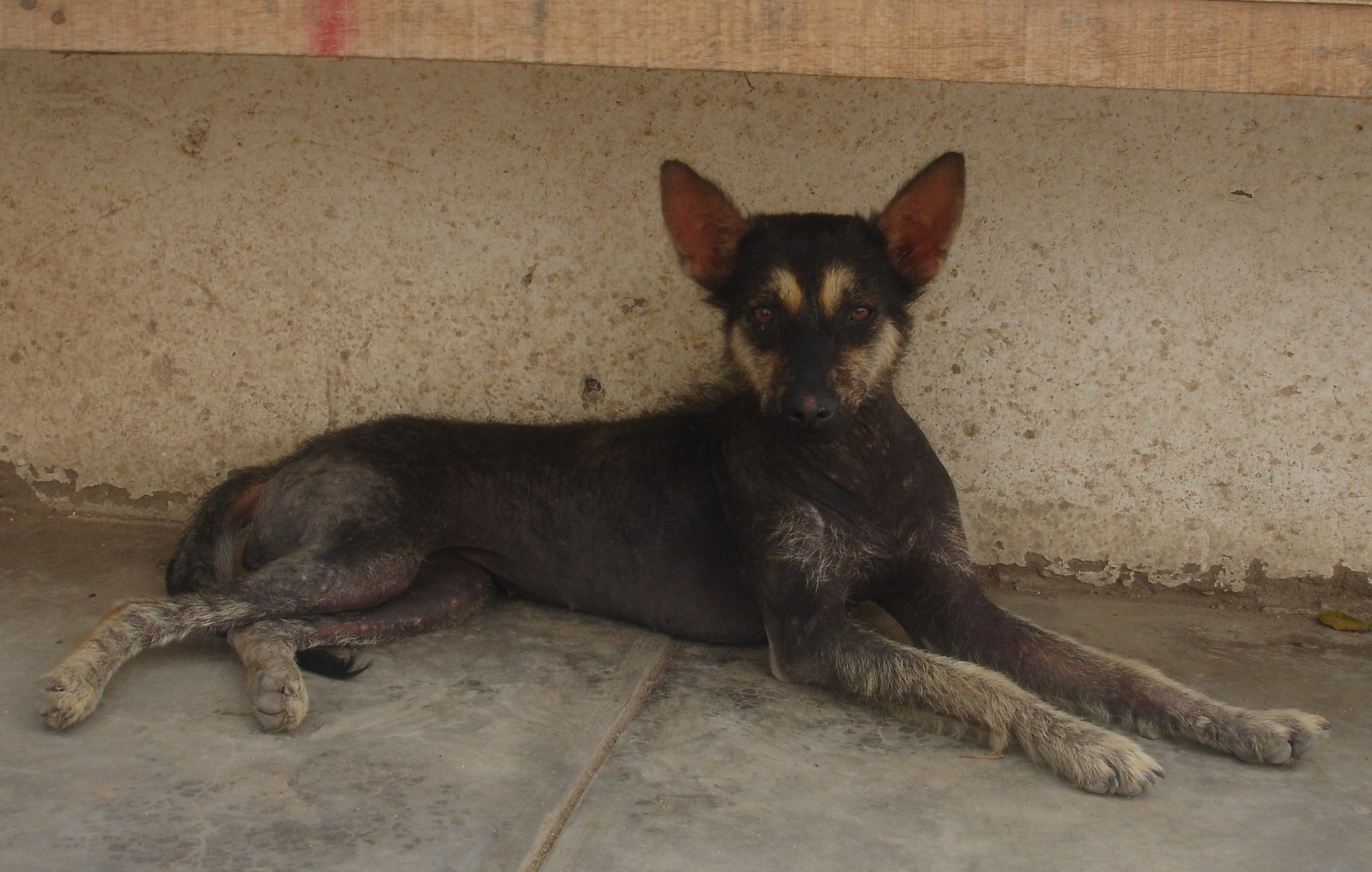
Provável cruzamento entre um cão peruano sem pelo com um pastor alemão.
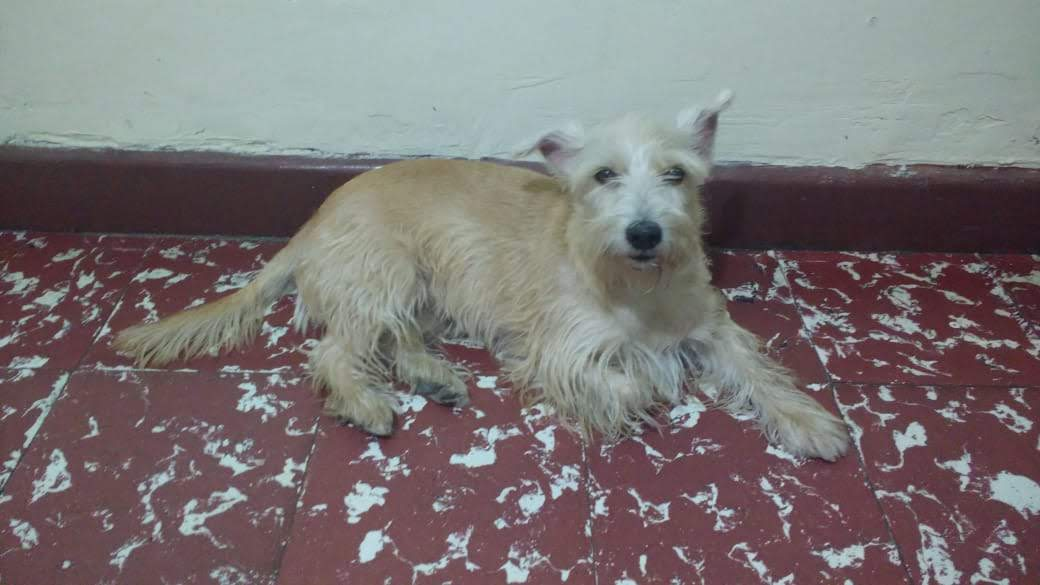
Possível cruzamento entre um Schnauzer com um cão crioulo na Colômbia.
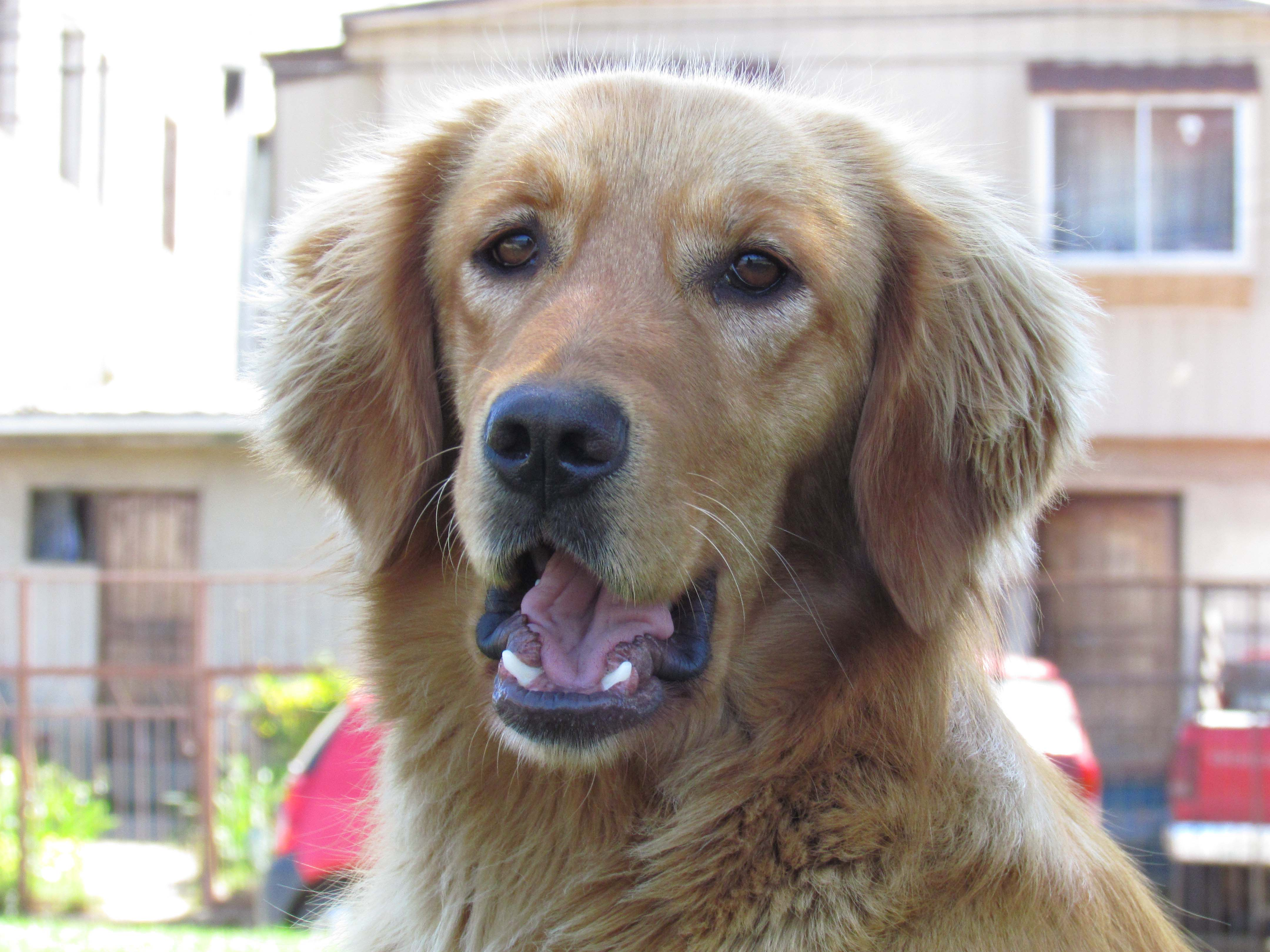
Um cão mestiço do Chile (Parecido com golden retriever), país onde são conhecidos como quiltros.
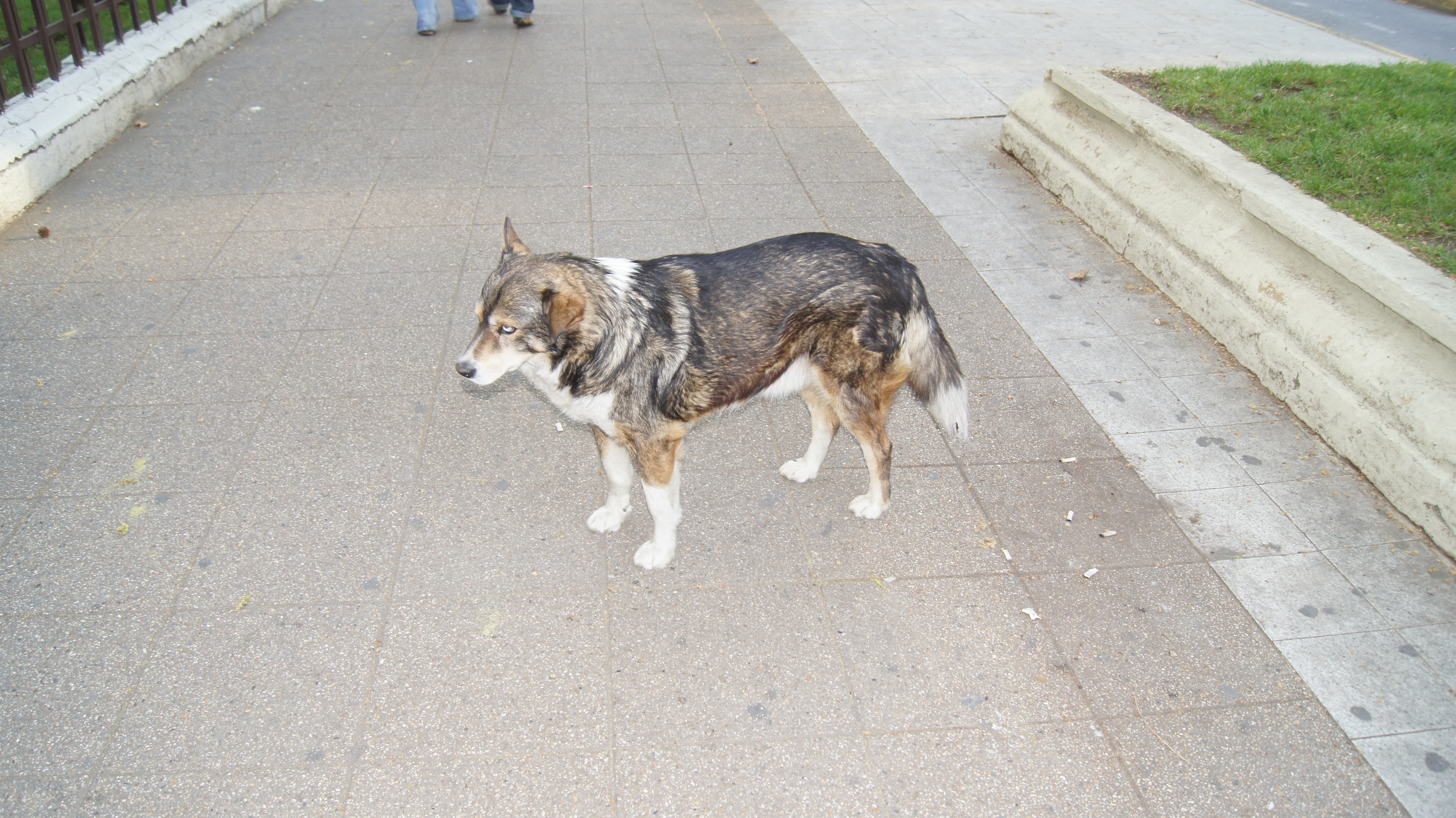
Um cão lobo de rua
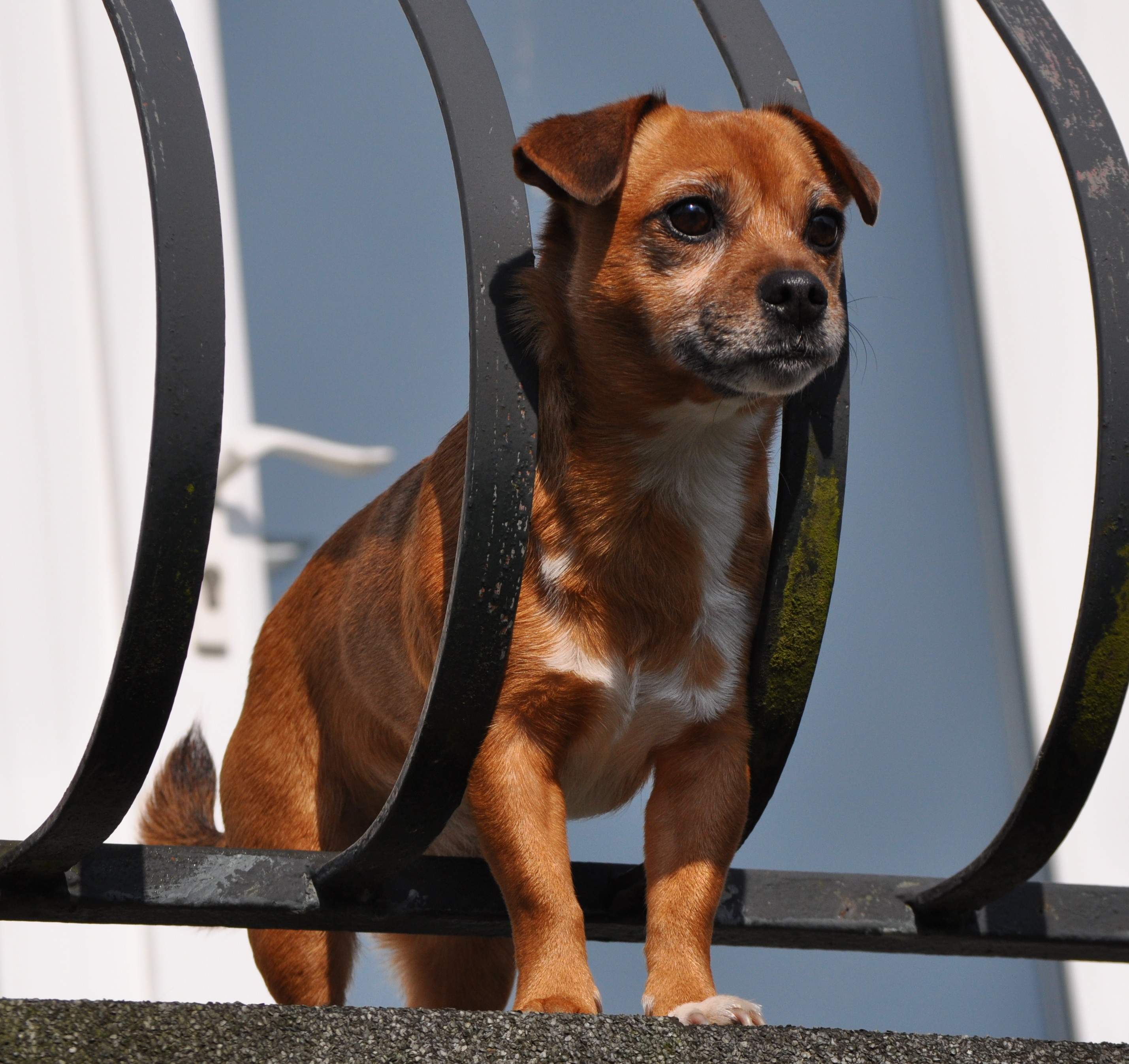
Um cruzamento entre um pug com um Jack Russell terrier
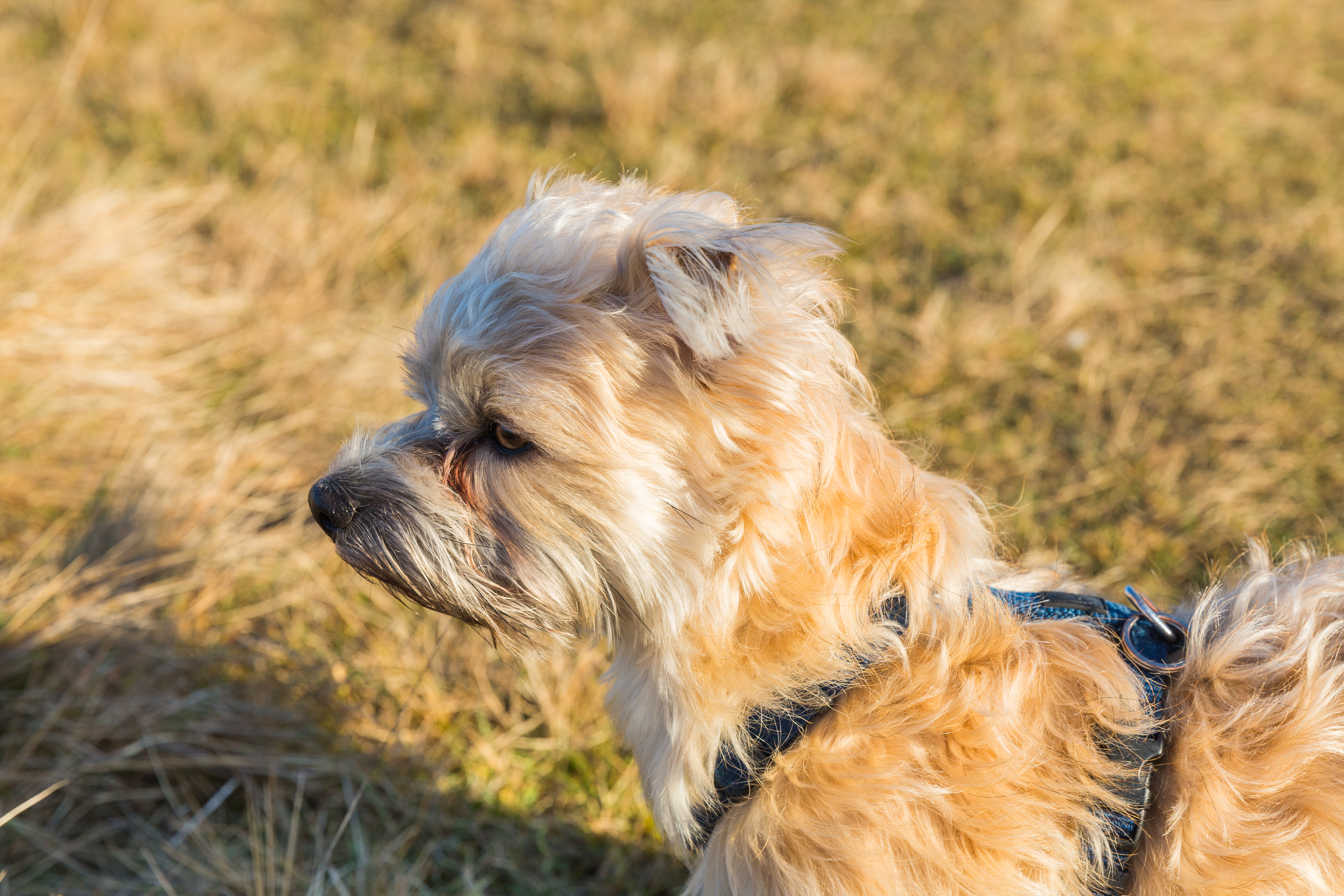
Cruzamento entre um Cairn Terrier com um Maltês.
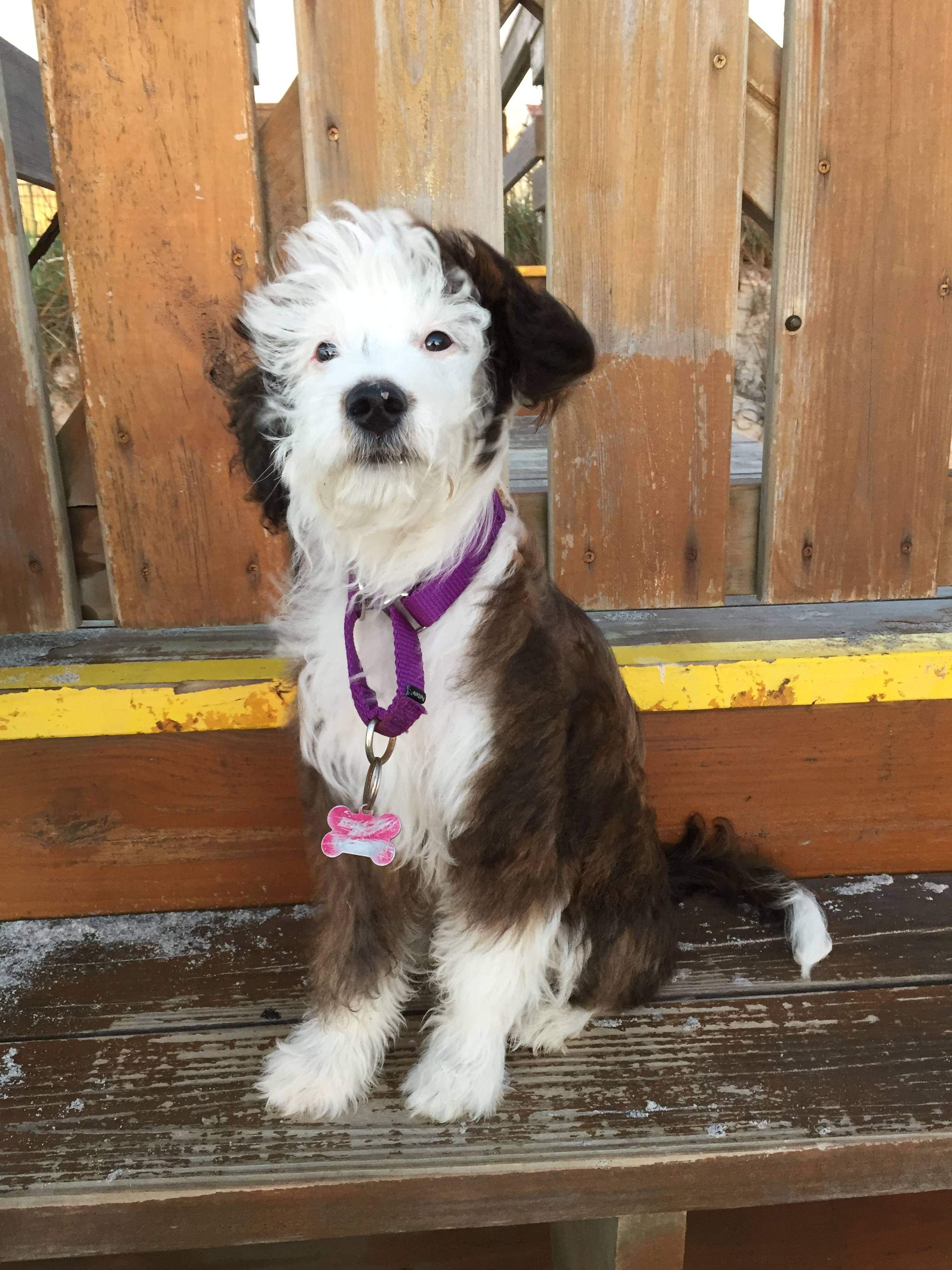
Filhote de Aussiedoodle (Pastor Australiano com Poodle)
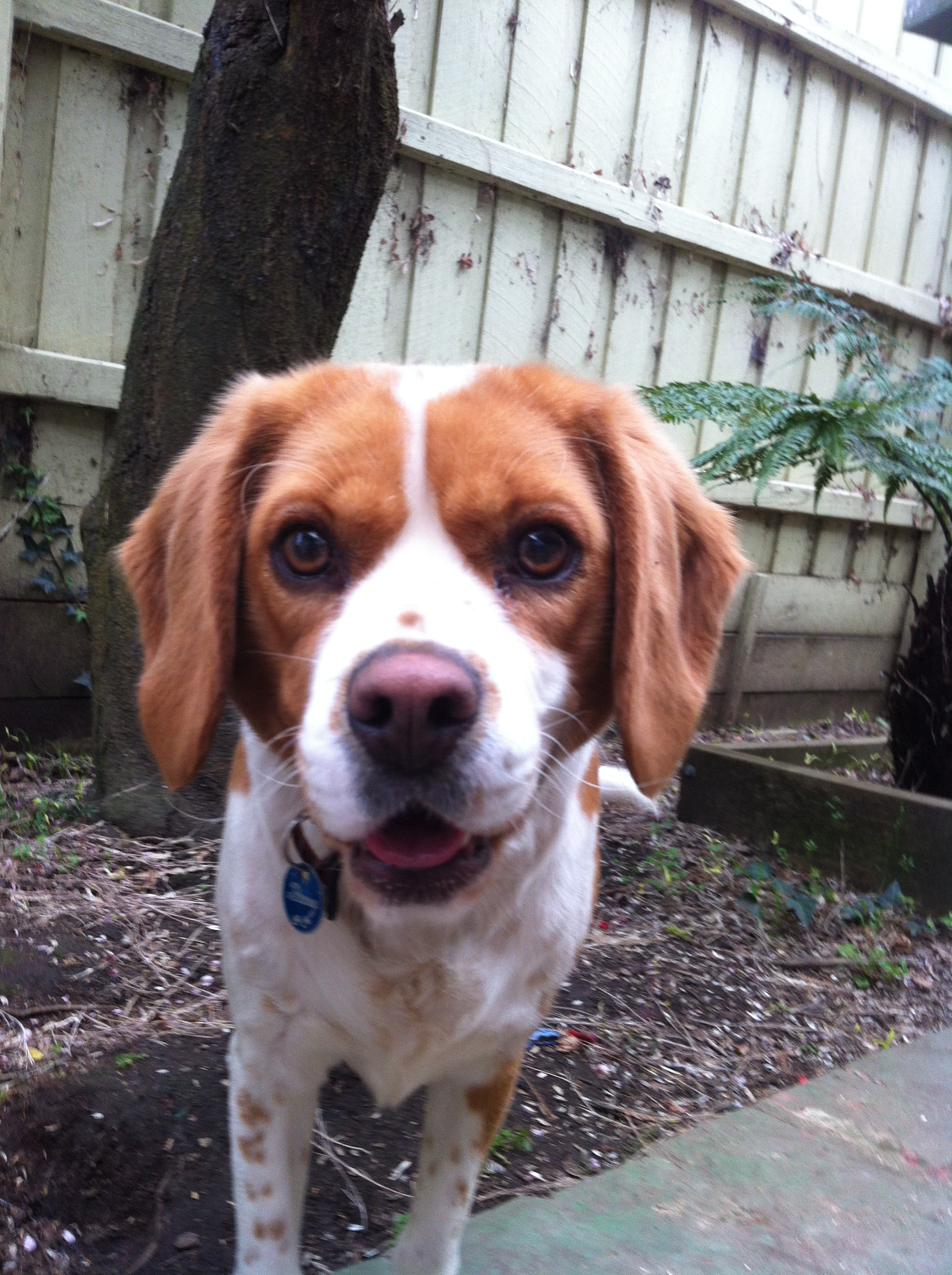
Beaglier, um cruzamento entre um beagle com Cavalier King Charles Spaniel.
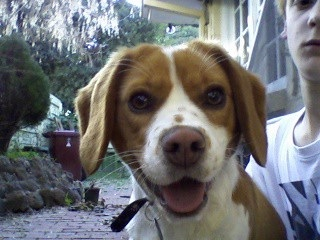
Outra foto do Beaglier
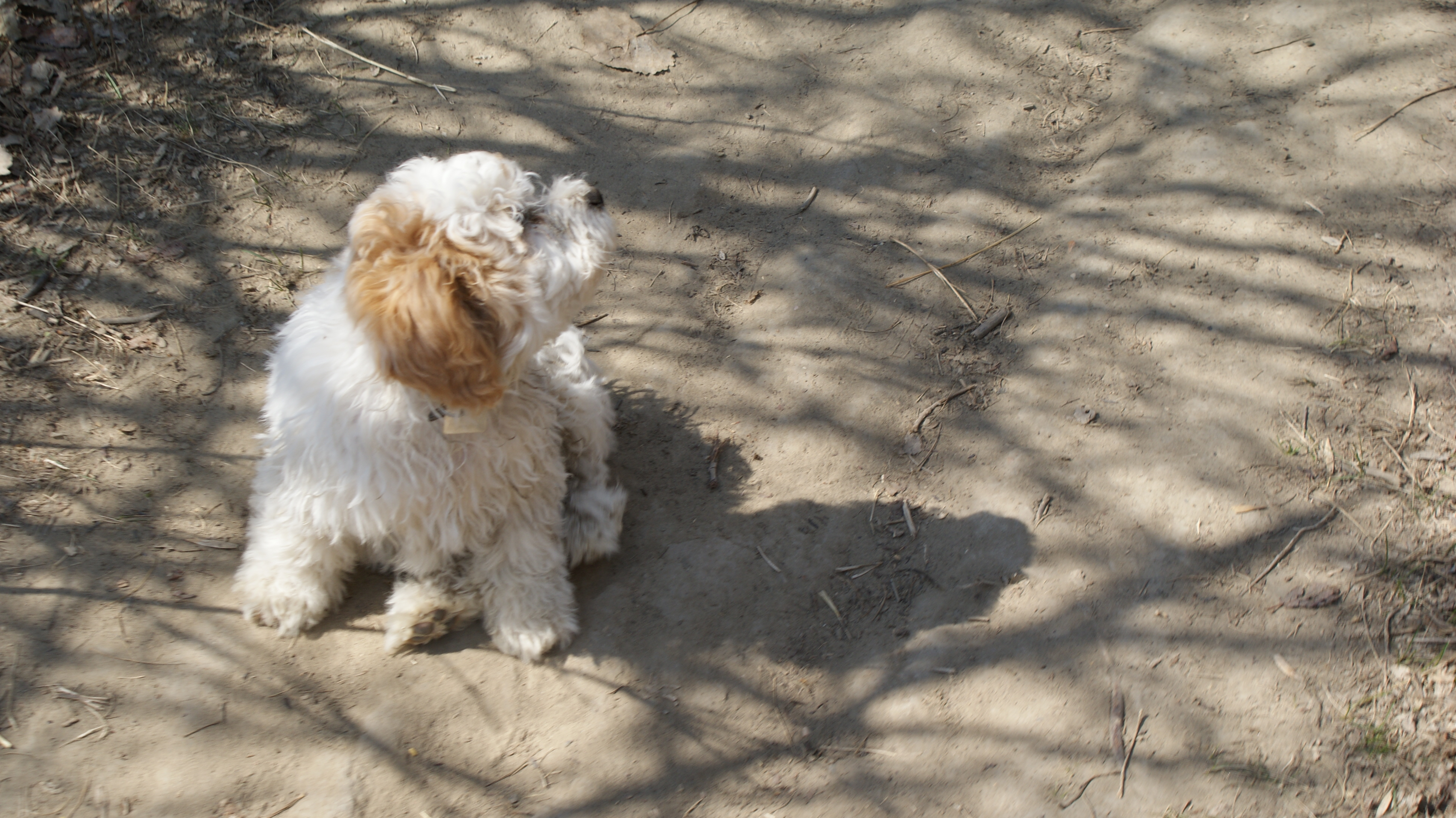
Bichpoo, um cruzamento entre Poodle com Bichon Frisé.
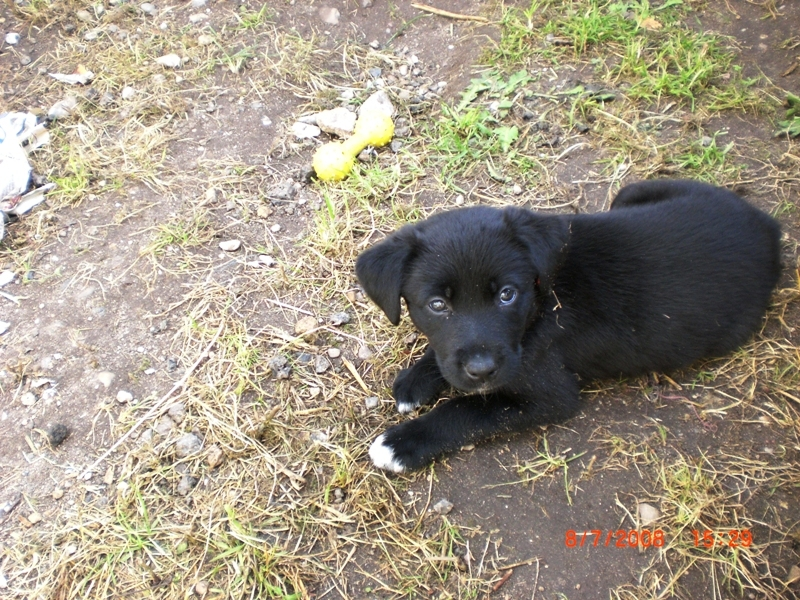
Um filhote de Borador. A mãe dele é um Labrador Retriever e o seu pai um Border Collie.
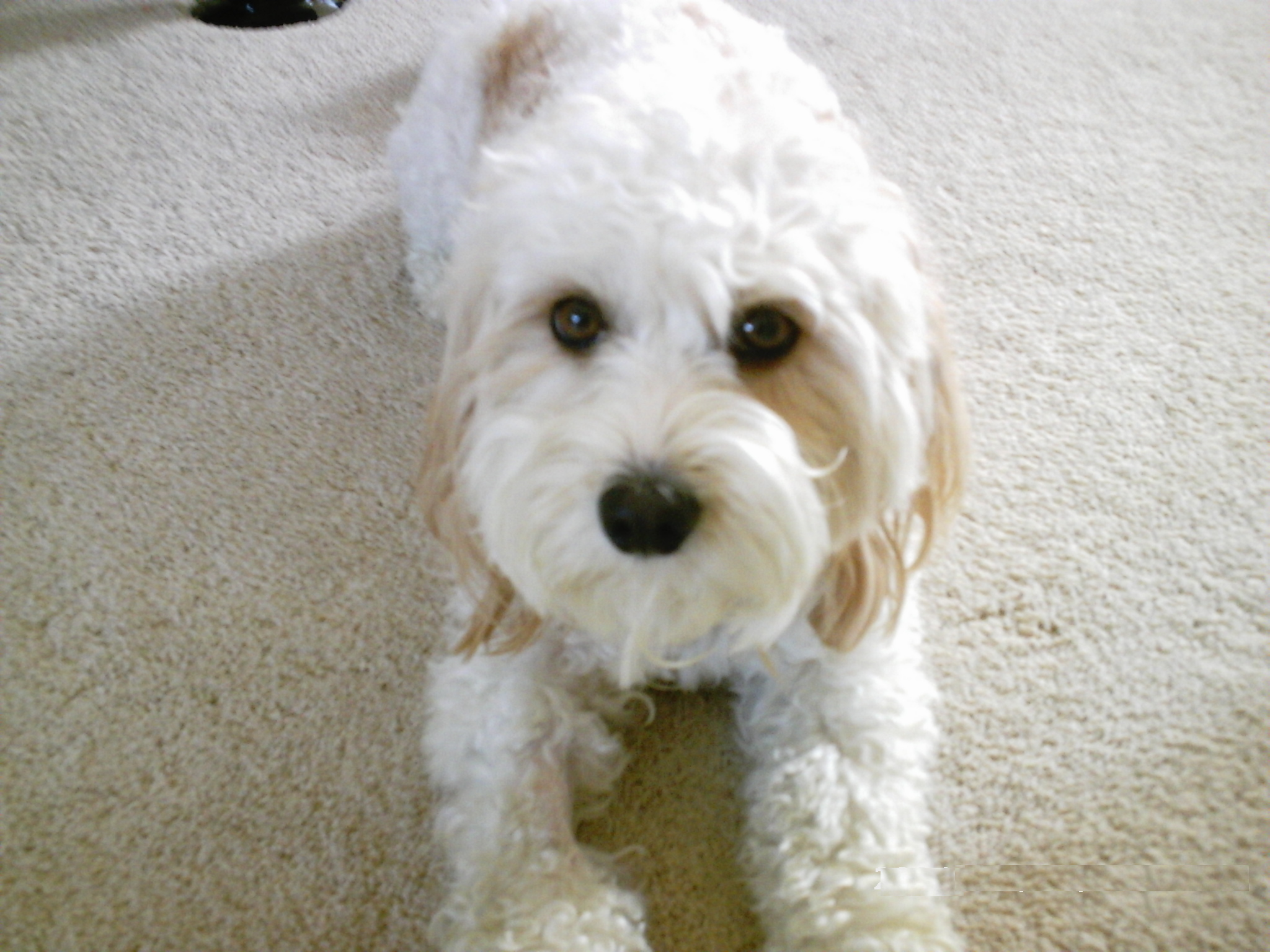
Cavachon, um cruzamento entre Cavalier King Charles Spaniel com Bichon Frisé
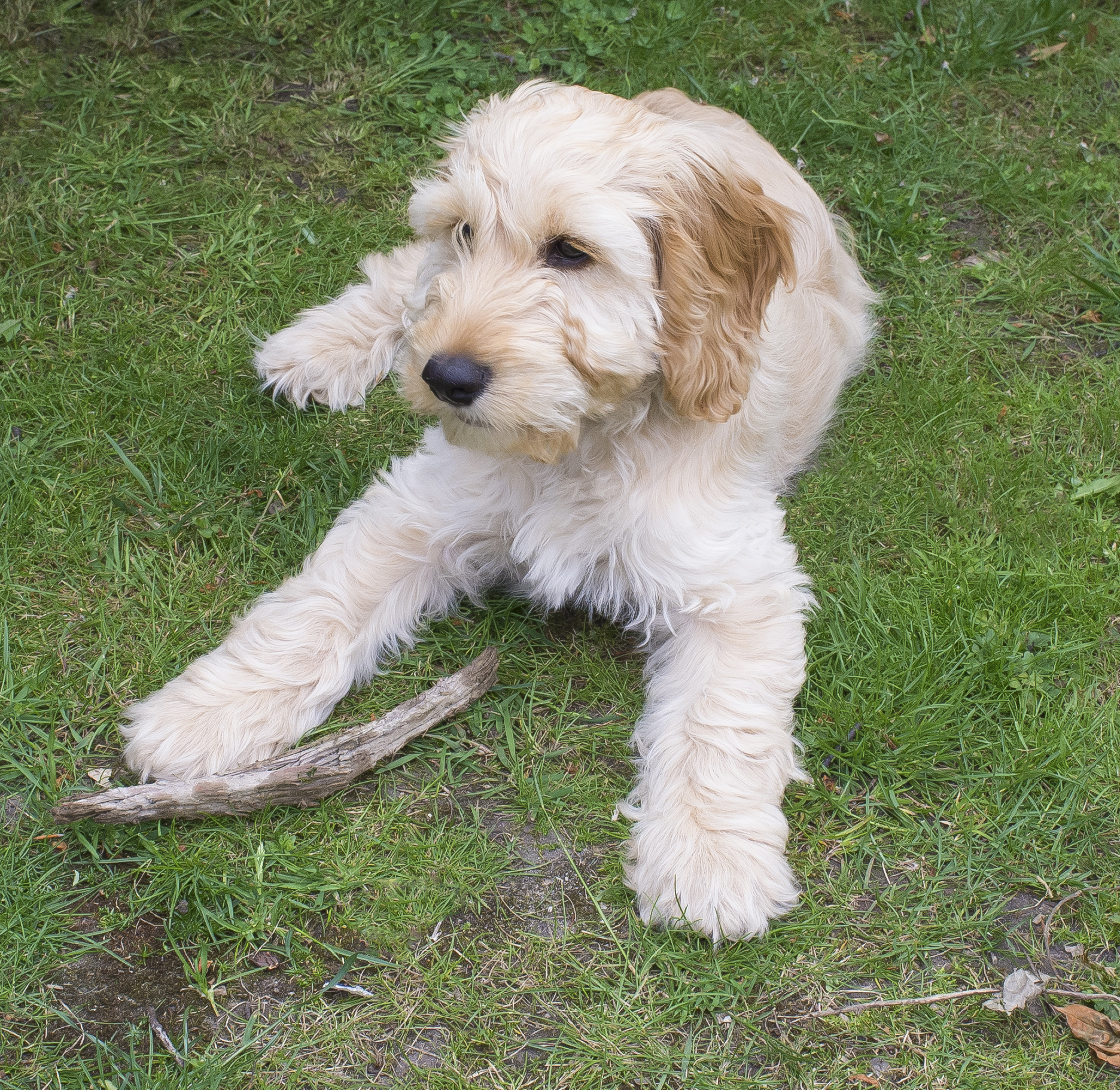
Coockapoo, um cruzamento entre um cocker spainel com poodle.
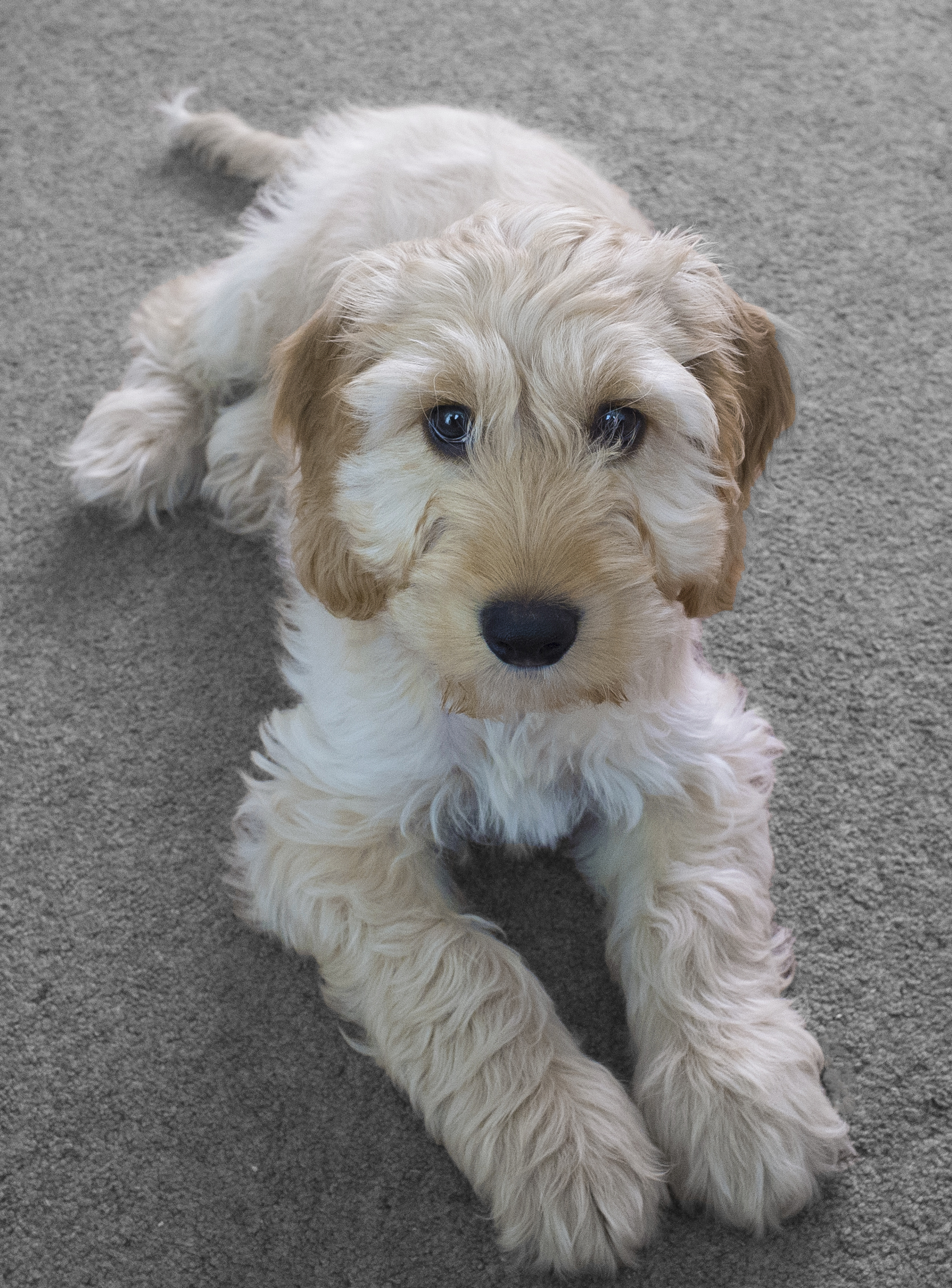
Outro coockapoo
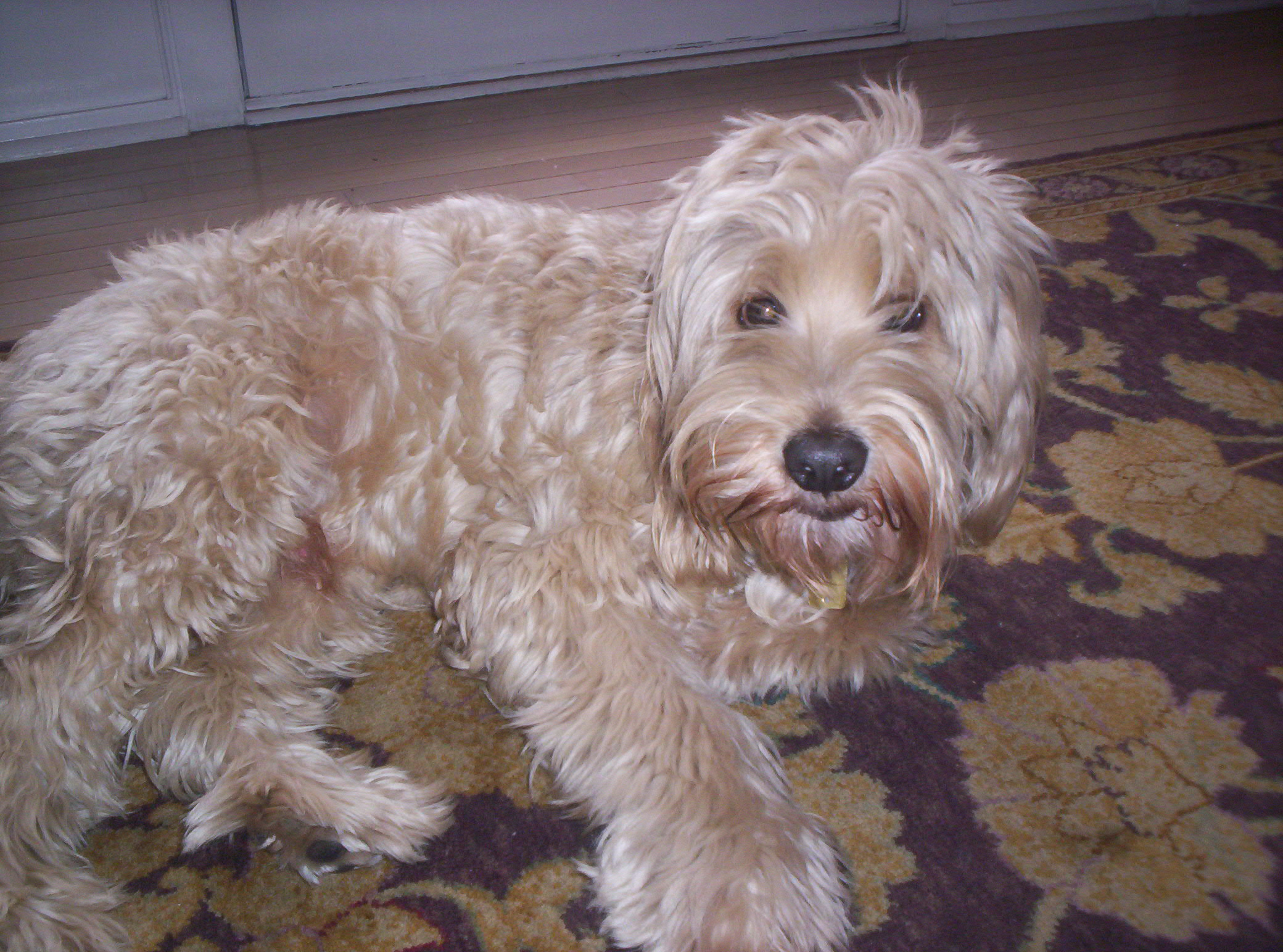
Outro coockapoo
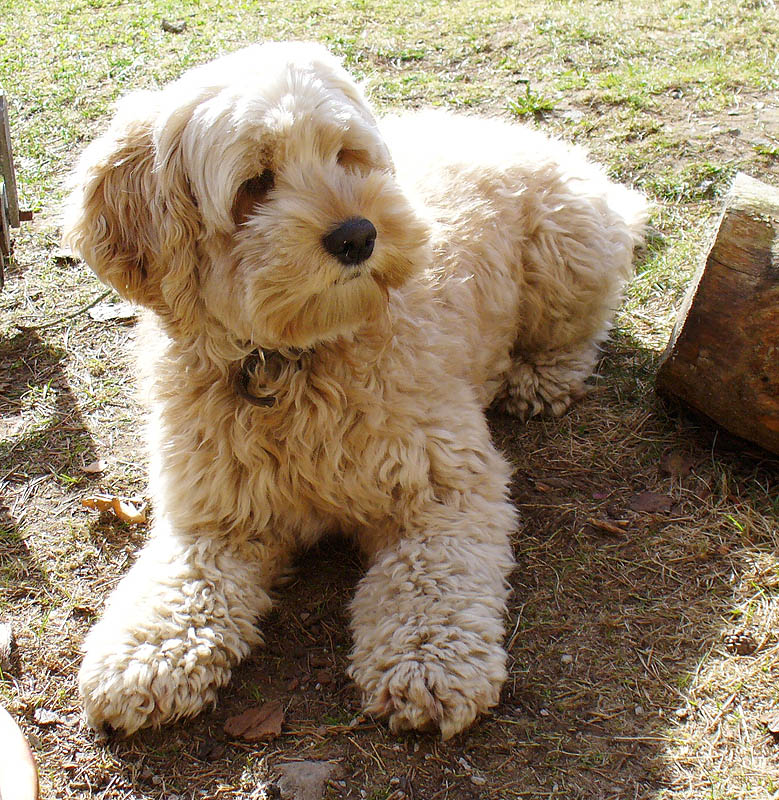
Outro coockapoo
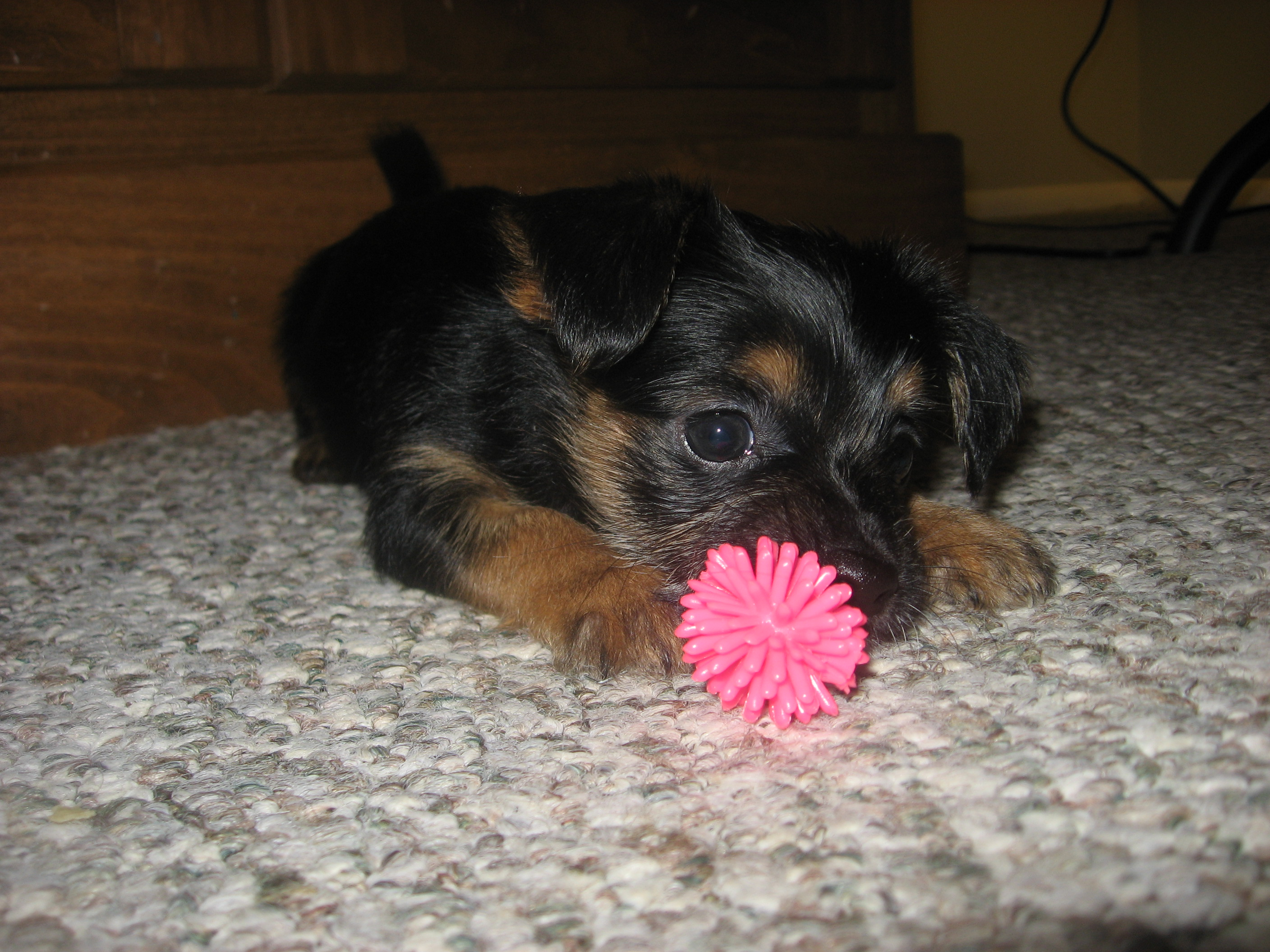
Chorkie, um cruzamento entre um Chihuahua com Yorkshire
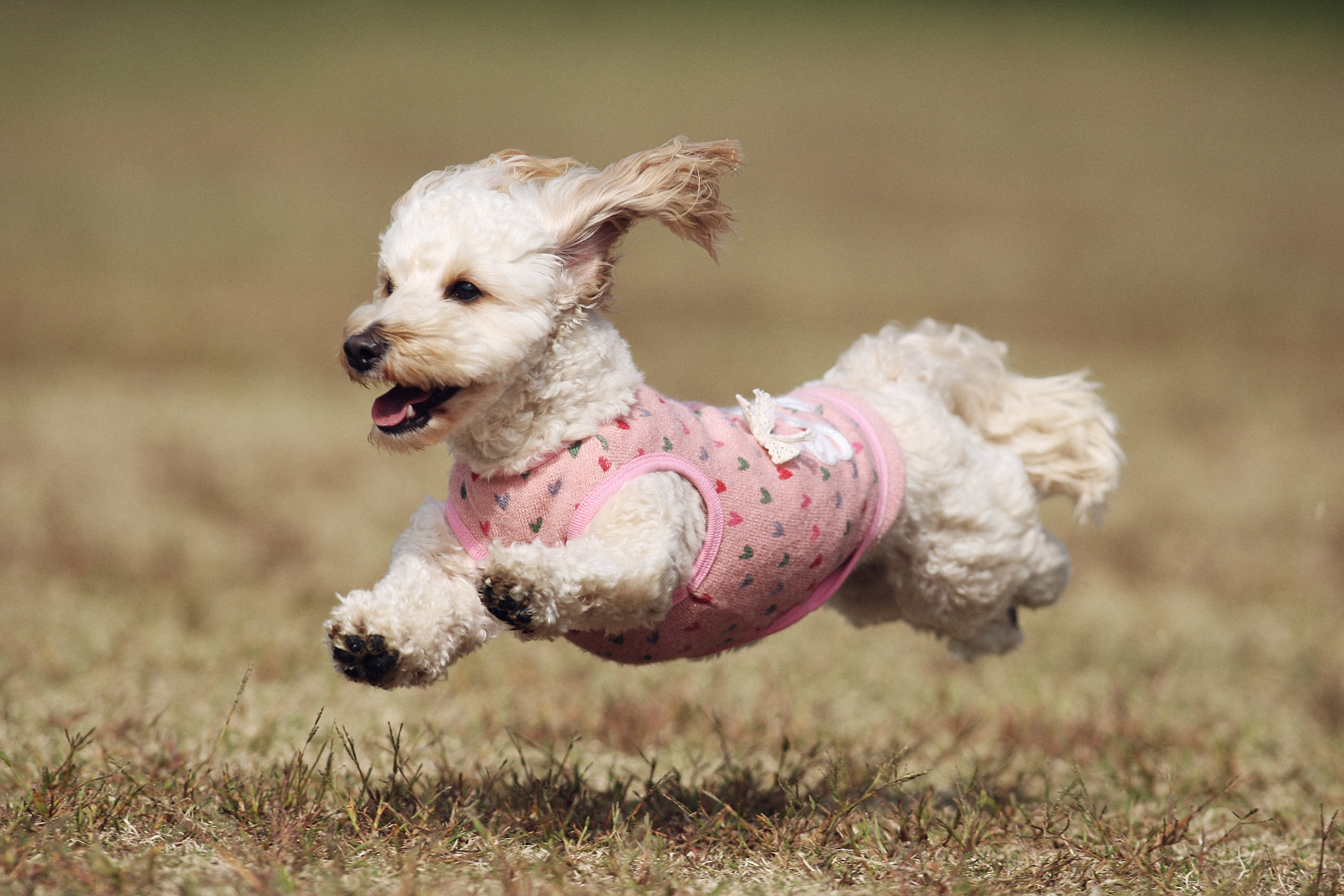
Doxiepoo, um cruzamento entre um Dachshund com Poodle.
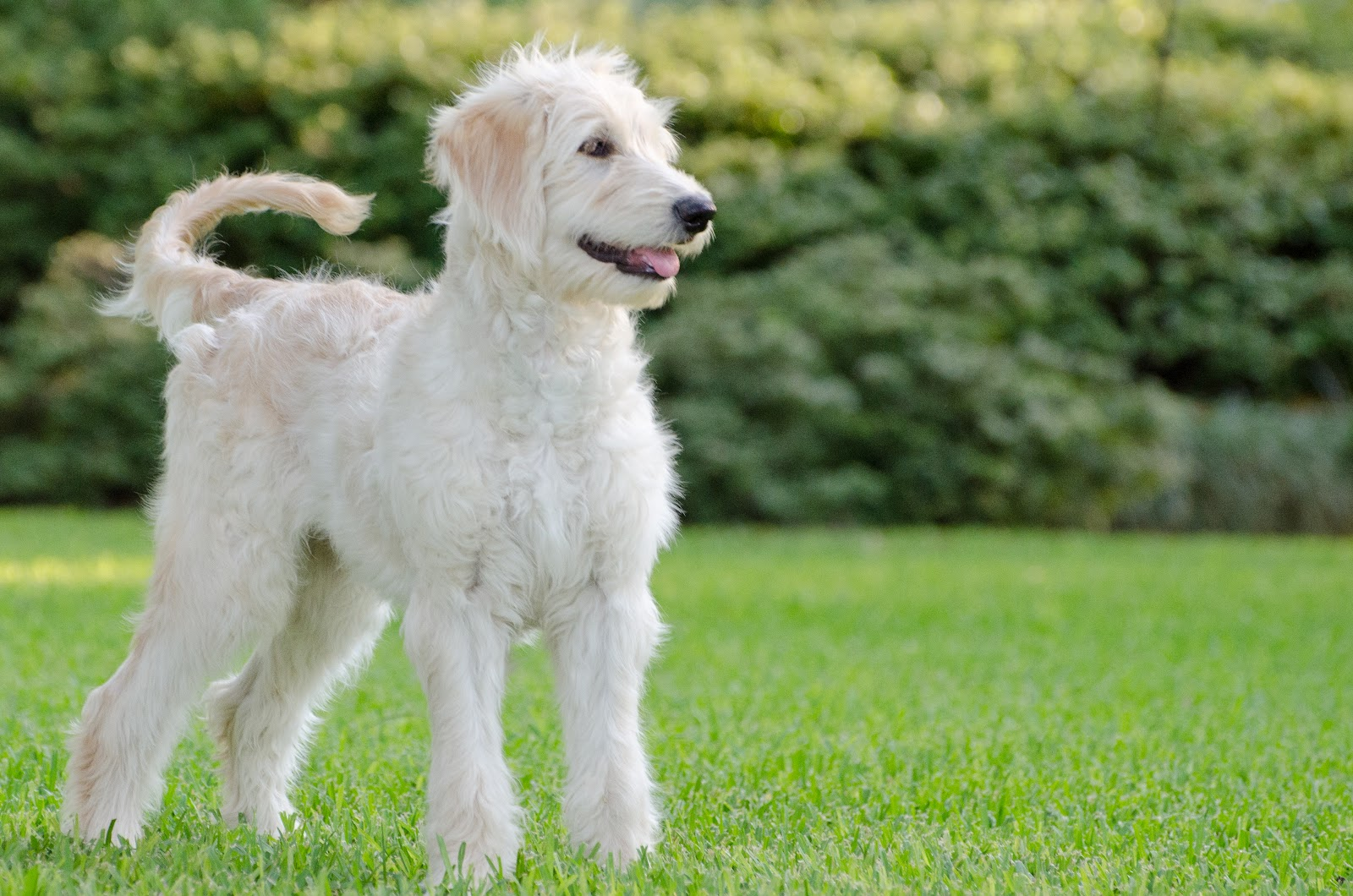
Goldendoodle, um cruzamento entre Golden Retriever com Poodle
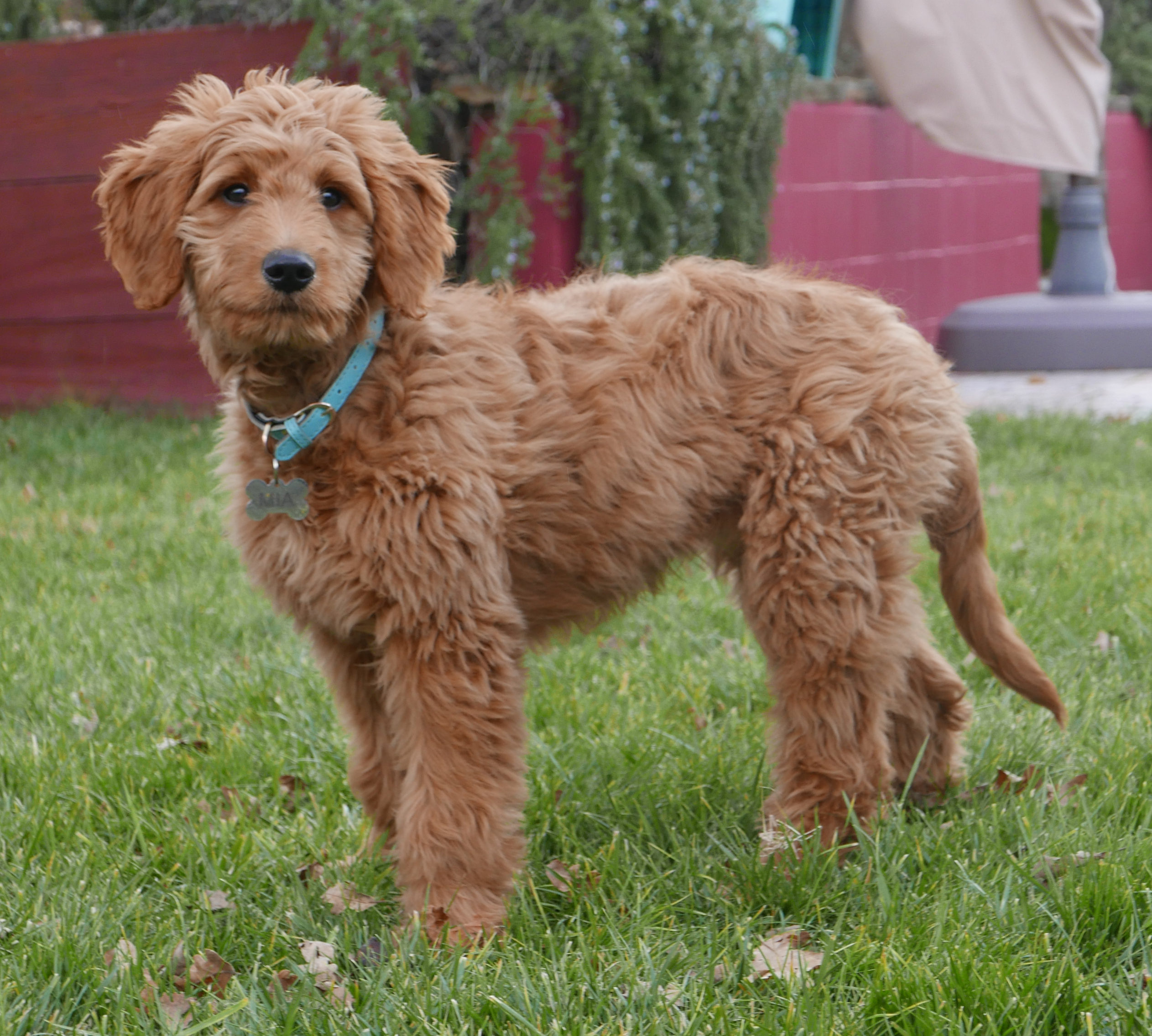
Outro Goldendoodle
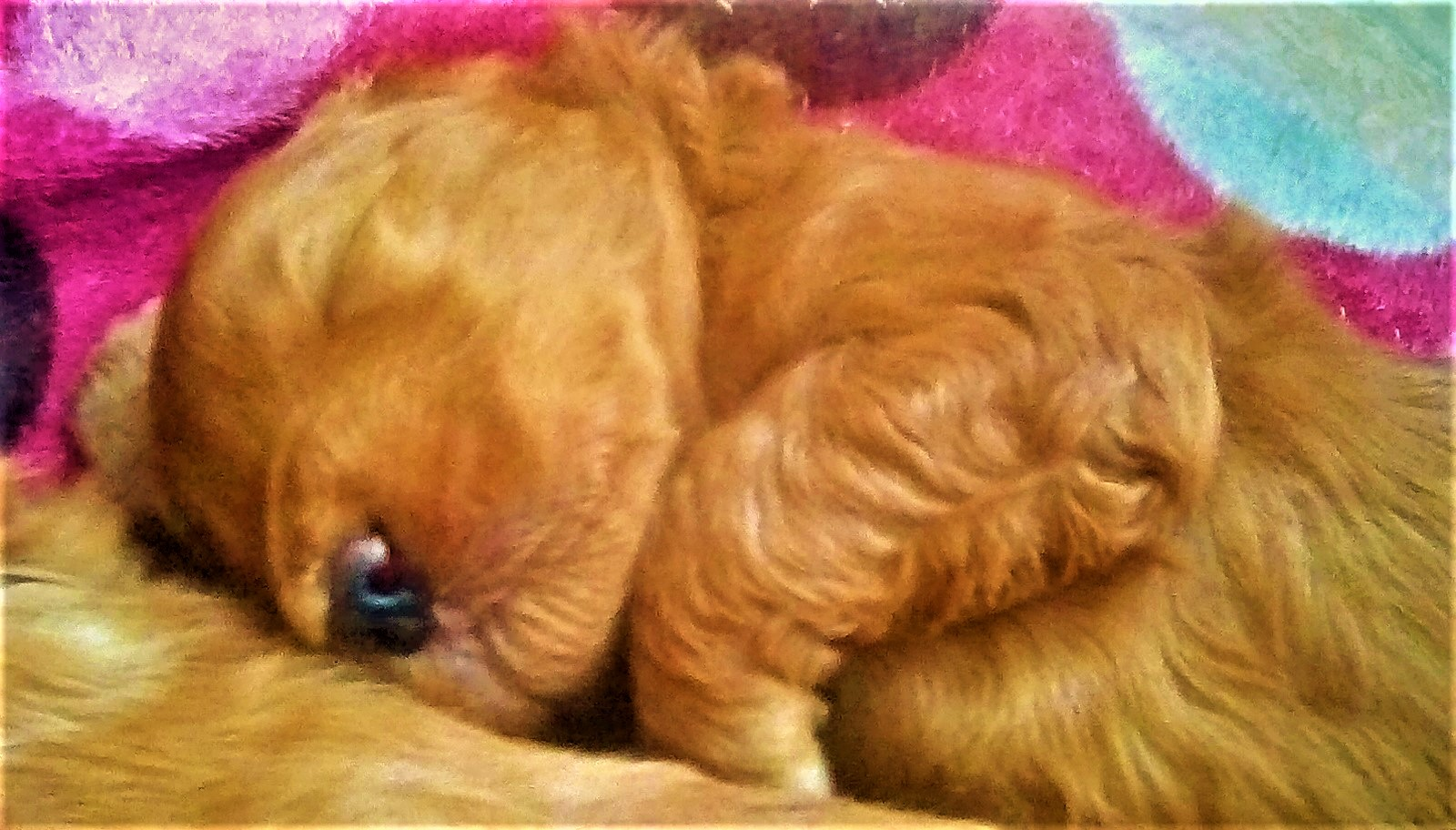
Um filhote de Goldendoodle
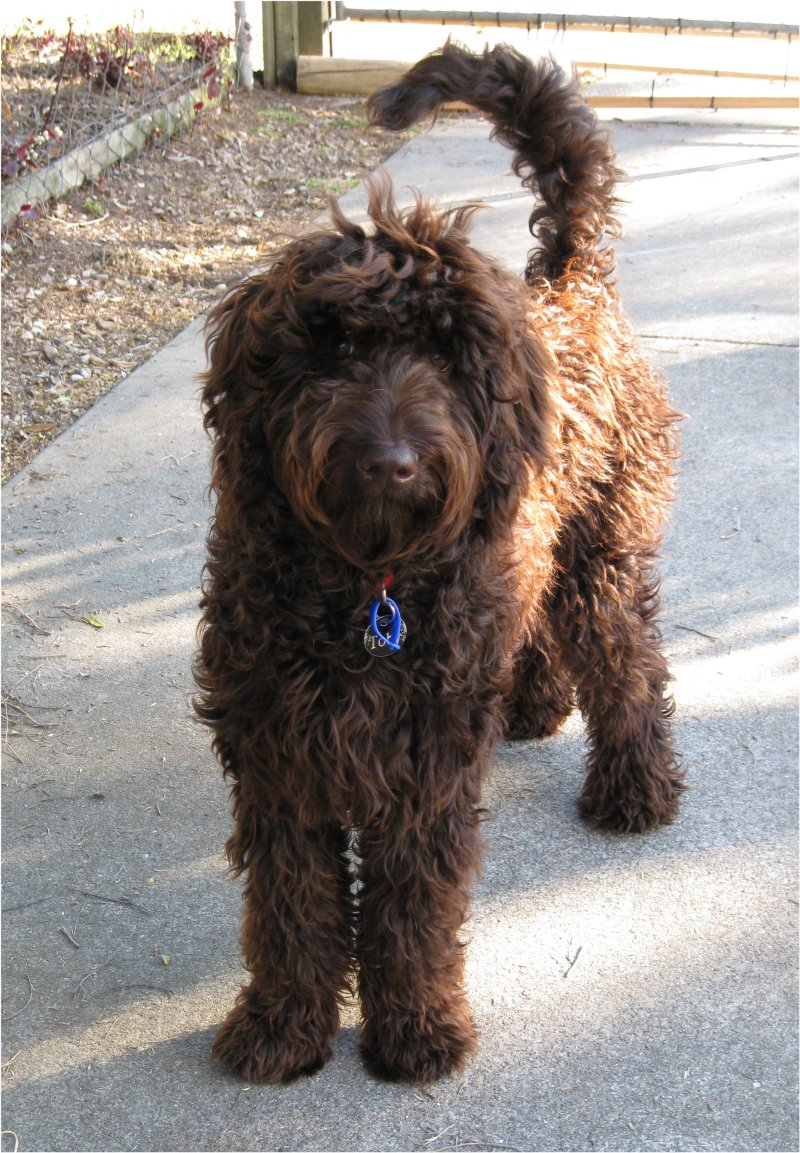
Labradoodle, um cruzamento entre Labrador com Poodle
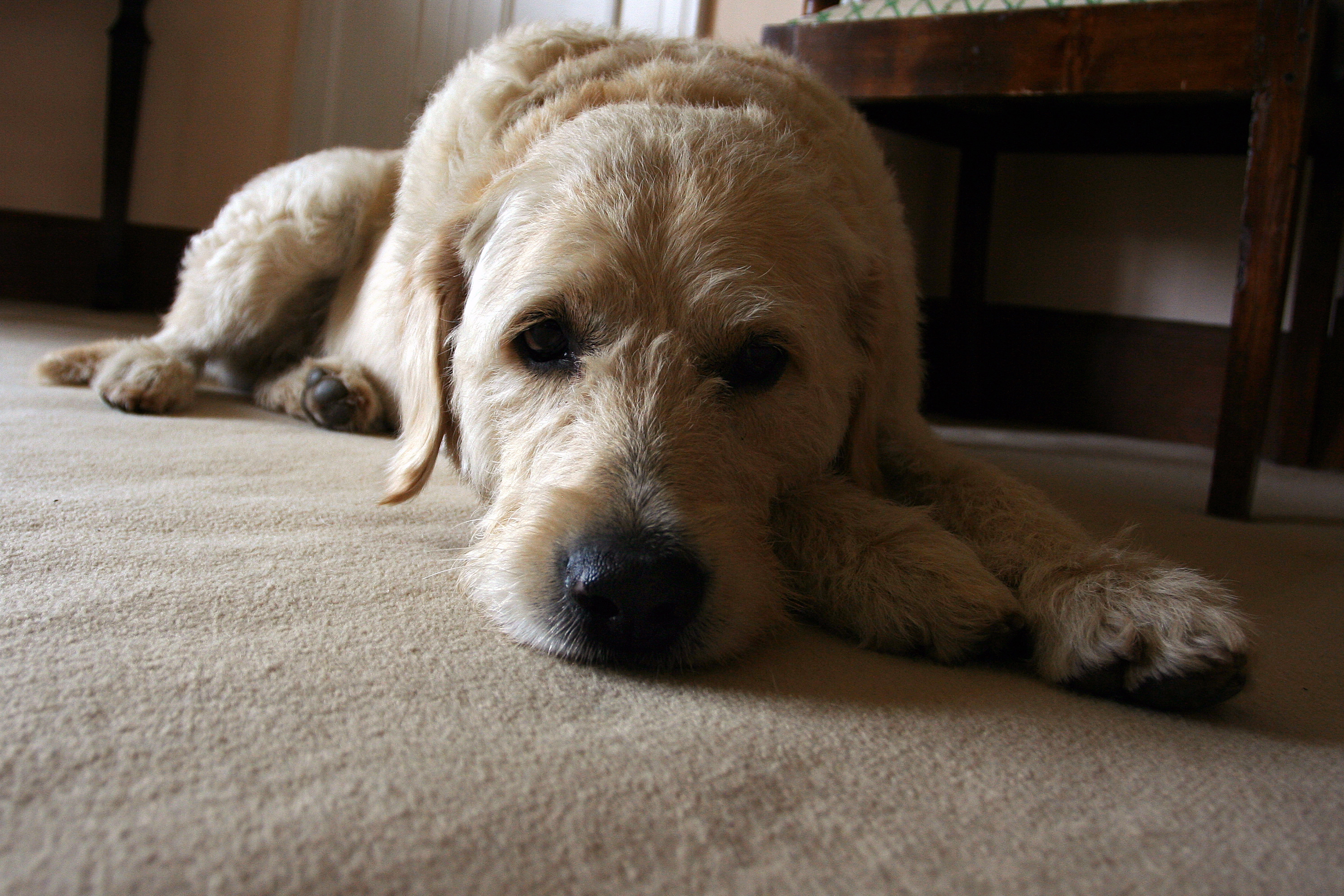
Outro Labradoodle
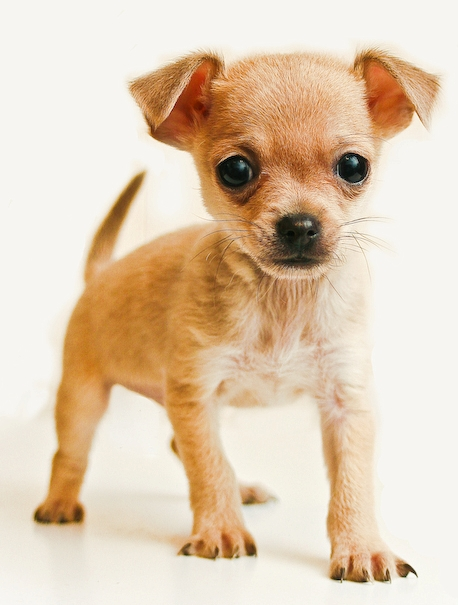
Labrahuhua, um cruzamento entre labrador com chihuahua
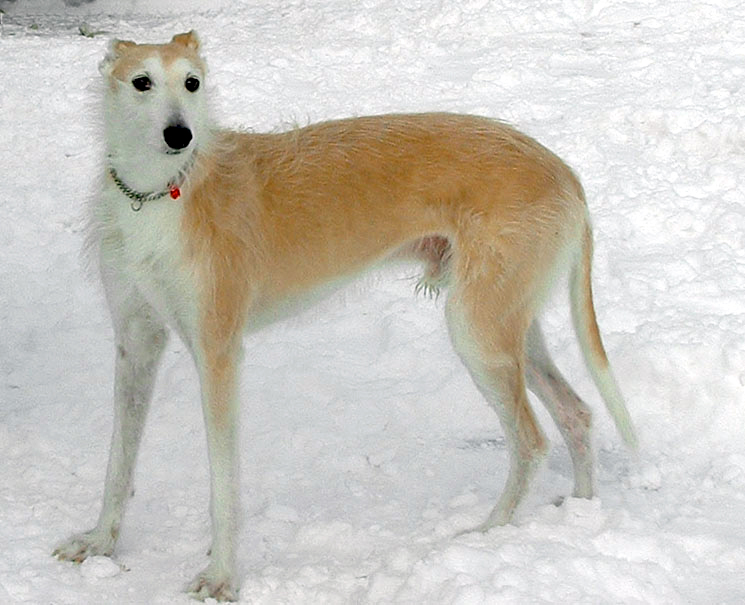
Lurcher cruzamento entre Whippet com cães do tipo Collie ou Terrier.
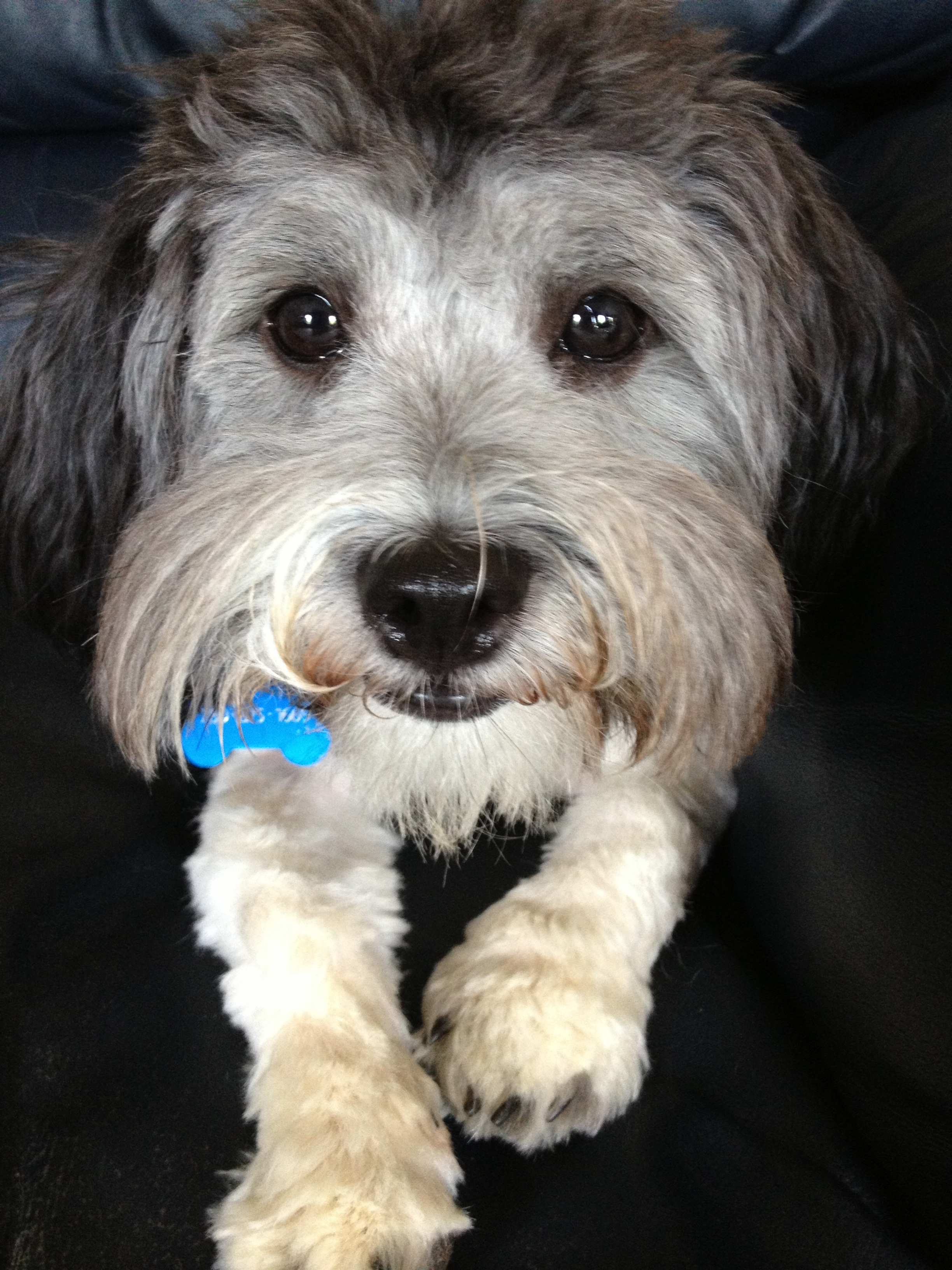
Mal-shi, cruzamento entre Maltês com Shih Tzu
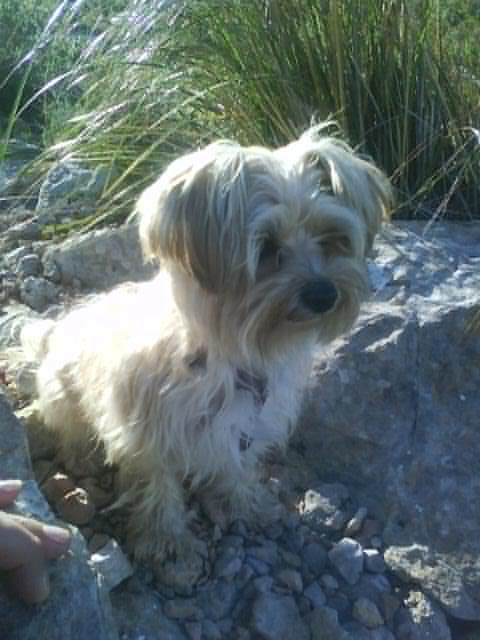
Morkie, cruzamento entre maltês com yorkishire
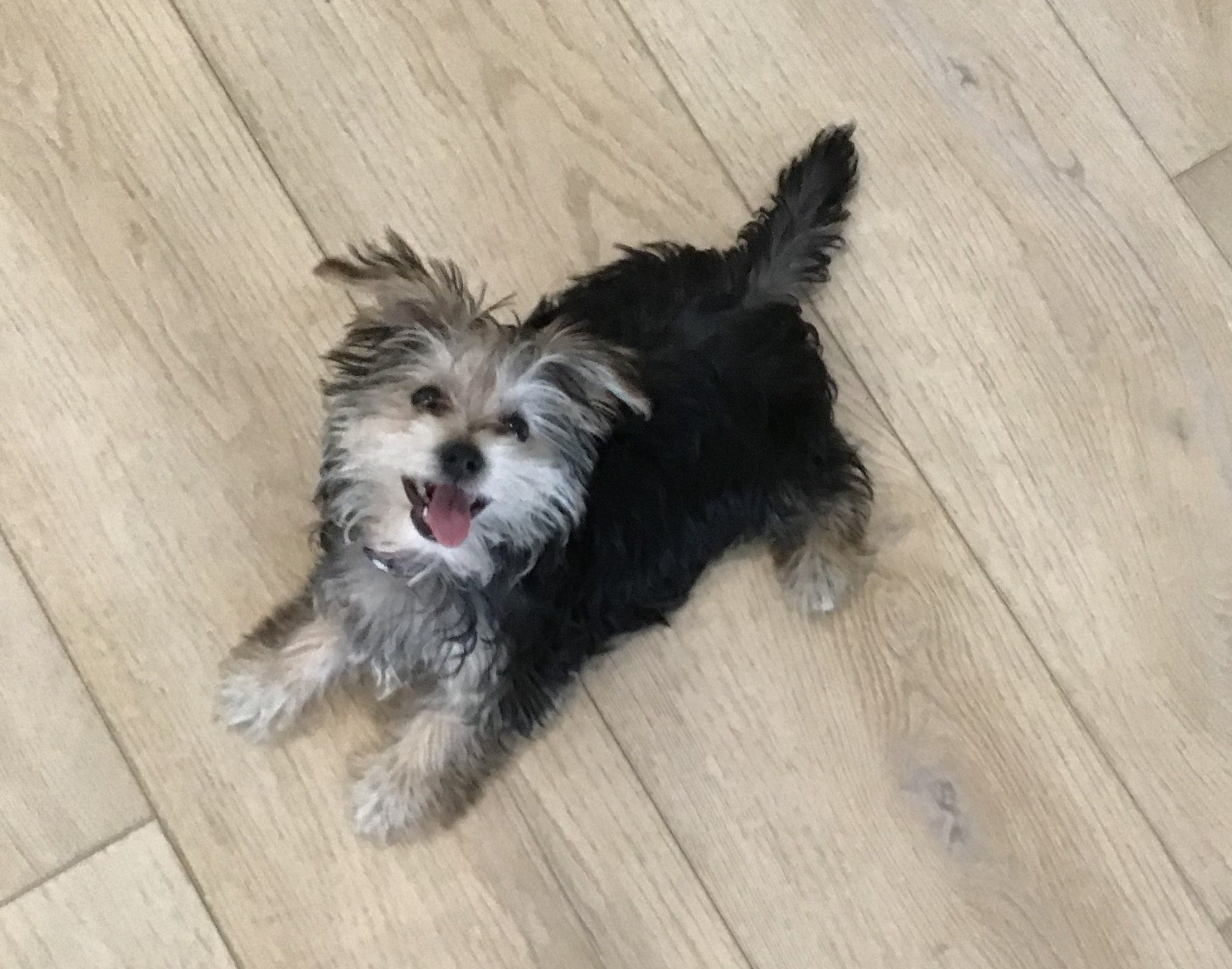
Um filhote de Morkie
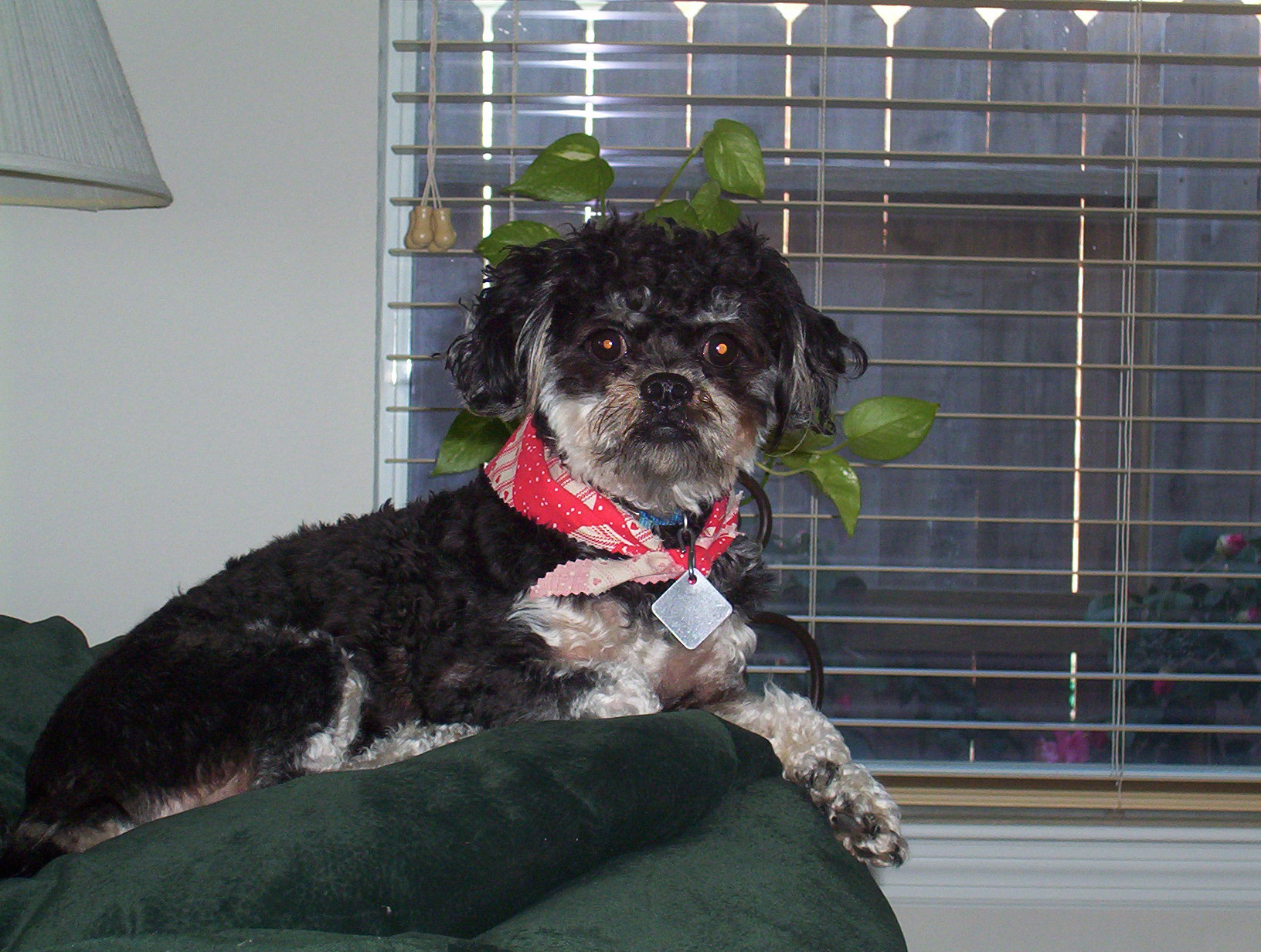
Pekeapoo, cruzamento entre Pequinês com Poodle
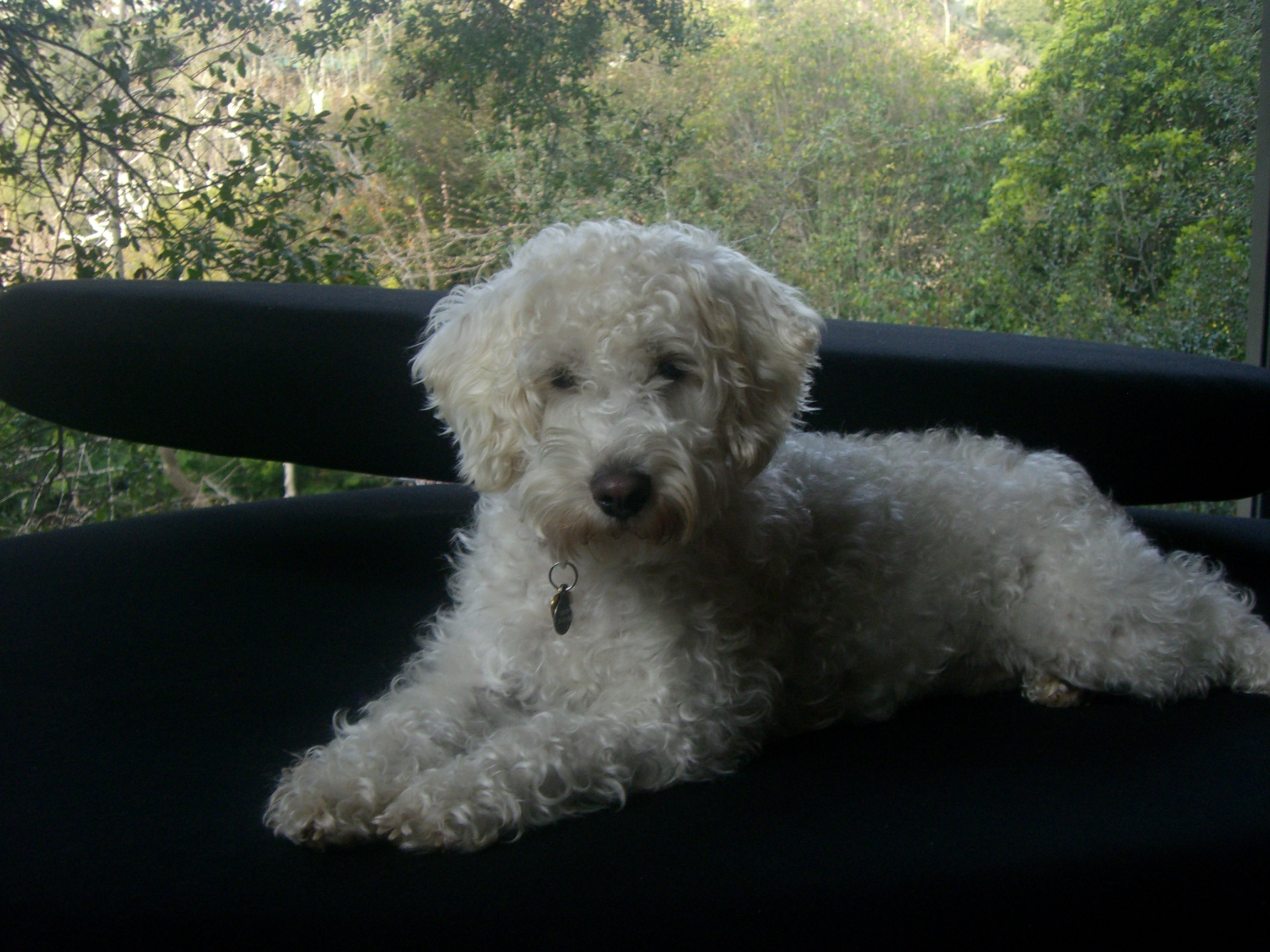
Schnoodle, cruzamento entre Schnauzer com poodle
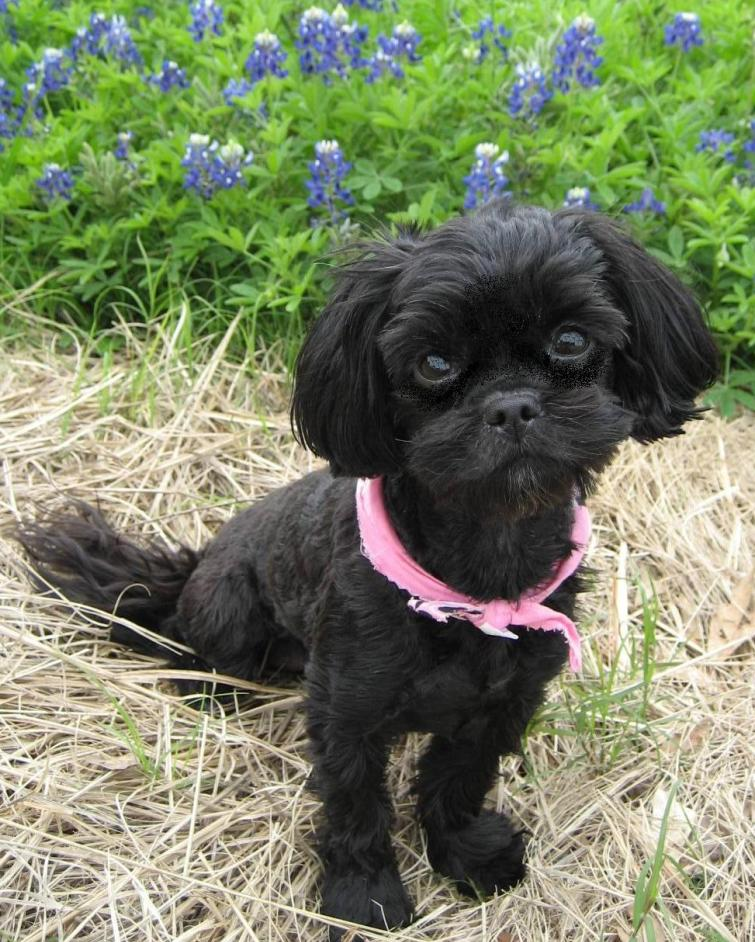
Shih-poo, Pooshih ou Shih Tzu Poodle, cuzamento entre Shih Tzu com poodle
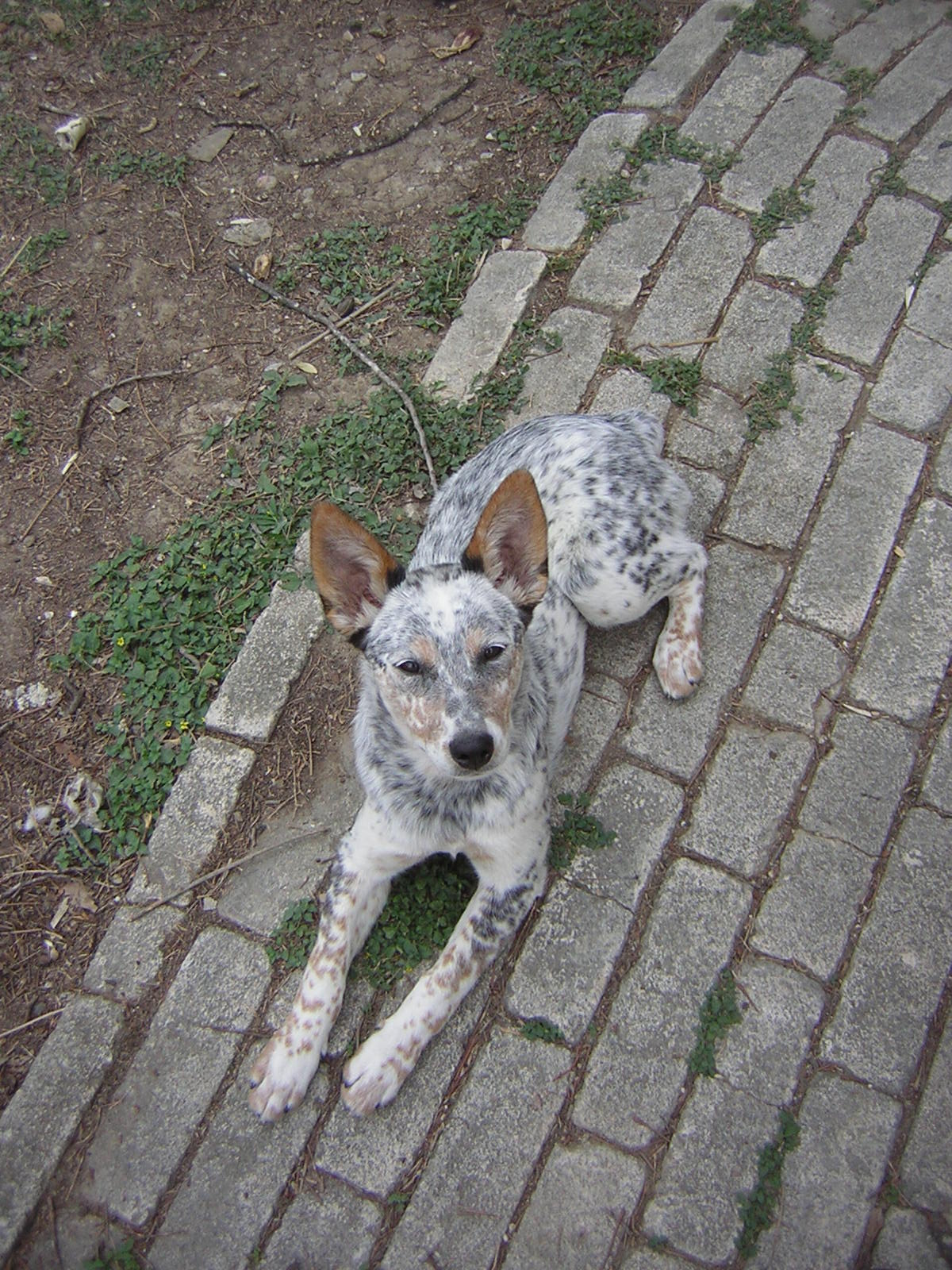
Texas Heeler, cruzamento entre boiadeiro australiano com Pastor Australiano
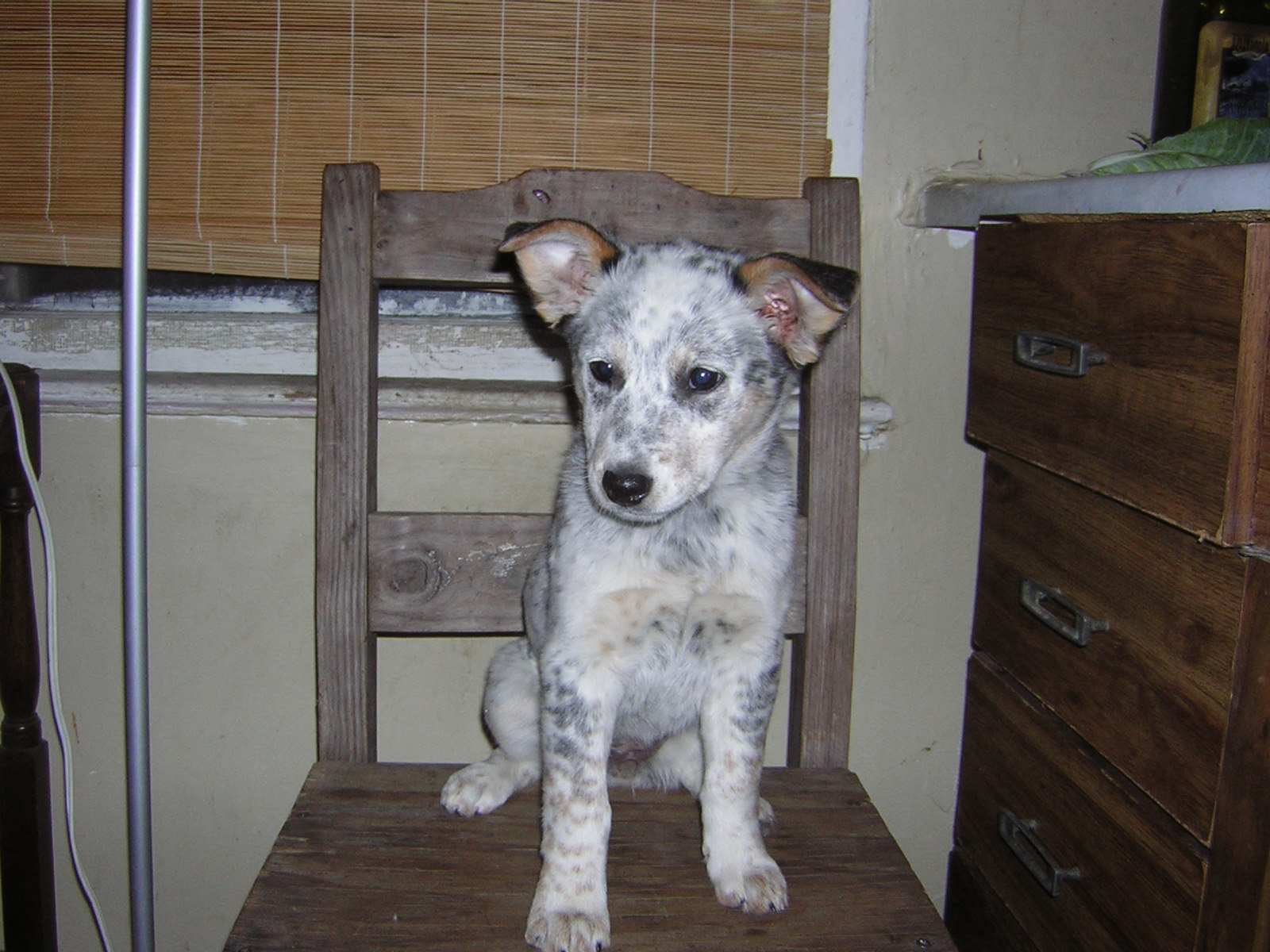
Um filhote de Texas Heeler
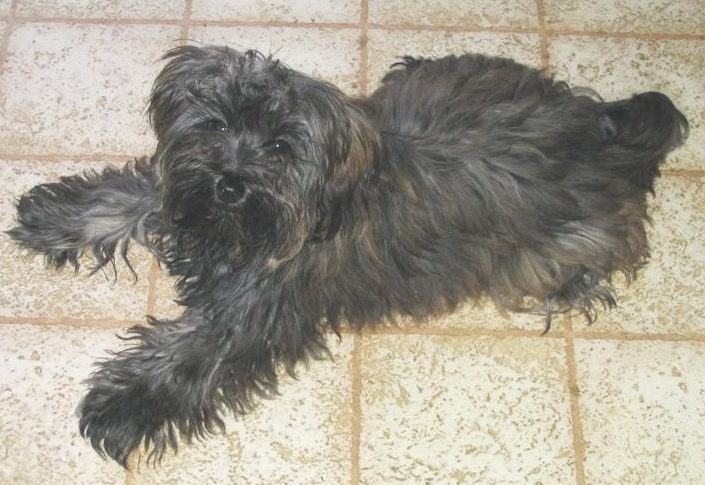
Yorkipoo, um cruzamento entre yorkshire com poodle
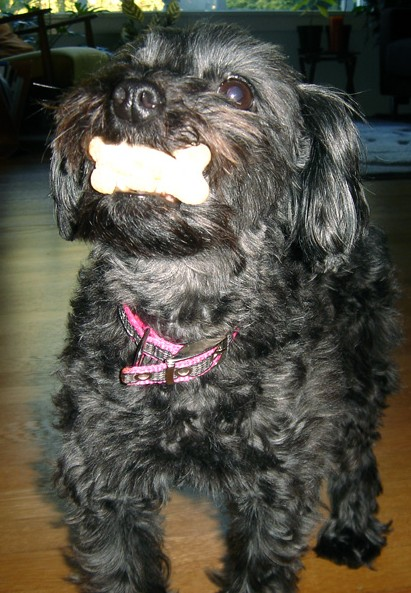
Yorkipoo com um biscoito canino
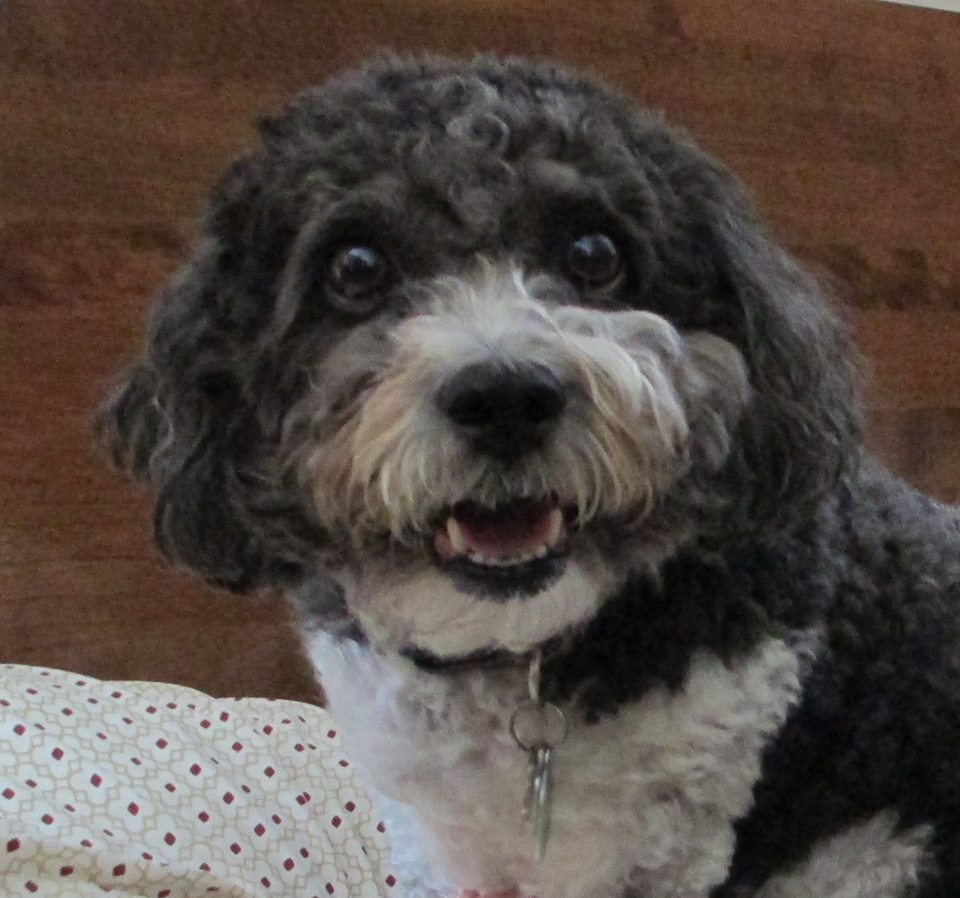
Zuchon, cruzamento entre Shih Tzu com Bichon frisé
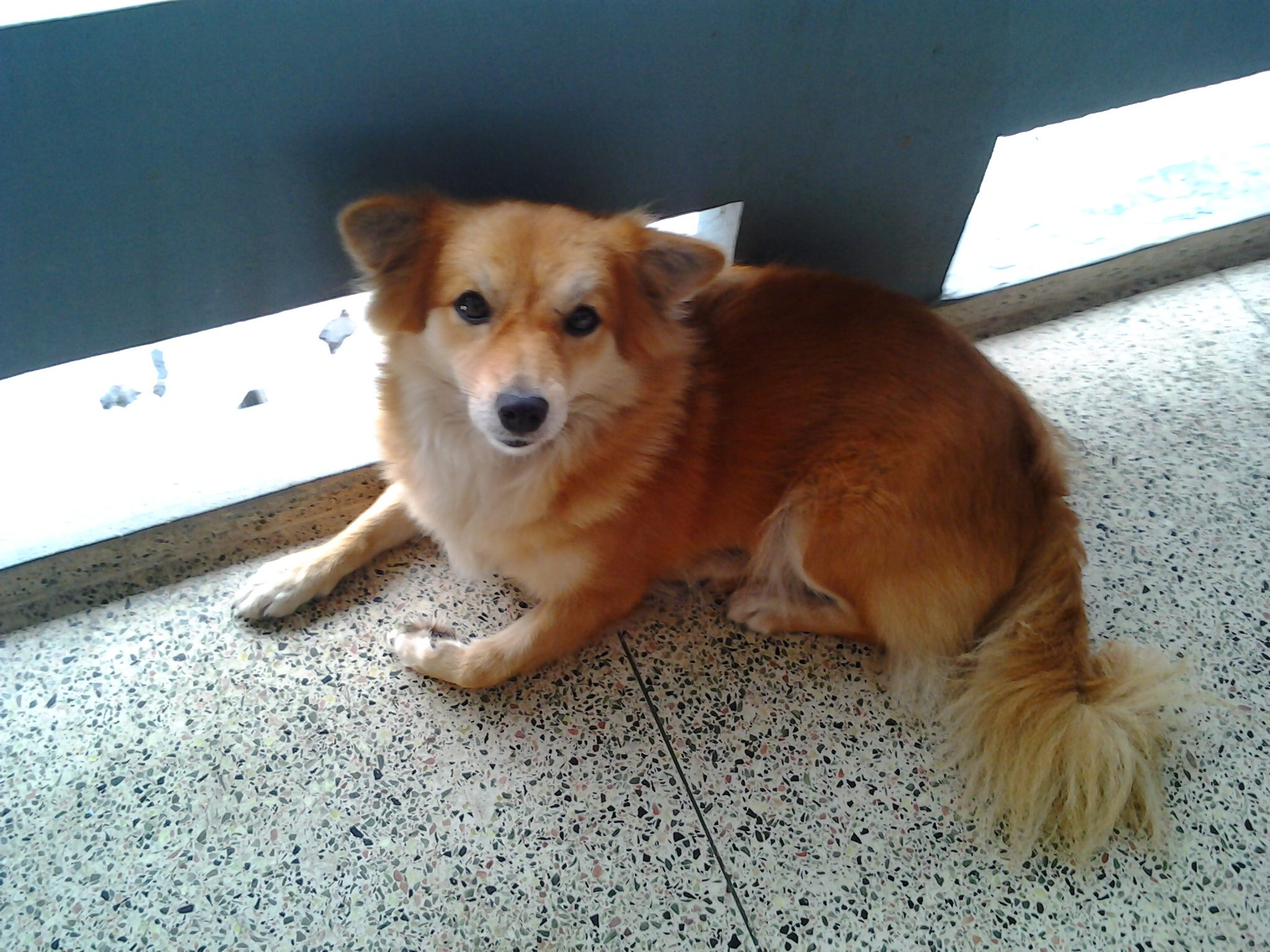
Um cão mestiço no Chile.
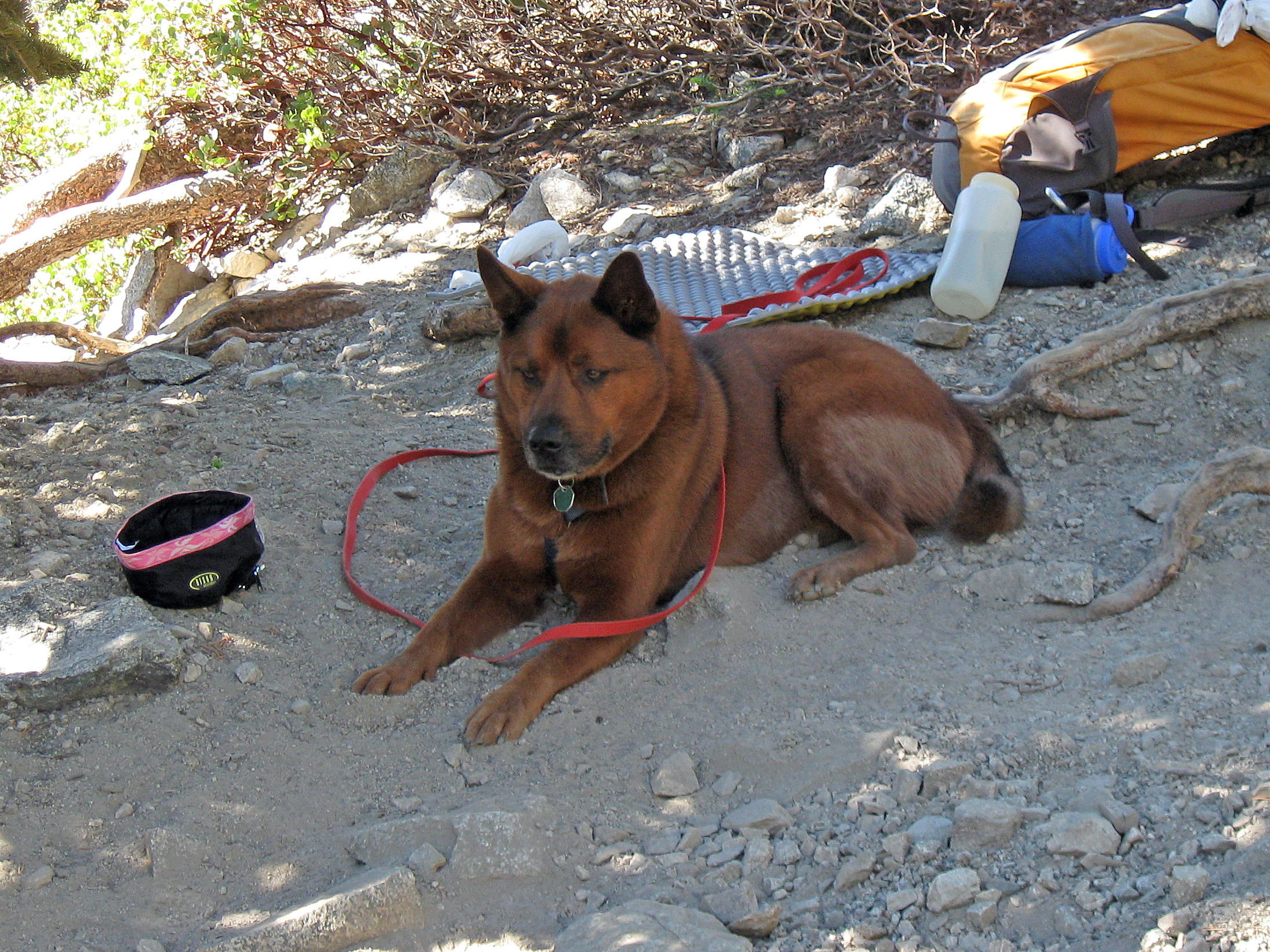
Outro cão mestiço no Chile.
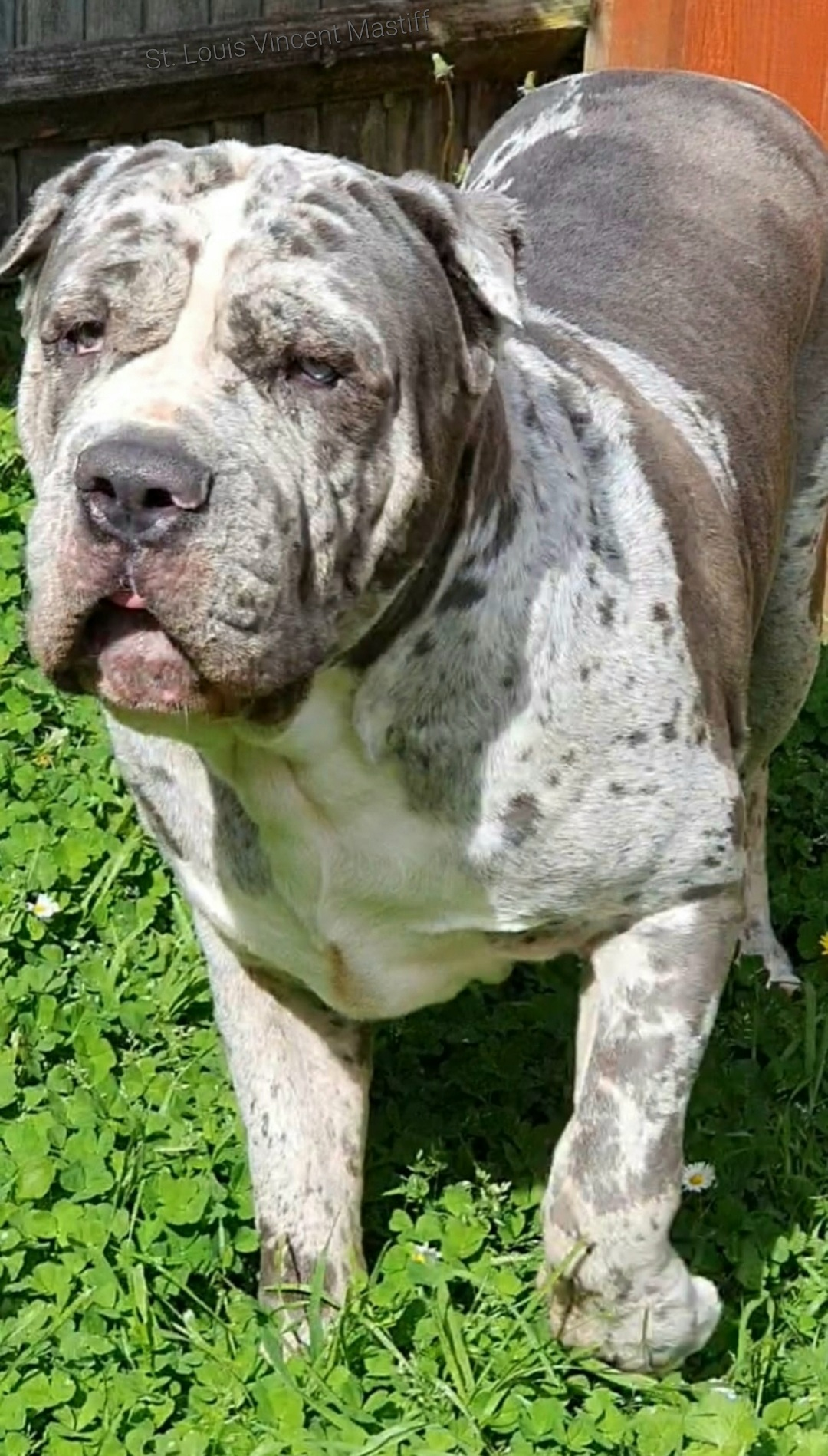
Bandog, um cruzamento entre cães de presa, com mastins de guarda, com duas ou mais raças diferentes com cães de trabalho sem raça definida (Vira lata)
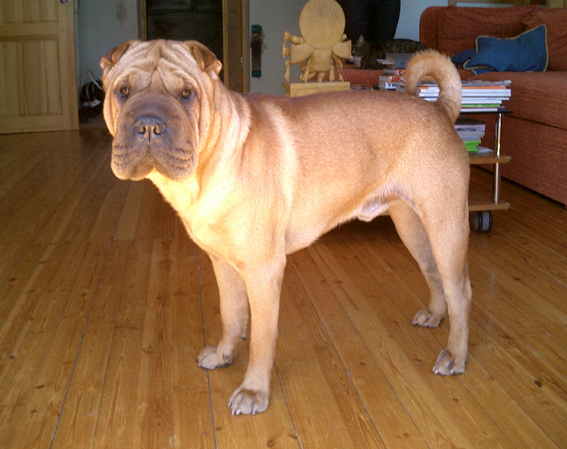
shar pei, cruzamento entre Chow Chow com Mastim Tibetano.
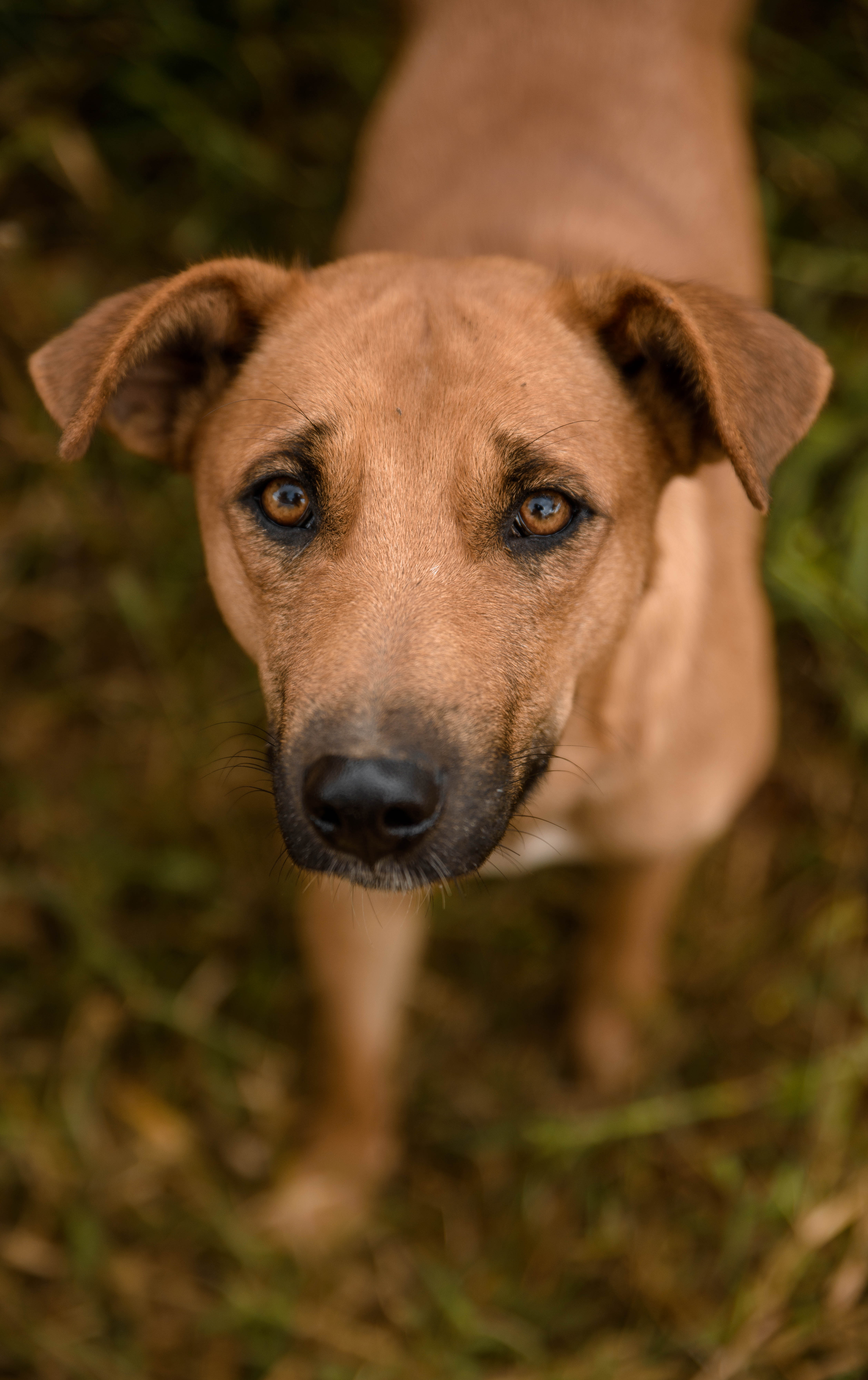
Cão de rua na África
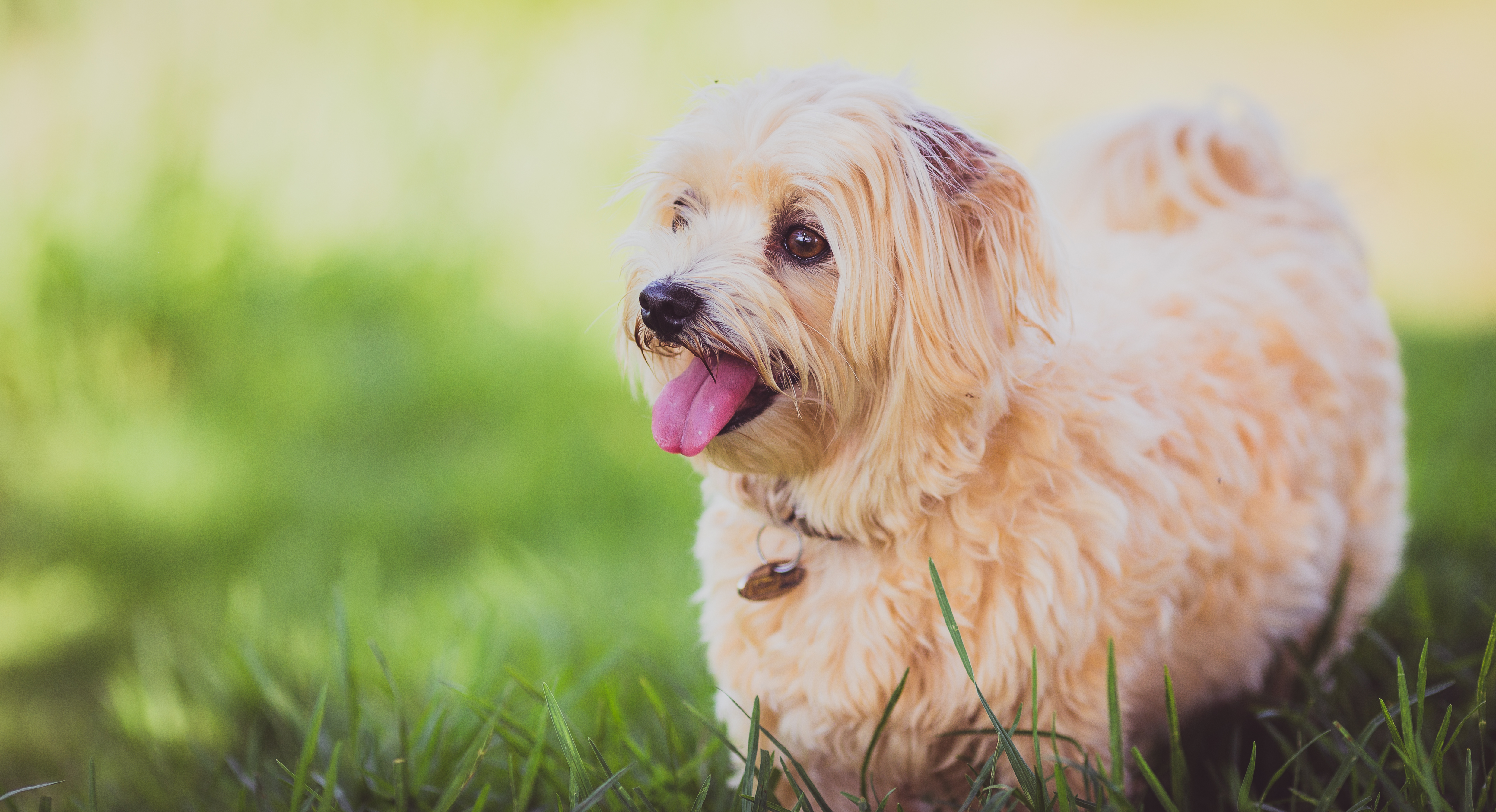
Cão mestiço africano
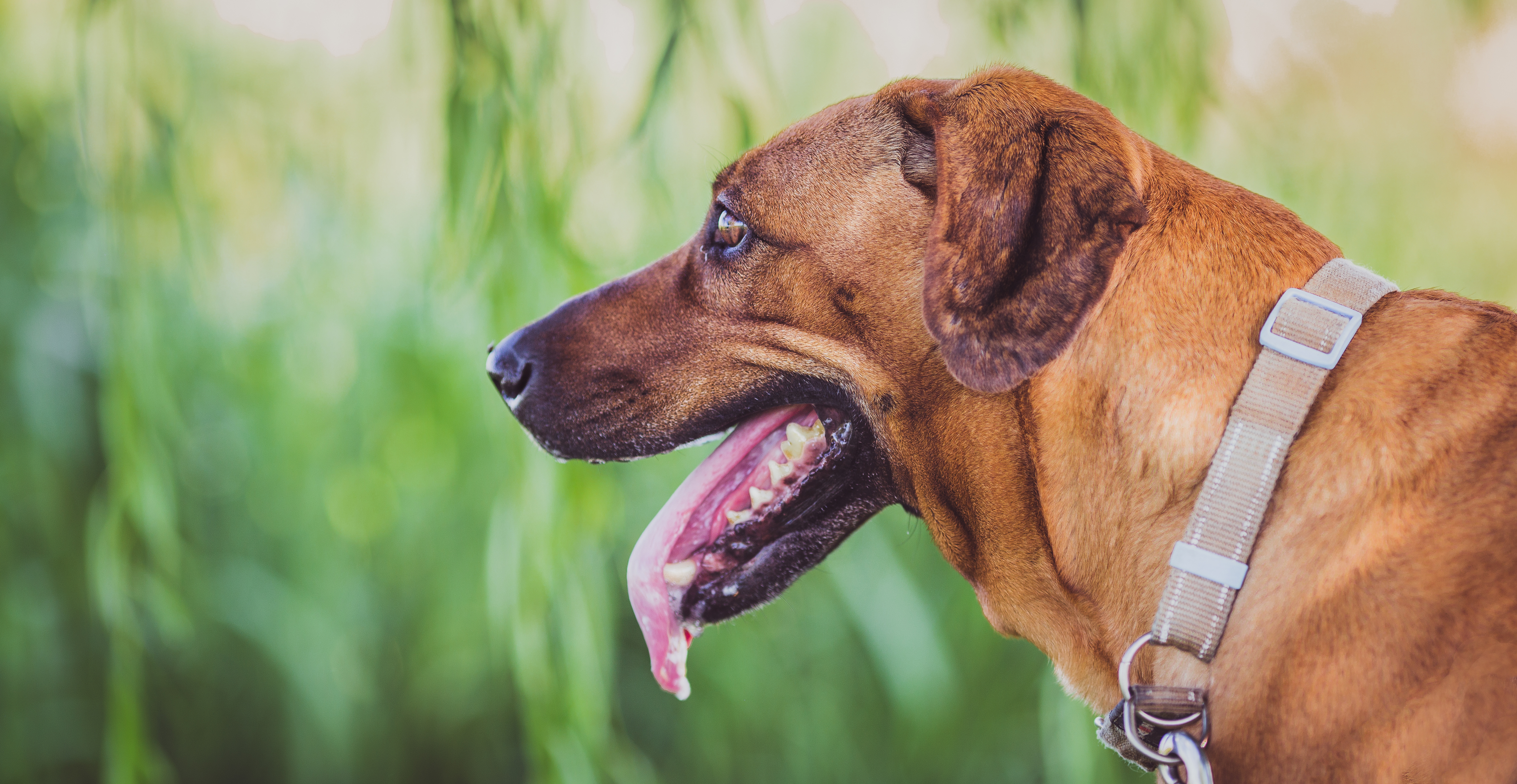
leão da rodésia, cruzamento entre Mastiffs, Greyhounds, e outros
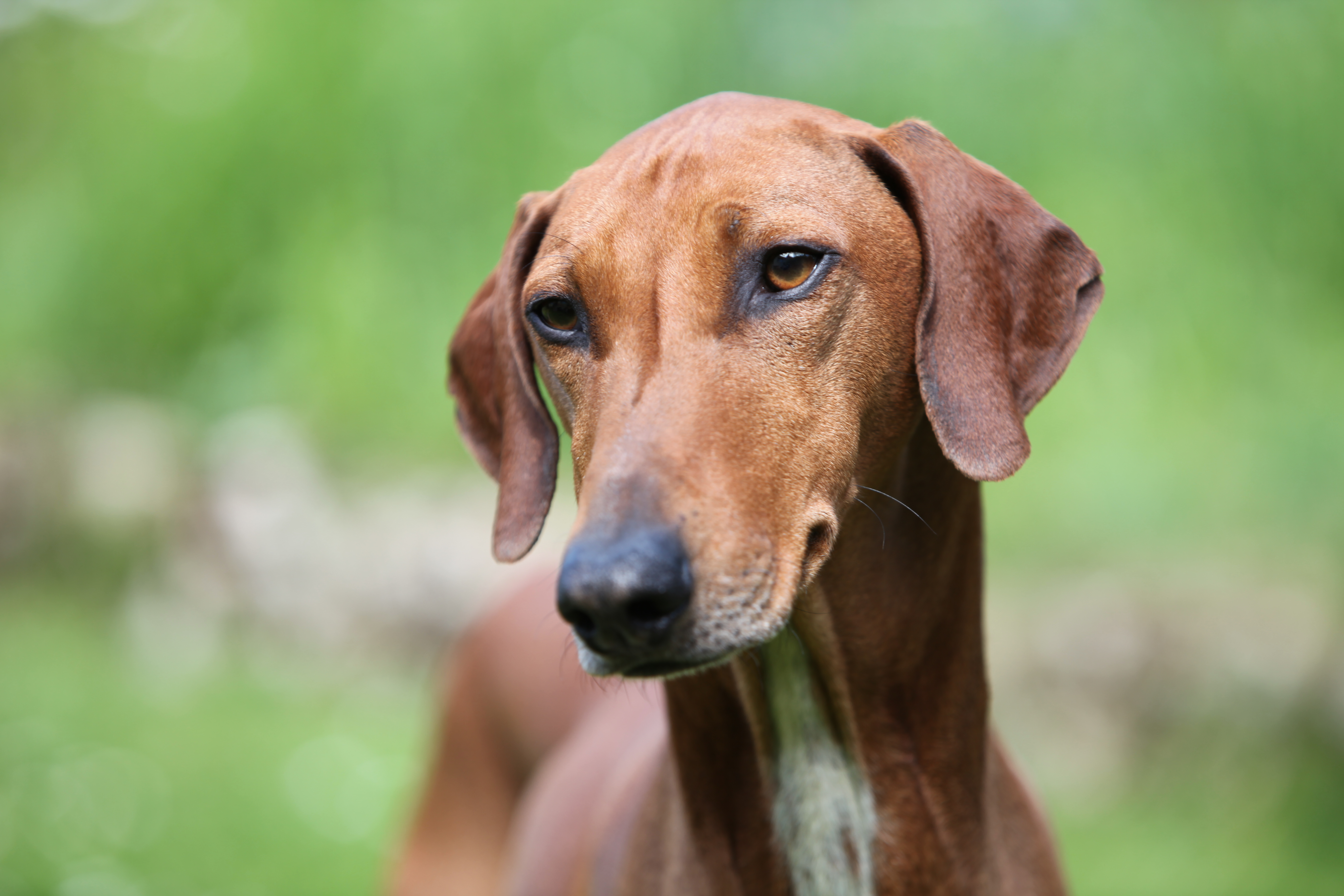
Azawakh, um galgo mestiço
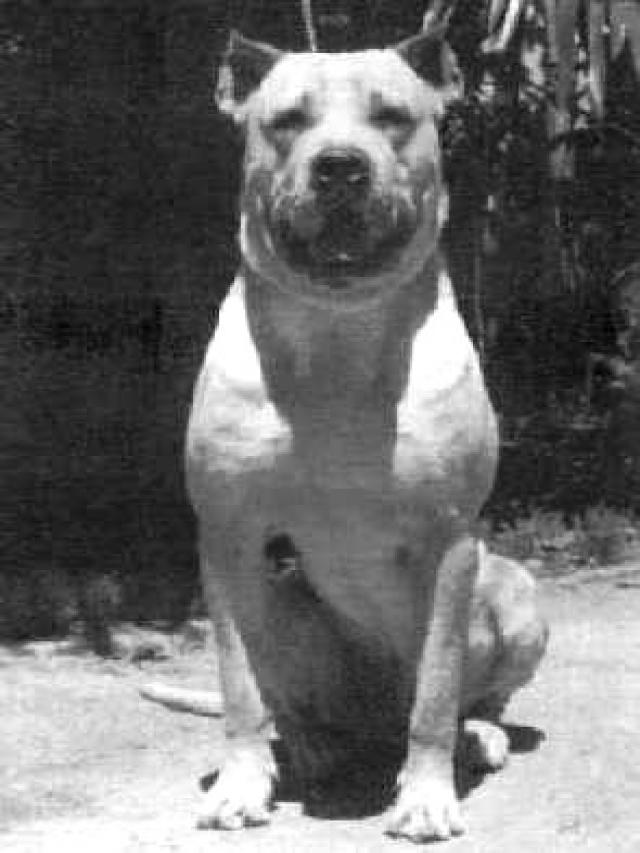
Córdoba fighiting dog (Antepassado do Dogo argentino), cruzamento entre terriers, com buldogue, com mollossos, etc...
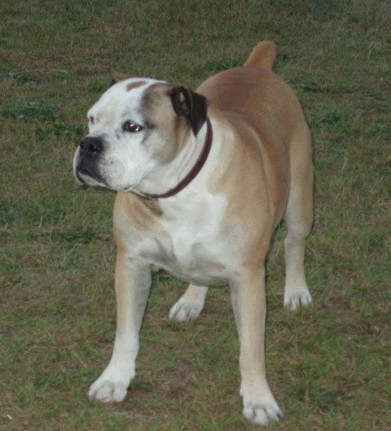
Bulldogue campeiro, descedente do Antigo bulldogue inglês.
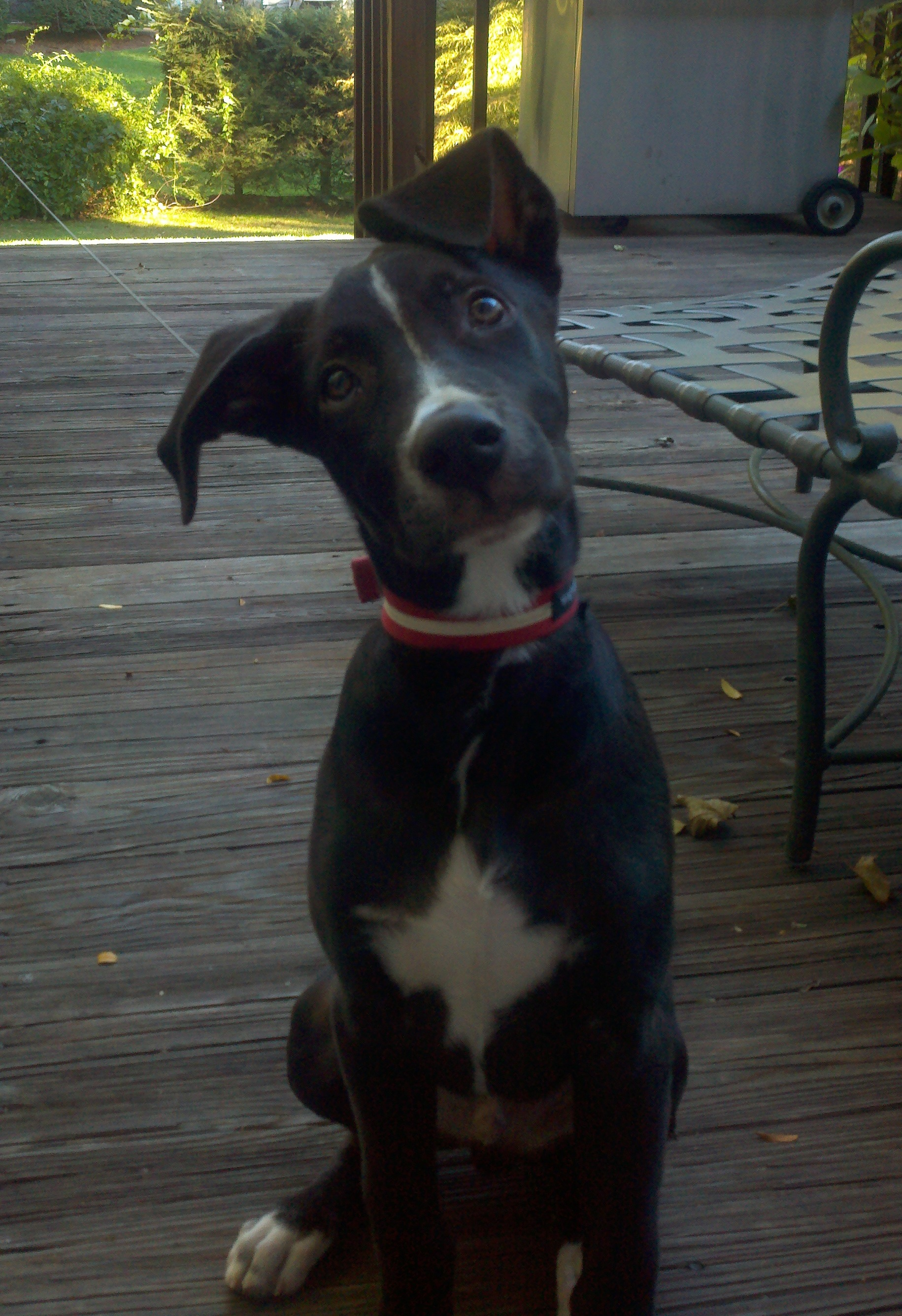
Cão potcako, possivel cruzamento entre terriers com cães da carolina, Etc.
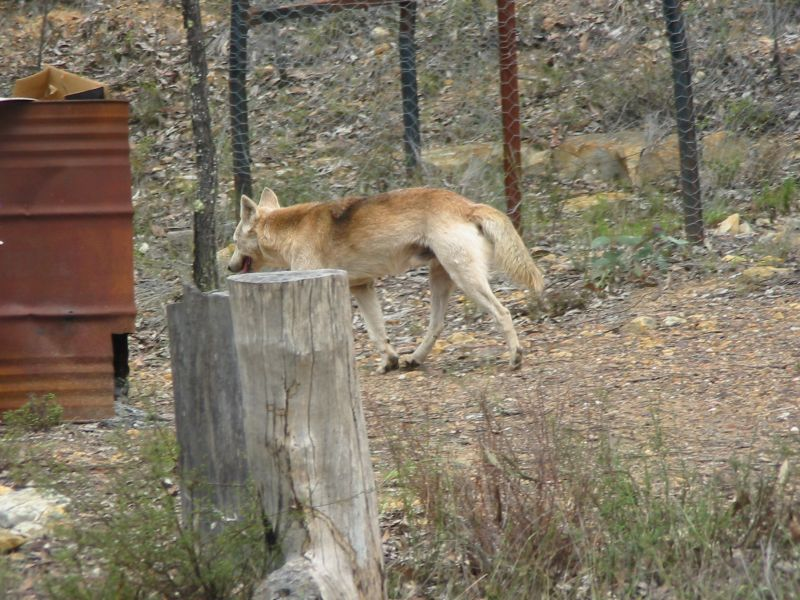
Híbrido dingo-cão, cruzamento entre dingo com cão.